# Trianoni béke
A trianoni béke (alternatív megnevezései: békeszerződés vagy békediktátum) a történelmi Magyarország I. világháború utáni fölosztását rögzítette a nemzetközi jog számára értelmezhető dokumentumban, a Párizs környéki békeszerződések egyik elemeként.
A békekötés meghatározta Magyarország új határait, azok között megszüntette az ország közvetlen katonai fenyegetettségét és sok kis multinacionális állam létrejöttét véglegesítette az Osztrák–Magyar Monarchia magyarországi részén. Az eseménynek meghatározó gazdasági és kulturális hatásai lettek.
A trianoni békére emlékezve június 4-ét a magyar Országgyűlés 2010-ben a nemzeti összetartozás napjává nyilvánította.

## Elnevezése
Az irodalomban számos különböző néven szerepel ez a béke. Az alternatív elnevezések fontos tényekre utalnak:
békeszerződés, mert Magyarország I. világháború utáni összeomlása olyan mértékű volt, hogy az ország trianoni határok között történő újraszervezéséhez is a győztesek számára elfogadható magyar aláíró félre volt szükség egy olyan történelmi pillanat után, amikor 1919 őszén a román hadsereg már Győrt is megszállta. Ez a személy sok magyar politikai fordulat után végül Horthy Miklós lett, aki 1920. június 4-én „legfőbb hadúrként” a békekötésért a végső felelősséget vállalta.
békediktátum, mert Magyarország kényszerből fogadta el, kezdettől a revízióján dolgozott, ennek világos jele egy pici siker már 1921-ben: Sopron visszaszerzése. Trianon esetében nem került sor a vesztesek érdekeinek beszámítására, a háborút lezáró kongresszus a győztesek kongresszusa volt. Az I. világháborúban győztes antant szövetség hatalmai diktálták a következményeket a vesztesek között levő, legyőzött Magyarországnak, az Osztrák–Magyar Monarchia egyik utódállamának.

## Etnikai előzmények és ellentétek az újkori Magyarországon

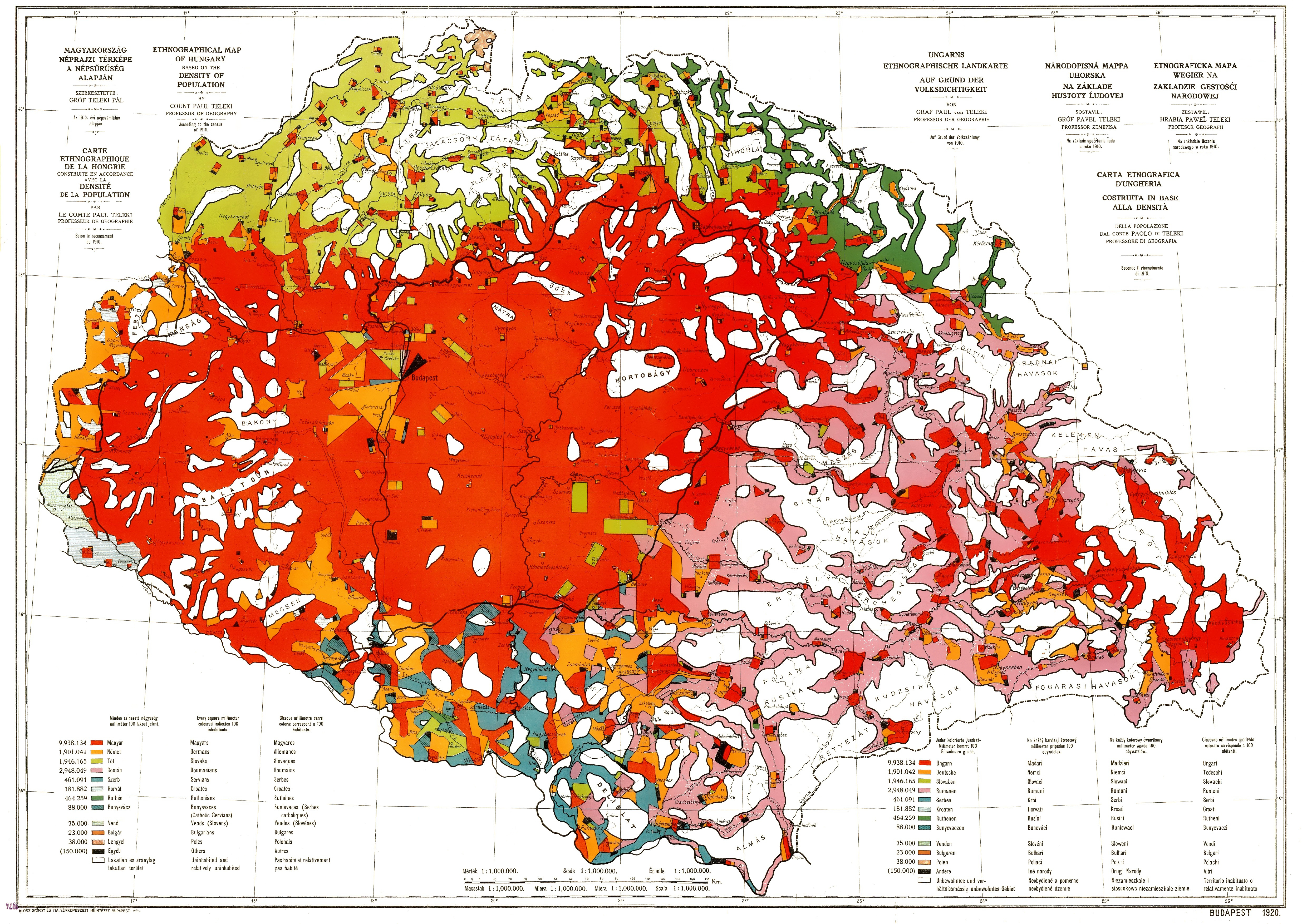
Gróf Teleki Pál miniszterelnök, földrajztudós híres „vörös térkép"-e, a Carte Rouge, Magyarország 1910-es népességének nemzetiségek szerinti eloszlásáról.
A világ egyik első olyan térképe, amelyen a népesség nemzetiségek szerinti eloszlását a népsűrűség figyelembevételével ábrázolták
Magyarok
Németek
Tótok
Ruszinok
Románok
Horvátok

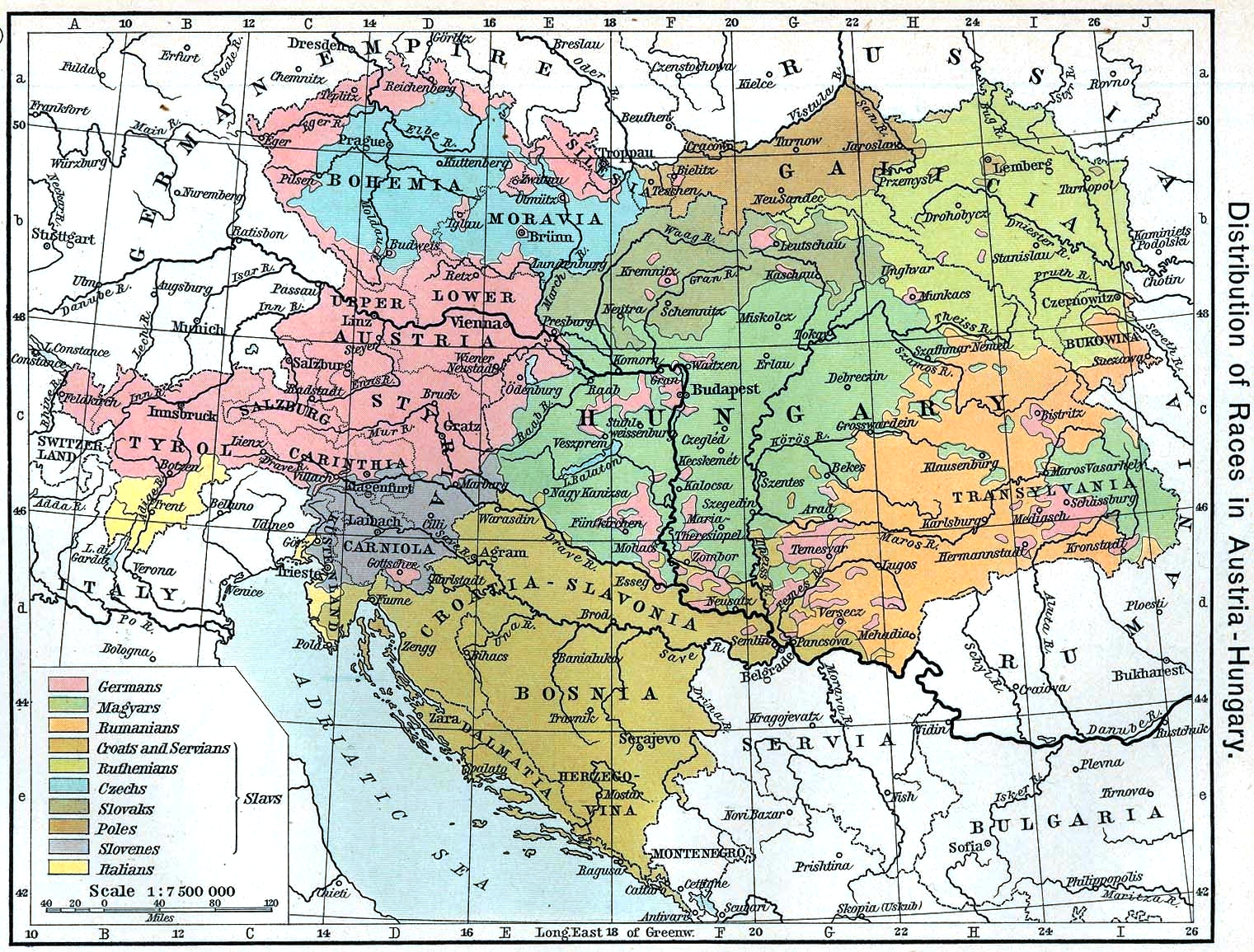
Nemzetiségek eloszlása az Osztrák–Magyar Monarchia területén.
Forrás: William R. Shepherd: Historical Atlas (1911)

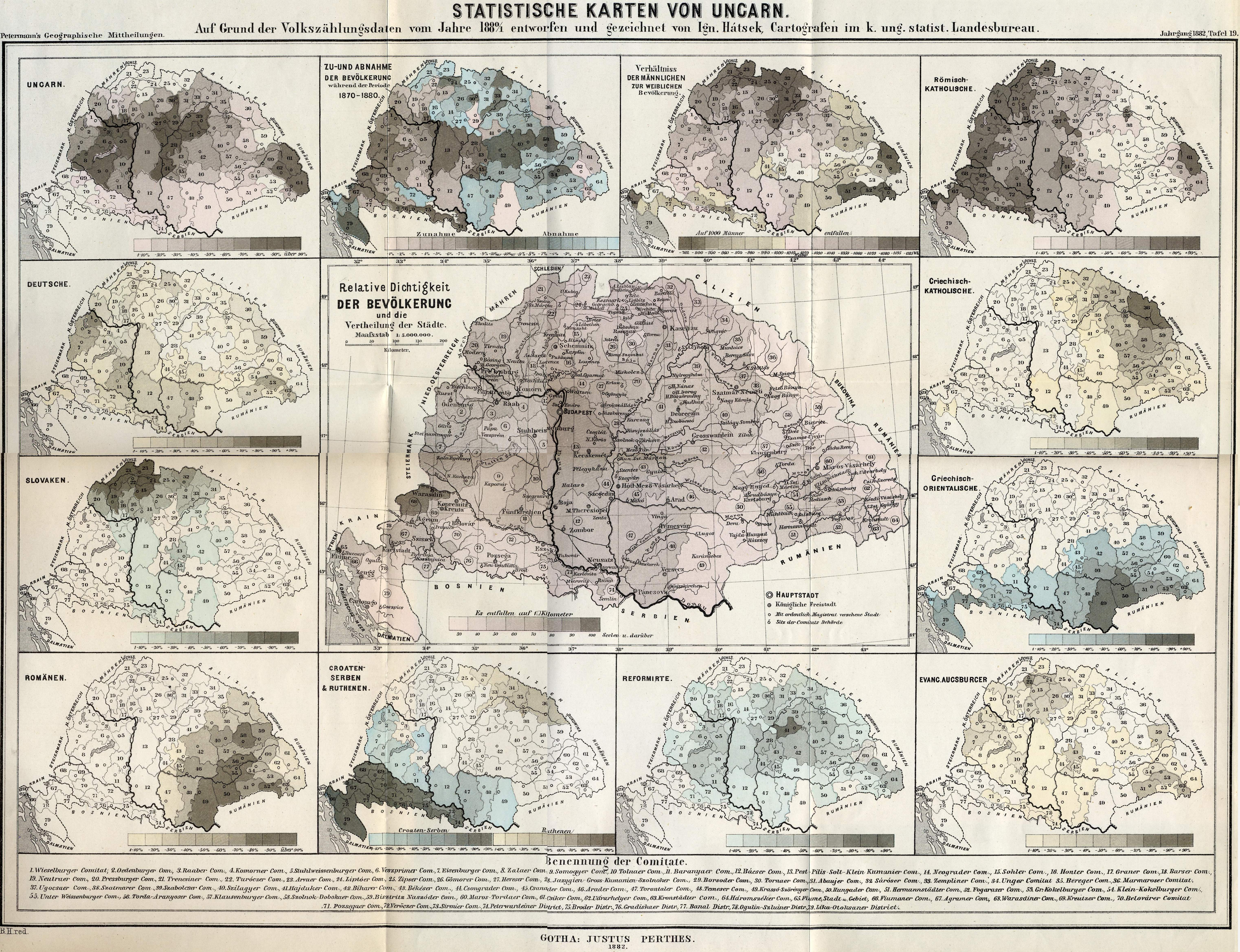
Az 1880. évi népszámlálás az első adatgyűjtés, amely a történeti Magyarország egészére vonatkozóan közöl adatokat a népesség fontosabb jellemzőiről, etnikai és felekezeti összetételéről

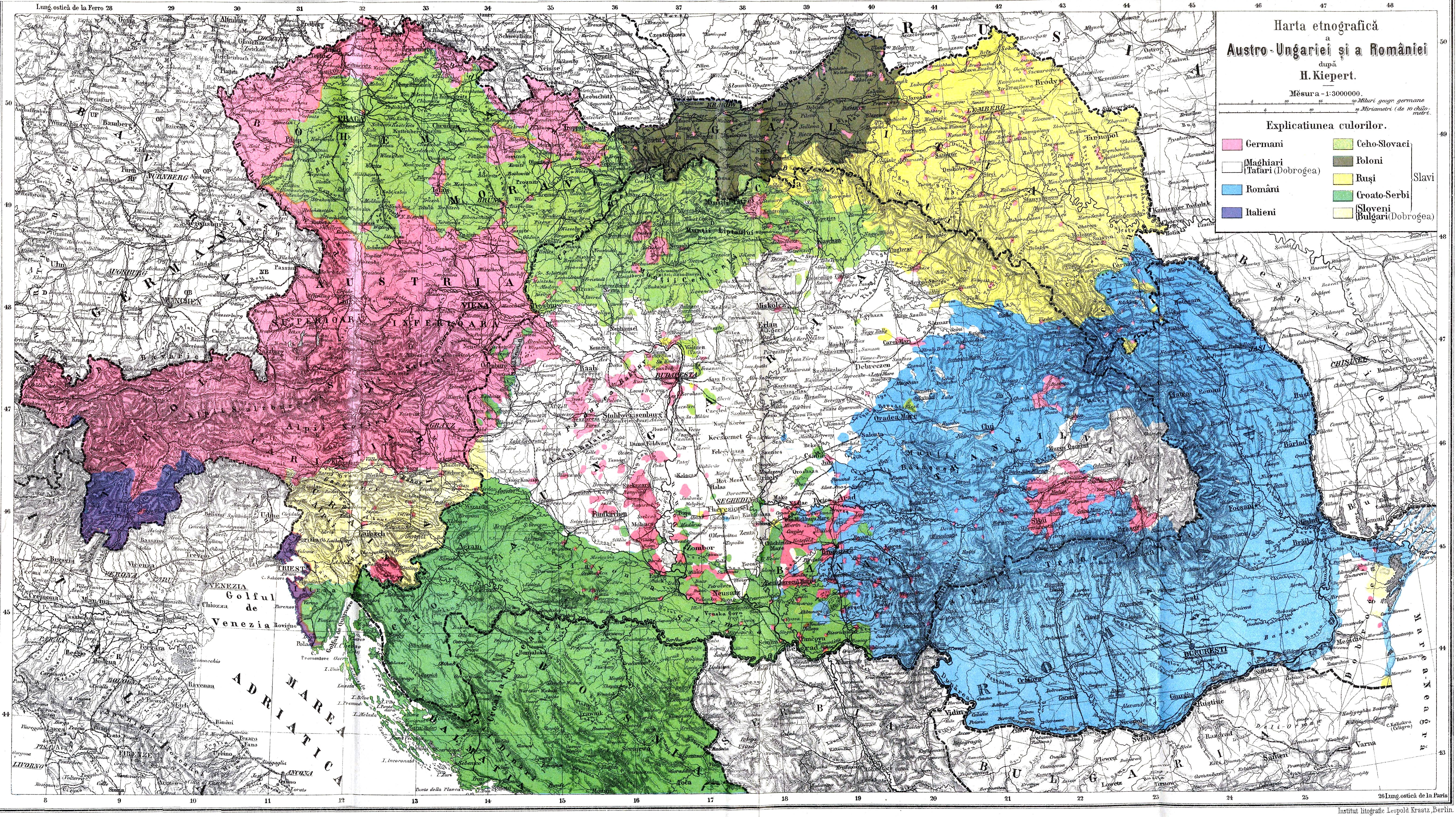
Román etnikai térkép a Monarchiáról és Romániáról

A Kárpát-medence mindig is többnemzetiségű terület volt, de a magyar etnikum erőteljes visszaszorulását a Mohácsi vész, és azt követően a török háborúk okozták. Utána a XVIII. századi benépesítés részben azokkal az etnikumokkal történt, amelyek Trianon után saját nemzetállamokba szerveződtek, ill. Kárpát-medencén kívüli nemzetállamaikhoz csatlakoztak: románok vándoroltak be Erdélybe, szerbek a Délvidékre, németek a Dunántúlra, így a mai Burgenlandba. Az északi szlávok, a mai szlovákok, és a kárpátaljai ruszinok ősei őshonosak voltak, ugyanakkor szláv népességmozgással mind a középkor, mind a Mohács utáni újkor során szintén számolni kell. Így alakult ki a történelmi Magyarországnak az az etnikai térképe, amit Teleki Pál Trianon kapcsán gyakran hivatkozott etnikai térképe is tartalmaz.
A nagyon vázlatosan bemutatott népmozgások természetesen nem jártak szükségszerű politikai következményekkel, de tény, hogy a Mohács előtti önálló történelmi Magyarország soha nem állt helyre, csak a Habsburg Birodalom részeként.
Az újkorban újra és újra megjelentek a magyar függetlenségi mozgalmak, amelyek fő ellenfelüknek a Habsburg Birodalmat tekintették, de amelyek rendre szembekerültek a nemzetiségekkel is. Komoly fegyveres harccá ez a Rákóczi szabadságharc (1703-11) és az 1848-49-es forradalom és szabadságharc idején vált, de pl. Napóleon is próbált a magyar függetlenségi érzelmekre apellálni 1809-ben, a győri csata idején.
Jellemző ugyanakkor, hogy ezek a mozgalmak nem tudták a független magyar hatalom uralmát az egész történelmi országterületre kiterjeszteni. Ennek egyik lényeges oka a történelmileg folyamatosan jelenlévő etnikai megosztottság volt. Rákóczinak soha nem sikerült a maga oldalára állítania a horvátokat, a délvidéki szerbeket (akkori nevükön rácokat) és az erdélyi szászokat. 1848-49-ben pedig a magyar törekvések minden nemzetiséggel szembekerültek, amiben szerepe volt annak (is), hogy 1844-től a Magyar Királyság államnyelve a latin helyett a magyar lett.
A magyarországi nemzetiségek közül a románságnak volt egy jelentős fölkelése, az 1784-es erdélyi parasztfelkelés. Ekkor a császári hadsereg a magyar nemesség teljes támogatásával győzte le a felkelőket. A két vezető kivégzése Gyulafehérváron történt, és ezáltal Gyulafehérvár a román történetírásban jelképes helyszínné vált. Ide hívták össze 1918. december 1-én azt a nagygyűlést, amely Erdély Romániához csatolását kimondta, természetesen az ott élő magyarság erős tiltakozása ellenére.
Kiemelt helyzetük ellenére horvátokkal való viszony is konfliktusokkal terhelt, a viszony egyik legjobb példája a MÁV: hiába volt Horvát-Szlavónország a Magyar Királyság autonóm része, minden vasúti alkalmazottól elvárták, hogy tudjon magyarul.
A XIX. század magyar nemzeti ébredést is hozott, de a nemzetiségek saját politikai öntudatának az ébredését is. A magyar függetlenségi törekvések részsikereként 1867-ben Osztrák-Magyar Monarchiává szervezték át a Habsburg birodalmat. Történt bizonyos etnikai elmozdulás a magyarság javára, így 1910-re a magyar etnikum csekély többségbe került a Horvát-Szlavónország nélkül vett Magyar Királyság területén.
| A Magyar Királyság lakossága 1910-ben (Horvát-Szlavónország nélkül) | A Magyar Királyság lakossága 1910-ben (Horvát-Szlavónország nélkül) | A Magyar Királyság lakossága 1910-ben (Horvát-Szlavónország nélkül) |
| Nemzetiségek                                                        | Számuk                                                              | Százalékuk                                                          |
| ------------------------------------------------------------------- | ------------------------------------------------------------------- | ------------------------------------------------------------------- |
| Magyarok                                                            | 9 944 627                                                           | 54,44 %                                                             |
| Románok                                                             | 2 948 186                                                           | 16,14 %                                                             |
| Szlovákok                                                           | 1 946 357                                                           | 10,65 %                                                             |
| Németek                                                             | 1 903 357                                                           | 10,42 %                                                             |
| Ruténok                                                             | 464 270                                                             | 2,54 %                                                              |
| Szerbek                                                             | 461 516                                                             | 2,52 %                                                              |
| Horvátok                                                            | 194 808                                                             | 1,06 %                                                              |
| Egyéb                                                               | 401 412                                                             | 2,19 %                                                              |
| Összesen                                                            | 18 264 533                                                          | 100 %                                                               |

Ugyanakkor ez az etnikai elmozdulás részben politikai nyomás eredménye volt, és mélységes magyarellenességgel töltötte el a korszak nemzetiségi politikusait. Mivel pedig Magyarország a Monarchia részeként részesévé vált a készülő világháborús konfliktusnak, a nemzetiségi politikusok propagandája nyitott fülekre talált a végül győztes ellenfél, az antant vezetőinek a körében. Egy jelentős példa a világháború előtti magyarellenes antantpropagandára a Scotus Viator álnéven író Robert William Seton-Watson tevékenysége. Ő személyes barátja volt Tomáš Masaryknak és Edvard Benešnek, akik a cseh emigráció vezetői és Trianon közvetlen előkészítői voltak Párizsban. Maga Seton-Watson az angol békeküldöttség legfőbb szakértőjének számított a térségünk kapcsán:
A magyarok csakugyan ázsiaiak … a nem magyar nemzetiségek a civilizált Európában példa nélkül álló elnyomó politika áldozatai a magyarok által …
Célom […] azon honfitársaim meggyőzése, akik hajlamosak Britanniát a magyar klikk iránti szimpátia mellett kötelezni el, s ezzel elősegíteni a Habsburg-monarchia pusztulását és egy európai tűzvész kirobbanását. Be akarom bizonyítani nekik, hogy a magyar szabadság csak legenda, legföljebb a magyarokra vonatkozik, de még ők is csak akkor részesülnek belőle, ha nem teszik magukévá a szocializmus vagy a munkásság ügyét. Amit a magyar uralkodó osztályok képviselnek, az anatémát jelent a mi országunk fölvilágosodott politikusai számára, legyenek azok konzervatívok, liberálisok, munkáspártiak vagy nacionalisták

Maga Beneš így tekint vissza a Trianont előkészítő propagandatevékenységre: 
A Szent István egykori koronájához tartozó területek uralkodó osztályai által képviselt magyar népet minden szövetséges egyöntetűen a világháború legfőbb segítőjének, ha ugyan nem az első számú felelősének tartja. A magyarok már a háború előtt is azon mesterkedtek, hogy a propaganda minden eszközével elkendőzzék a korábbi magyar kormány és főleg bizonyos arisztokrata kormánykörök tetteit. Ám mindezek ellenére a háború folyamán sikerült lelepleznünk a magyar oligarchia valódi lényegét, valamint Magyarországon a háború előtt és alatt uralkodó valódi állapotokat. Az egész világ elborzadt ezeknek a tősgyökeres mongol politikai viszonyoknak a láttán, és megértette, hogy a háborút nem egyedül az egykori Osztrák–Magyar Monarchia végzetes politikája robbantotta ki, hanem sokkal inkább Budapesten, mint Bécsben készítették elő.

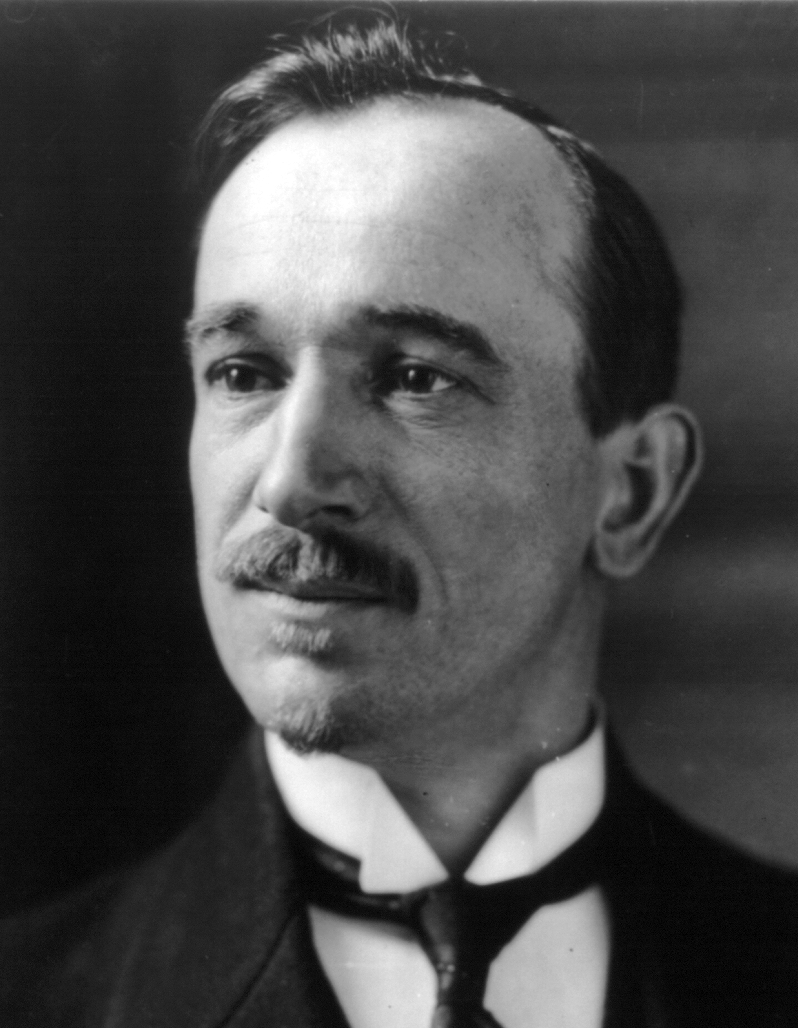
Edvard Beneš 1919-ben

Helytállónak tűnik az a megállapítás, hogy a független Magyarország csak a történelmi Magyarország sírgödréből léphetett elő.
A XIX. század valódi kérdése inkább az volt, hogy Habsburg Birodalom egésze a saját határai között tovább élhet-e, és ehhez milyen belső határhúzások szükségesek, megvalósítható-e pl. a dualista rendszer trializmussá, Osztrák-Magyar-Cseh Monarchiává alakítása, vagy ha ez lehetetlen, milyen új határok vegyék majd körül a független Magyarországot. A válasz, az etnikai viszonyokat ezúttal a magyarság rovására erősen megsértő konkrét trianoni határok az I. világháború során rajzolódtak ki a Monarchia antant oldalára álló nemzetiségi politikusainak a tárgyalásain.

## A béke előkészítése az I. világháború során

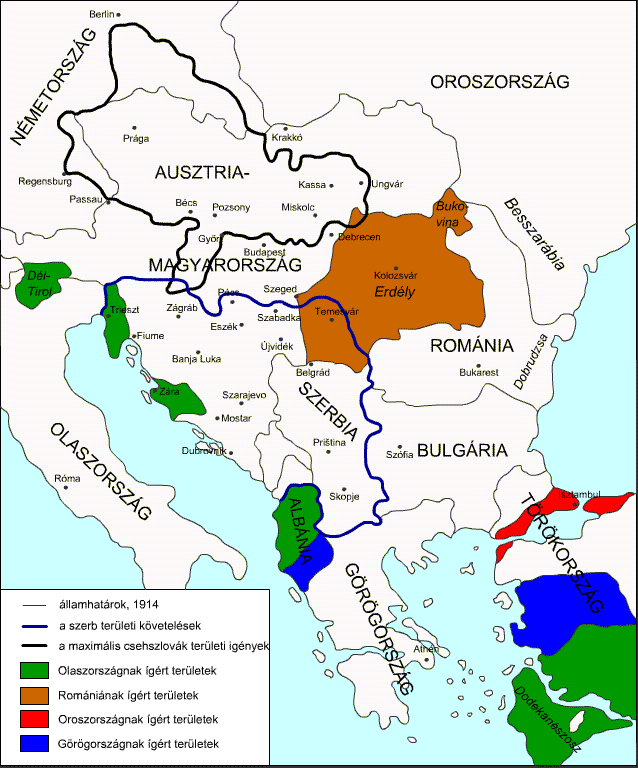
Az antant területi ígéretei és az antant szövetségeseinek területi követelései

Az Osztrák–Magyar Monarchiához tartozó területekre négy szomszédos állam tartott igényt: a cári Oroszország, Szerbia, Románia és Olaszország. Az első világháború során az 1915-ös londoni egyezményben az antant Szerbiának ígért területeket. 1916-ban titokban odaígérte Erdélyt és Kelet-Magyarországot a Vásárosnamény-Debrecen–Csongrád-Tisza vonalig a Román Királyságnak, ha az hadat üzen az Osztrák–Magyar Monarchiának. Miután Románia szinte azonnal vereséget szenvedett, majd különbékét kötött a Monarchiával, és csak a világháború utolsó napjaiban üzent újra hadat, az antant eleinte vonakodott elismerni a román területi követelések jogosságát.
A Monarchia elnyomó nemzetiségi politikájával elégedetlen kisebbségi vezetők, mint például Edvard Beneš cseh nacionalista politikus, a világháború kitörésének pillanatától a nyugati országok vezetőinél lobbiztak a Monarchia feldarabolása és nemzetállamok létrehozása érdekében. Az antanthatalmak először egy többnemzetiségű, konföderatív monarchiát képzeltek el a háború után, de később világossá vált, hogy Ausztria-Magyarországot nem tudják leválasztani Németországról, és elfogadták Beneš álláspontját. 1918. április 8–10-én Rómában üléseztek az Osztrák–Magyar Monarchia emigráns nemzetiségi politikusai, ahol a kongresszus résztvevői kinyilvánították, hogy nem kívánnak többé a Monarchia keretei között élni. Az 1918. május 29-i nyilatkozatában az Amerikai Egyesült Államok elismerte a római kongresszus határozatait, s a nyilatkozat egyúttal elvetette a korábban wilsoni pontoknak nevezett tervezetet. (Woodrow Wilson amerikai elnök meg kívánta őrizni az Osztrák–Magyar Monarchia gazdasági és politikai egységét, át akarta alakítani azt az Egyesült Államok mintájára az adott határokon belül, demokratikus elveken alapuló önkormányzattal rendelkező nemzetek szövetségévé szervezte volna.)

## Az I. világháború elvesztése
A magyar uralkodó és politikai osztály még 1918 nyarán sem számolt komolyan a vereség lehetőségével. Szeptember végén azonban a Német Császárság vereséget szenvedett a nyugati fronton, majd október végén a Monarchia hadserege is kivérzett Itáliában. Eközben szeptemberben Franchet d'Espérey tábornok irányítása alatt francia expedíciós haderő szállt partra Szalonikinél, gyors győzelmekkel elérte, hogy Bulgária kilépjen a háborúból, és a következő hónapokban a szerb hadsereg segítségével Szegedig nyomult előre.
Tisza István ikonikus mondata: „Ezt a háborút elveszítettük.”, 1918. október 17-én hangzott el a magyar Parlamentben. Van olyan vélemény, hogy maga ez a mondat is hozzájárult a hadsereg végső demoralizálásához, tény mindenesetre, hogy a megvert hadsereg katonái tömegével kezdtek hazaözönleni a frontokról, miközben a hadsereget ellátó logisztika teljesen összeomlott.
A világháborús vereség miatti elégedetlenség 1918 október 31-én forradalomba csapott át Magyarországon. Károlyi Mihály forradalmi kormánya kikiáltotta a köztársaságot, és feloszlatta a hadsereget.  Magyar honvédtisztek ezrei kerültek ki a haderőből és a kormány döntésének megfelelően a tábornokok, illetve az ezredesek szinte kivétel nélkül nyugállományba kerültek. Megszüntették ugyanakkor a vezérkari, a tüzértörzskari és a hadmérnöktörzskari testületeket is. Egyedül a Székely Hadosztály maradt meg mint számottevő katonai erő.
A világháború befejezésének formális aktusa az volt, amikor 1918. november 3-án Padovában az Osztrák-Magyar Monarchia nevében Victor Weber tábornok aláírta a fegyverszünetet Olaszországgal. Valójában ez volt a kettős Monarchia utolsó életmegnyilvánulása: a tábornok lojális volt az ekkor még le nem mondott császárhoz, aki azonban már november 11-én lemondott az osztrák trónról, majd két nap múlva a magyar trónról is.
A korszakot érintő egyik legfontosabb vita, hogy a frontról hazaözönlő hadsereget egyben lehetett volna-e tartani, és föl lehetett volna-e használni a magyar határok védelmére. A Horthy-korszakon végigvonuló hivatalos közvélemény ezt elvárta volna a Károlyi-kormánytól. Egy kordokumentum szintű vélemény Julier Ferenctől, az 1919-es Tanácsköztársaság utolsó vezérkari főnökétől:

„A világháború után az ország még elegendő nyersanyaggal rendelkezett ahhoz, hogy tekintélyes védősereget tarthasson. Csak arra utalok, hogy a Károlyi-kormányzat több havi rombolása és területfeladása (tehát hadianyagvesztesége is) után a bolseviki uralom 1919 márciusa után, rövid idő alatt még 6 hadosztályra és 3 dandárra tagozott 110.000 főnyi haderőt tudott összeállítani, felszerelni, új ruhába öltöztetni és erős tüzérséggel felfegyverezni. Voltak repülőalakulásai és 30 és feles mozsarai.
Ha ezt a szervezési munkát nemzeti alapon álló kormányzat 1918 novemberében végzi el, akkor Magyarország mindhárom ellenfelével szemben elegendő és jó haderőt tud állítani. Semmiesetre sem szorul mai szűk határai közé.”

– Julier Ferenc, Az Osztrák-Magyar haderő pusztulása (https://mek.oszk.hu/02200/02221/html/6_9.html)

Mai történészek gyakran arra jutnak, hogy Julier és az ellenforradalmi korszak hivatalos közvéleménye alábecsülte a háborús összeomlás mértékét. A katonák már egyáltalán nem akartak harcolni, ráadásul az alakulatok összetétele tükrözte a történelmi Magyarország nemzetiségi összetételét, vagyis a katonáknak csak kb. a fele volt magyar. A többiek lojalitása eleve kérdéses volt, amikor szerb, román és cseh csapatok törtek be az országba. 
Hadseregszervezés valójában csak a világháborús hadsereg leszerelésével párhuzamosan volt lehetséges, új alapokon. Románia, és az addig nem is létező Csehszlovákia vezetői az Osztrák–Magyar Monarchia hadseregéből dezertáló katonákból toboroztak légiókat már 1918 őszén. Erre azért volt szüksége Romániának, és forradalmi hullámban kikiáltott Csehszlovákiának már a békeszerződés aláírása előtt, hogy a majdan létrejövő határoknak kész helyzetet teremtve érvényt tudjanak szerezni. Nem volt ugyanis valószínű, hogy az antant vezető hatalmai komoly hadsereget küldve ezt megtették volna helyettük. Magyarország viszont csak 1919 tavaszától, a Tanácsköztársaság idején kezdett érdemi hadseregfejlesztésbe.
A történelmi Magyarország összeomlása ekkorra már befejezett katonai tény volt. Ezt mutatja a mellékelt térkép, amelyen Réthy Ferenc 1880-ban készült etnográfiai térképére rajzoltuk be a főbb demarkációs vonalakat. Ezek lényegében előre jelezték a trianoni határokat.

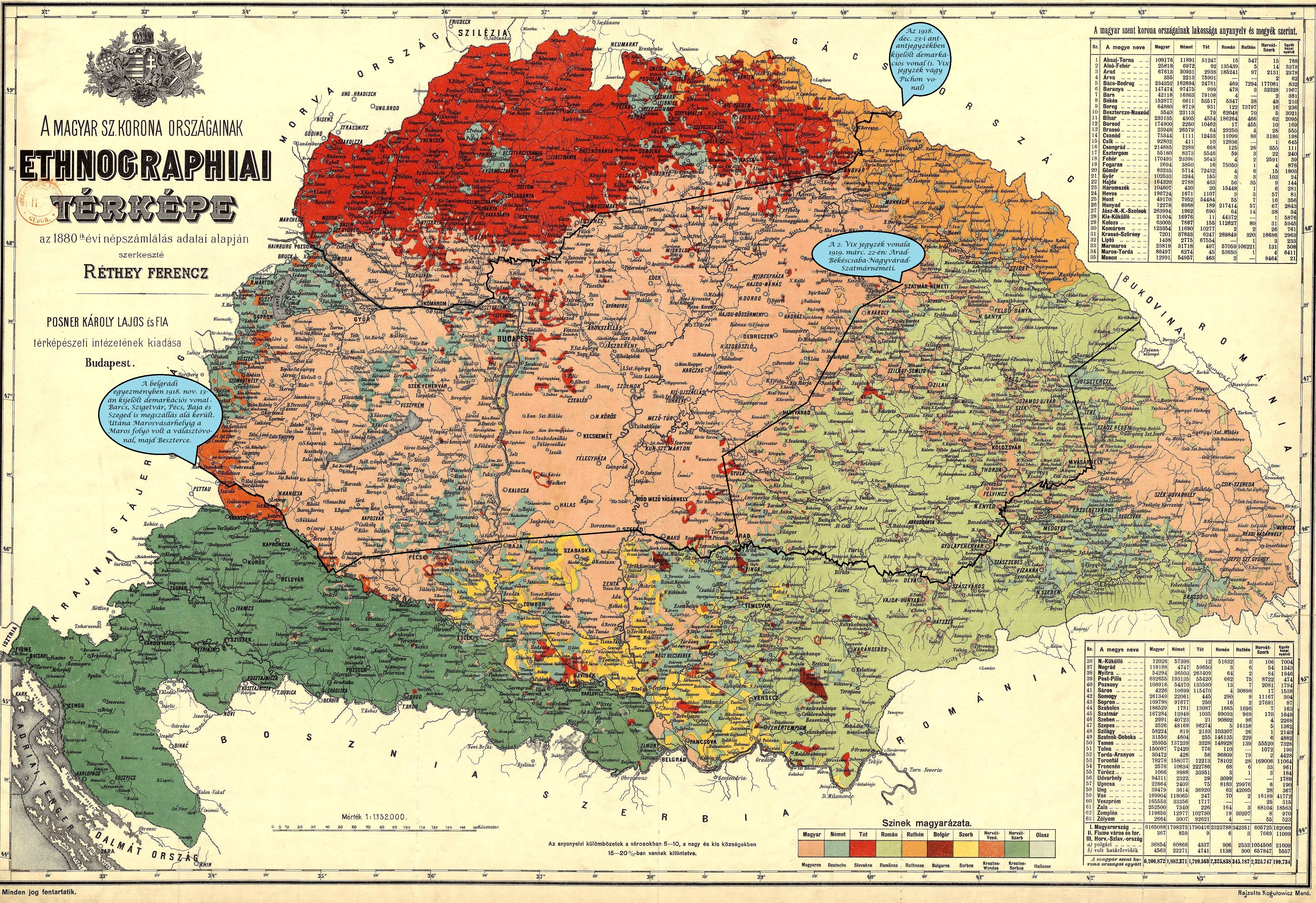
A trianoni határokat előkészítő katonai demarkációs vonalak (Réthey Ferenc 1880-as etnikai térképére téve, rajzolta: Kogutowicz Manó)

A déli vonalat a Belgrádi egyezmény jelölte ki 1918 november 13-án. A szerb-francia csapatok eddig jöttek, olyan jelentős városokat is megszállva, amelyek végül Magyarországnál maradtak (Pécs, Baja, Szeged). Erdélyben ugyanakkor a román csapatok azonnal átlépték a Marost, és megszállták egész Erdélyt, ezért ott a vonalnak nem volt normatív ereje. Ezt az antant tudomásul vette, így Magyarország keleti határát a 2. Vix jegyzék jelezte előre 1919. március 22-én.
Az északi határt az 1. Vix jegyzék jelölte ki 1918. dec. 23-án. Máig maradandó része a Duna-Ipoly határ, míg attól keletre pontatlan volt, és instabilnak bizonyult. Legfontosabb  változás, hogy a csehszlovák csapatok ezen azonnal túllépve megszerezték Kárpátalját is. Ungvárra már 1919. január 12-én bevonultak a csehszlovák csapatok.
A későbbi változások Trianonig ill. a soproni népszavazásig voltaképpen csak kisebb korrekciók. Magyarország katonai ereje csak az északi vonal biztosítására volt elég olyan további csehszlovák agressziók ellen, mint Balassagyarmat és Miskolc megszállása, de már a Tanácsköztársaság felvidéki hadjáratát, amely a vonalon észak felé átlépett, önkéntes visszavonulás fejezte be 1919 júliusában. A városok és kisebb régiók sorsát eldöntő korrekciók a diplomatáktól és a határkijelölő bizottságok döntéseitől függtek.

## A Szerb-Horvát-Szlovén Királyság születése; a mai Vajdaság elszakítása Magyarországtól
A padovai fegyverszünet a gyakorlatban csak az olasz fronton teremtette meg a békét, és az olasz háborús igényeket tisztázta. Magyarország szempontjából fontos, hogy semmit nem mondott a déli határról, ahol a szerbek és a francia expedíciós haderő győztesen nyomult előre. Azonnal szükségessé vált ezért egy tárgyalás a déli győztesekkel Belgrádban. A belgrádi egyezményben, amelyet 1918. november 13-án írt alá Linder Béla, a magyar kormány megbízottja, Magyarország hozzájárult egy olyan déli demarkációs vonalhoz, amely a Drávánál és utána a Pécs-Baja-Maros-Beszterce szakaszon húzódott. Az egyezmény az északi határon semmilyen rendelkezést nem léptetett életbe.
A szerb és a francia tárgyalófél, Živojin Mišić vajda és a balkáni antant-csapatok főparancsnoka, Franchet d'Espérey ezzel a saját seregeik mozgási szabadságát biztosították, de semmiféle garanciát nem vállaltak arra, hogy e vonaltól északra további katonai hadmozdulatokra nem kerül sor. A francia köztársasági elnök, Georges Clemenceau még így is arra jutott, hogy a megállapodás sérti a franciák érdekeit. Ennek ellenére tényszerűen a szerb és a francia csapatok tovább nem jöttek észak felé, de az ezzel kapcsolatos fenyegetések befolyásolták a későbbi történéseket, különösen a Tanácsköztársaság felvidéki hadjáratának a lezárását a Clemanceau-jegyzék alapján (lásd lentebb).
A magyar tárgyalófél annyit ért el, hogy papíron, az egyezmény 17. pontja szerint a magyar polgári közigazgatás a megszállt területeken is fönnmaradt. Ez volt az a pont, amit senki nem vett komolyan az országot megszálló erők közül.
Az egyezmény elég volt arra, hogy Szerbia katonailag megszállja a Vajdaságot, ill. a Magyar Királyságtól elszakadó Horvát–Szlavónországot Szerbiához csatolja, így az egyezmény 17. pontjának teljes áthágásával, de magyar katonai ellenállás veszélye nélkül létrejöhetett a Szerb-Horvát-Szlovén királyság, a későbbi Jugoszlávia.
Tény, hogy ez az egyezmény volt az első, amely közvetlenül sértette Magyarország területi integritását, de az alternatívája csak valamilyen fegyveres ellenállás lehetett volna, amelyhez Magyarországnak nem volt valódi hadserege. Így a magyar félnek nem volt mozgástere: elfogadott egy diktátumot.

## Nagy-Románia születése; Erdély elszakítása Magyarországtól
Románia 1918-as részvétele az antantban nem volt magától értetődő, mivel az ország 1917 decemberében különbékét kötött a Központi Hatalmakkal. Amikor Franchet d'Espérey serege a román határhoz ért, az ország újra hadat üzent a Monarchiának, és Párizsban végül újra elfogadták szövetségesként. A formális hivatkozás az volt, hogy a király nem írta alá a különbékét, de nyilván nem ez számított, hanem az emigráns nemzetiségi politikusok sikeres érdekképviselete.
Románia kétes helyzete abban is megmutatkozott, hogy a belgrádi egyezmény antant-aláírói között nem volt ott a román fél. Ennek ellenére az ott kijelölt demarkációs vonaltól délre bőven estek ma Romániához tartozó területek, így joggal lehet mondani, hogy Erdély elveszítésének folyamatában az első mérföldkő szintén ez az egyezmény. A román csapatokat mint „antantcsapatokat” följogosította arra, hogy a vonaltól délre eső területeket katonailag megszállják, elvileg, az egyezmény szövege szerint természetesen a magyar közigazgatás megtartása mellett. 

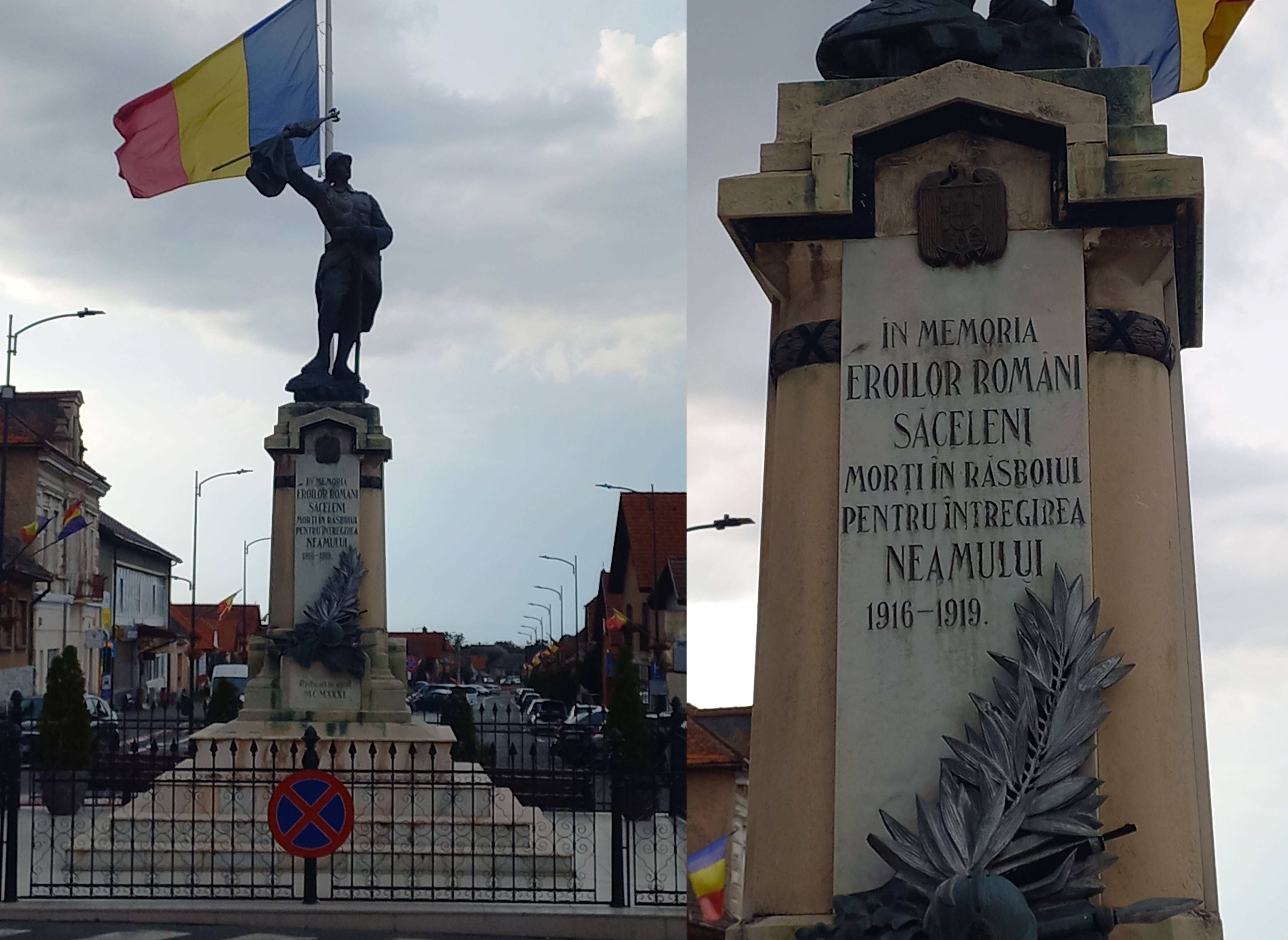
Román I. világháborús emlékmű a Brassó megyei Négyfaluban (románul: Sacele). Jól látszik az 1916-1919 évszám. Az emlékművet 1926-ban állították az ekkor áthelyezett 1848-as emlékmű helyén

Hozzá kell tenni, hogy a román hadsereg már az egyezmény aláírása előtt behatolt Székelyföldre, és már december folyamán több ponton átlépte a demarkációs vonalat, majd rövidesen teljes invázióvá fejlesztette a támadást, amely 10 hónap alatt, 1919 augusztusára Győrig jutott. Bár e 10 hónap alatt a magyar politikában nagy fordulatok zajlottak, román oldalról nézve egységes háborús folyamatról lehet beszélni, amelynek a vége egy olyan országrész megszerzése lett, amely területileg nagyobb, mint a maradék Magyarország. Ez a felfogás jól megmutatkozik a román I. világháborús emlékműveken, amelyek 1916-tól 1919-ig számolnak a háborúval.
A belgrádi egyezmény inkább a magyar félre hatott bénítóan. Budapestről lényegileg megtiltották a fegyveres ellenállást, pusztán az egyezmény megsértésének a dokumentálását engedték meg a helyi hatóságoknak azzal, hogy a dokumentumokkal a kormány az antanthoz fog fordulni. Ennek az lett az „eredménye”, hogy Philippe Berthelot az antant nevében december 23-án tájékoztatta Károlyi Mihályt: a román hadseregnek megadta az engedélyt arra, hogy a november 13-i egyezmény által előírt demarkációs vonalakat átlépje.
Erdély elfoglalását Románia nem is a belgrádi egyezménnyel legitimálta, hanem az 1918. december 1-i gyulafehérvári román nagygyűlés határozataival. Máig is ez Románia egyik nemzeti ünnepe. Bár e nagygyűlés törvényességét meg lehet kérdőjelezni, és rá lehet mutatni a szintén népes kolozsvári ellengyűlés ellenkező határozataira, a katonai erő a gyulafehérvári gyűlést támogatta, és valójában ez döntött. A Román Királyság már december 13-án proklamálta Erdély és a Regát egyesülését.
A kolozsvári ellengyűlés december 22-én zajlott, de a magyar kormány december 20-án elvezényelte Kolozsvárról a Székely Hadosztályt, így a románok Kolozsvárt ellenállás nélkül foglalták el (december 24.).

## Csehszlovákia megszületése; a Felvidék és Kárpátalja elszakítása Magyarországtól

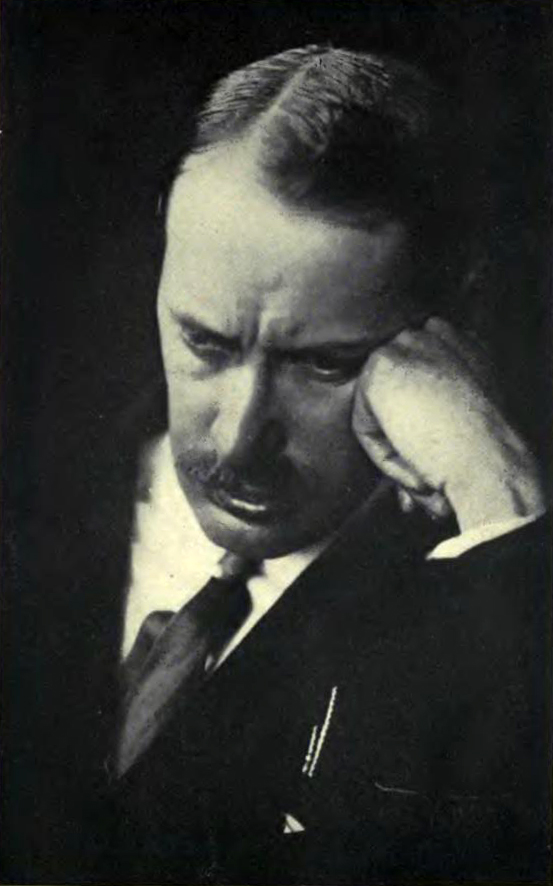
Károlyi Mihály

Az 1918-ban Magyarországra támadó hadseregek közül a csehszlovák volt a leggyöngébb, hiszen a Csehszlovák Köztársaság kikiáltása csak 1918. október 28-án történt meg Prágában. Egy utólag, a párizsi békekonferencián nemzetgyűlésként bemutatott túrócszentmártoni tanácskozás deklarálta a szlovák nép csatlakozását az új államhoz október 30-án, de ennek a gyűlésnek hiteles jegyzőkönyve sem maradt fönn, valójában az aláírók sem ismertek. Annyiban azonban hasonlít a történet a gyulafehérvári román nagygyűlésre, hogy a katonai erő ezt a nyilatkozatot támogatta.
Csehszlovák alakulatok már november 1-én átlépték a magyar határt, és lényegében folyamatosan haladtak előre az etnikailag szlovák területeken. November 7-én Alois Hanačík csendőr-alezredes egy 200 főből álló csendőr-különítmény élén megszállta Nagyszombatot. A városban állomásozó kb. 400 főnyi magyar katonaság nem tanúsított ellenállást. A cseh katonai előretörés november folyamán folyamatos volt, de ezt csak decemberben törvényesítették Károlyi Mihály és az antant tanácskozásai.
Mivel a Belgrádi egyezmény nem jelölt ki északi demarkációs vonalat, Edvard Beneš, az új állam folyamatosan Párizsban tartózkodó külügyminisztere követelte, hogy ez történjen meg. Fernand Vix vezérkari alezredes a Budapesti Szövetséges Katonai Misszió vezetője december 3-án még demarkációs vonal megjelölése nélkül követelte a Felvidék katonai kiürítését, erre válaszképp Károlyi Mihály még aznap kiáltványt intézett a magyar néphez: 
Magyarok!

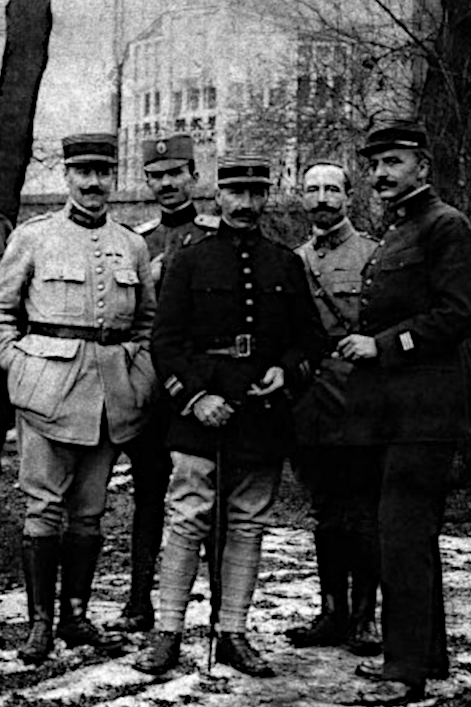
Fernand Vix francia vezérkari alezredes

Vyx a keleti szövetséges hadseregek nevében követeli, hogy a magyar csapatokat vonjuk ki az egész tót vidékről, mert a cseh hadsereg beavatkozására a csehszlovák állam fel van jogosítva. Ugyanekkor román csapatok szállják meg Erdélyt és átveszik a közigazgatást. A fegyverszüneti szerződéssel ez ellentétben áll, de a kormánynak nincsen hatalma ezeket a követeléseket és tényeket megváltoztatni. A kormány „a magyar népköztársaság nevében ünnepélyesen kijelenti, hogy e kényszerűséggel szemben az ország semmiféle jogáról le nem mond”. A joghoz és igazsághoz ragaszkodik. Hajoljatok meg a kényszerűség előtt, mert minden erőszak csak ronthatná helyzetünket a nemsokára összeülő békekonferencia előtt. Magyarország területi épségét sokszor fenyegette veszedelem. Mégis újból eggyé lett. A természet teremtette ilyenné. Mi kívánjuk, hogy a jövőben necsak az élettelen természet, hanem testvéri szeretet is kapcsolja hozzánk összes nem magyarajkú polgártársainkat. Ma is készek vagyunk teljes közigazgatási és kulturális autonómiát adni a velünk élő összes nemzeteknek. Szabad demokratikus keleti Svájcot akarunk csinálni a régi Magyarországból. A határainkon túl élő szomszéd népekkel is barátságos és békés megegyezést keresünk és remélünk. A kormány most demokratikus átalakuláson dolgozik. Ide sorolja a földreformot is. Ezek lesznek erősségeink a jövőben, az eljövendő késő évszázadokban is. A népek szívbéli kibékülésének ideje is el fog következni. Álljunk úgy a világ előtt, mint akik ennek az időnek elkövetkezését tőlünk telhetőleg mindenben előmozdítottuk.
A magyar népköztársaság nevében:
Károlyi Mihály miniszterelnök.
A kiáltvány sokat nem változtatott az eseményeken. Az első demarkációs vonalat már december 6-án kijelölték, ekkor még nagyjából az etnikai határok mentén. December 23-án azonban Vix már a Duna-Ipoly demarkációs vonalat követelte, és Károlyi bele is egyezett a magyar csapatok visszavonásába lényegében a mai államhatárra, bár ez a vonal Kárpátalját még magyar kézen hagyta. A demarkációs vonalnak megfelelő terület csehszlovák megszállása 1919. januárjában megtörtént. Kárpátalján eközben a csehszlovák hadsereg azonnal átlépte a keleten csak elnagyoltan megrajzolt demarkációs vonalat, és már január 12-én megszállta Ungvárt. Ezzel párhuzamosan 1919. január 18-án megkezdődött a békekonferencia, amelyen a csehszlovák küldöttség kezdettől részt vett, míg Magyarországot csak 1920 januárjától tudta Apponyi Albert küldöttsége képviselni. A csehek 1919 folyamán a békekonferencián érvényesítették Kárpátaljára vonatkozó követelésüket, míg egy jóval délebbi, Miskolcot és a Bükköt is Csehszlovákiának juttató államhatárt nem tudtak elérni. Ebben a végre megkezdődő magyar katonai ellenállásnak is volt némi szerepe. 
1919. január 29-én a balassagyarmati polgárok és a hozzájuk csatlakozó Vizy Zsigmond százados a Károlyi kormány tehetetlenségét megelégelve fegyvert fogott, s kiverték a megszálló cseheket, akik az Ipoly völgyében vezető vasútvonal megszerzésével, az alakuló Csehszlovákia határainak még délebbre tolásával próbálkoztak. Balassagyarmat ezzel kiérdemelte a Civitas Fortissima, azaz a „legbátrabb város" megtisztelő címet. Bár ez még csak helyi siker volt, a Tanácsköztársaság a legnagyobb katonai sikereit északon, a Felvidéken érte el, és ez is szerepet játszhatott abban, hogy végül a Duna-Ipoly határvonal a további csehszlovák ambíciók dacára megszilárdult.

## Politikai és katonai fordulatok Magyarországon

### A Károlyi-kormány
Az 1918. október 31-én kitört őszirózsás forradalom neve is a legsürgetőbb követelésre utal: a Monarchia vesztes hadseregének Budapestre özönlő katonái levágták a katonasapkájukról a katonai státuszukat jelző sapkarózsát és őszirózsát tűztek a helyére. Azonnal le akartak szerelni és haza akartak menni. A háborúért felelősnek tekintett Tisza István volt miniszterelnököt még ezen a napon meggyilkolták.
Ebben a forradalomban született meg Károlyi Mihály kormánya. Károlyi maga ebben január 11-ig volt miniszterelnök, akkor egy kormányátalakítás következtében köztársasági elnök lett, de a Tanácsköztársaság kikiáltásáig, 1919. március 21-ig a hatalom tényleges birtokosa maradt. A kormány 4 fő ígérete korabeli dokumentumokból jól azonosítható:
1. A hadsereg azonnali leszerelése. Ikonikus ezzel kapcsolatban Linder Béla hadügyminiszter elhíresült mondata:  „Nem akarok többé katonát látni.”
2. Méltányos béke az antanttal azon az alapon, hogy a forradalomban kikiáltott Magyar Népköztársaság nem jogutóda az Osztrák-Magyar Monarchiának, azon belül a Magyar Királyságnak, és az „úri Magyarországnak”. Idézhetjük ezzel kapcsolatban azt a memorandumot, amit a magyar fél adott át a belgrádi egyezmény előkészítéseként Franchet d’Espèreynek: „Ezt a háborút a feudális Magyarország csinálta. […] A Kossuth Lajos Magyarországa teljesen elnémíttatott.[…] Ez a helyzet a múlt héten megváltozott. […] Most vagyunk először abban a helyzetben, hogy az Entente közvéleménye előtt a magyar nép igazi akaratát hirdethessük.”  Az antant viszont teljesen elutasította a jogfolytonosság megszakadását, és Károlyi Magyarországát háborús vesztesként kezelte. Ennek ellenére Károlyi a legvégsőkig ragaszkodott a jogfolytonosság megszakadásának az illúziójához, ezért nem próbált hadsereget szervezni, hanem épp a békés visszavonulásokkal kívánta igazolni az új rezsim jóhiszeműségét.
3. Magyarország „Keleti Svájc”-cá formálása, azaz a nemzetiségi törzsterületek autonómiájának a megadása, és ezáltal a nemzetiségek megbékítése a történelmi államhatárokon belül. A jelszó Károlyi Mihály föntebb idézett kiáltványában is megtalálható, de eredendően Jászi Oszkár nemzetiségi ügyekkel megbízott tárca nélküli miniszter gondolata volt.[33] Az elképzelés bukása természetesen összefügg az antant hozzáállásával: a nemzetiségeknek saját államokat ígértek.
4. Földosztás a parasztságnak. A kormányzat ezzel teremtette volna meg az új rezsim tartós legitimitását, ezért 1919. február 15-én elfogadta„ a földmívelő nép földhöz juttatásáról” szóló XVIII. sz. néptörvényt.[34] A gyakorlatban a törvény végrehajtására semmi esély nem volt: mind a jobboldali pártok, mind a kommunisták ellenezték. Annyi valósult meg belőle, hogy Károlyi Mihály a saját földjeit Kápolnán demonstratívan szétosztotta az ott élő parasztságnak.

A Károlyi-kormány irreális alapokon irreális politikát folytatott. Ebbe végül akkor bukott bele, amikor 1919. március 20-án Vix az antant nevében egy újabb jegyzéket adott át, amelyben a román hadseregnek is demarkációs vonalat jelölt ki, nagy vonalakban a jelenlegi államhatárt, de ami miatt a magyar hadseregnek újabb nagy, általa még kézben tartott keleti területeket kellett volna önként kiürítenie.
A jegyzék elutasítása háborút jelentett, így Károlyi politikájának a teljes kudarcát. A háború megvívására végül is a kommunisták vállalkoztak, akik zűrzavaros politikai manipulációk után 1919. március 21-én átvették a hatalmat Budapesten. Károlyi Mihály önként lemondott, és ezzel legitimálta a kommunista proletárdiktatúra kezdetét.

### A Tanácsköztársaság
A marxizmus a Magyarországi Szociáldemokrata Párt révén már évtizedek óta jelen volt Magyarországon, de a radikális, leninista szárny csak 1918 novemberében alakult Kommunisták Magyarországi Pártja néven. A társadalmi alapot ehhez az teremtette meg, hogy az 1917-es októberi orosz forradalom Oroszországban sikeres volt, és utána Szovjet-Oroszország azonnal kilépett a világháborúból és különbékét kötött. Ez a háborúba belefáradt Magyarországon is népszerű volt.

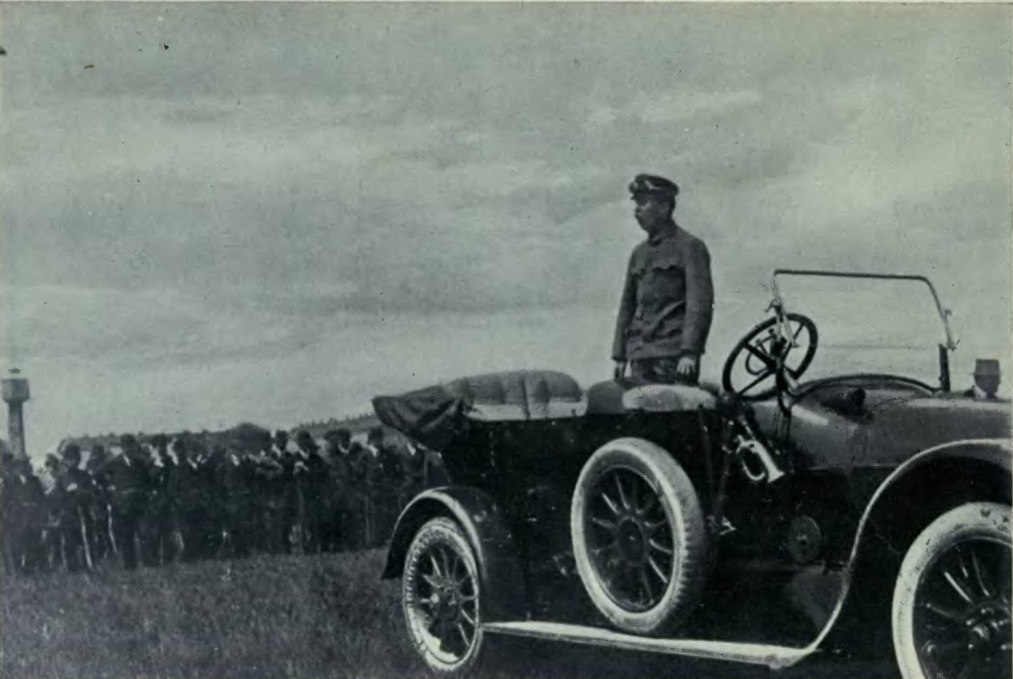
Szamuely Tibor népbiztos Moszkvából való visszatérése után, 1919

Magyarországon a háború utolsó éveiben a szociáldemokrata szakszervezeteknek döntő befolyás jutott a szűkös élelmiszer-elosztás megszervezésében, ezért maga a Szociáldemokrata Párt jelentős hatalomhoz jutott, és a Károlyi-kormányban kormánypárt lett. Amikor 1919 márciusában a Vix jegyzék miatt a szociáldemokrata politika Károlyi saját politikájával együtt zsákutcába jutott, a szociáldemokrata politikusok beleegyeztek a pártegységbe és praktikusan a hatalomátadásba a kommunistáknak. 
1919. március 21-én Budapesten, és a még meg nem szállt Magyarországon a kormányzást a Garbai Sándor vezette Forradalmi Kormányzótanács vette át, ám valójában a külügyi népbiztosként tevékenykedő Kun Béla gyakorolta a hatalmat. A magyarországi tanácskormányt, csak Szovjet-Oroszország ismerte el. Edvard Beneš cseh külügyminiszter a párizsi békekonferencián rögtön kihasználta az új helyzetet annak igazolására, hogy a bolsevizmus terjedését egyedül Szlovákia egészének a cseh megszállása akadályozhatja meg:
A bolsevizmus bécsi hatalomra jutásának megakadályozása érdekben a csehek hajlandók a város élelmezéséről gondoskodni, de csak azon feltétellel, hogy a szövetségesek kezességet vállalnak az osztrák-németeknek eljuttatott élelmiszerek pótlására, valamint a csehek részére megfelelő időben történő további szállításokra. Ugyanez a veszély Magyarországon csak úgy kerülhető el, ha a csehek Szlovákia egészét megszállják, mivel a bolsevizmus Magyarországról könnyűszerrel továbbterjedhet nyugati irányba, sőt a jugoszláv és olasz területeket is fenyegetheti, amennyiben zavargások törnek ki. Lengyelország hasonlóképpen ki van téve e veszélynek, melynek elhárítására egyedül a csehek képesek
Szamuely Tibor népbiztos magával Leninnel is tárgyalt a magyar és a szovjet hadsereg közös harcáról Románia ellen, de Szovjet-Oroszország végül nem tudott érdemi segítséget nyújtani. Tekintettel arra, hogy maga a szovjet kormányzat is, de mintájára a magyar kormányzat is brutális forradalmi terrort gyakorolt, a szovjet segítség elmaradása és a Tanácskormány végső bukása csak pozitív történelmi fejleményként értékelhető.

A Tanácsköztársaság alatt elvesztett és visszafoglalt magyar területek

A magyar hadsereg megoszlott. A talán legütőképesebb magyar alakulat, a Székely Hadosztály parancsnoka, Kratochvil Károly letette a fegyvert a románok előtt, hogy a kommunista diktatúra ellen harcolhasson. Bár ezt a románok nem tették neki lehetővé, a megnyitott fronton keresztül gyorsan előrenyomultak a Tisza vonaláig, így a Tiszántúl május 1-re elveszett.
Más katonák azonban úgy gondolták, hogy akár kommunista vezetés alatt is harcolnak Magyarországért, és ez lehetővé tette a Vörös Hadsereg megszervezését. Az első siker a csehek kiverése lett Miskolcról, és ezt még sok másik követte. A magyar Vörös Hadsereg Stromfeld Aurél vezetésével sikeresen visszafoglalta a Felvidék keleti részét, sőt még Zólyomot és Érsekújvárt is Csehszlovákiától.
Mivel a Vix-jegyzék elutasítása után az antant képviselet elutazott Budapestről, Clemenceau francia miniszterelnök személyesen fordult távirati úton küldött jegyzékben a Forradalmi Kormányzótanácshoz, amiben a Felvidék kiürítését követelte és cserébe a Tiszántúl átadását ígérte. Ellenkező esetben az addig mozdulatlan déli és keleti front megindul és az antant megszállja az országot. A proletárdiktatúra vezetői – hosszas vita után – elfogadták a javaslatot. Az antant követelésének eleget téve megkezdődött a Felvidékről való visszavonulás. Stromfeld lemondott, helyére Julier Ferenc került. A román csapatok azonban nem mozdultak a Tisza mellől. Ekkor a Magyarországi Tanácsköztársaság a tiszai támadással fegyveresen akart érvényt szerezni a jegyzéknek, amely azonban a csapatok gyenge harcértéke miatt pár nap alatt összeomlott. Kun Béla és társai különvonaton távoztak az országból. 1919. augusztus 1-én a Magyarországi Tanácsköztársaság megbukott.

### Román megszállás Magyarországon

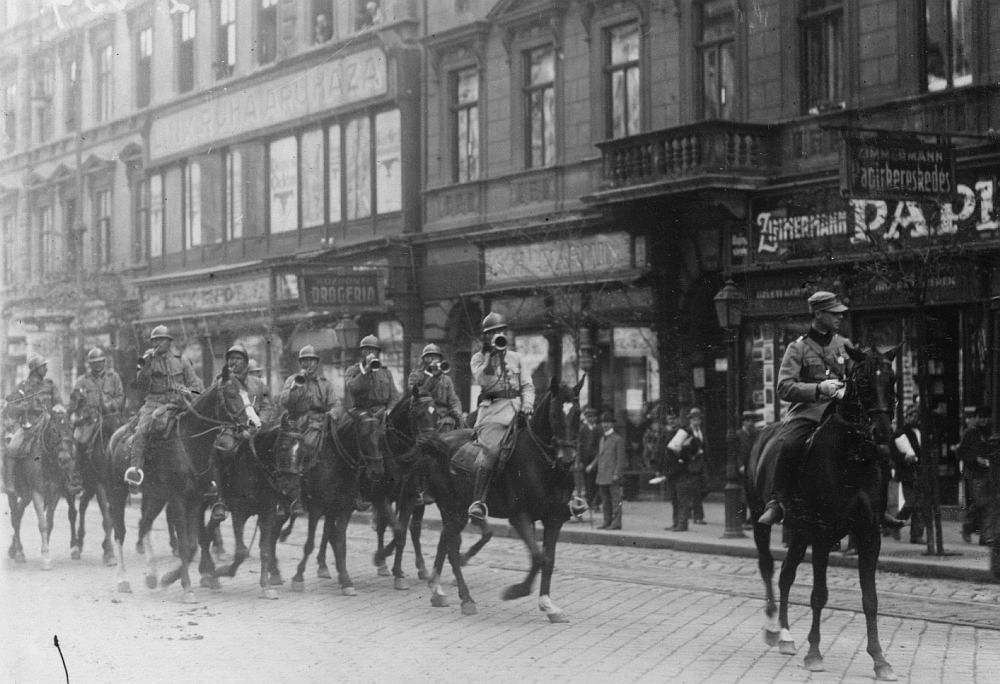
Román lovassági parádé Budapesten, a román hadsereg első alakulatai 1919. augusztus 3-án érték el Budapestet

A Tanácsköztársaság bukását követően Peidl Gyula alakított szociáldemokratákból álló úgynevezett szakszervezeti kormányt, de a román csapatok megszállták Budapestet, Győrt és Veszprémet. Friedrich István néhány román katona segítségével feloszlatta a magyar kormányt, majd József főherceget kormányzóvá kiáltotta ki, és önmagát neveztette ki miniszterelnökké. Kormányát azonban az antant nem ismerte el.
Románia 1919. augusztus 11-én ultimátumot intézett József főherceghez. Az ultimátum szerint Magyarországnak teljesíteni kell minden román követelést, feladni minden hadianyagát és hadikészletét, támogatnia kell Romániát a Bánát megszerzésében, sőt politikai uniót kell létrehozni, amelyben a korábbi Osztrák–Magyar Monarchiához hasonlóan a román király lenne Magyarország uralkodója is. Harry Hill Bandholtz, az aznap érkezett amerikai megbízott ezt a tájékoztatást adta József főhercegnek: „Figyelembe véve azt a tényt, hogy mivel nem a román teljhatalmú megbízott adta át (ti. az ultimátumot), nyugodtan megüzenheti a küldőnek, hogy menjen egyenest a pokolba.”
A románok a Tiszántúlon és Magyarország augusztustól megszállt részén valóban megtartották a magyar közigazgatást, ami gyökeresen eltért az erdélyi gyakorlatukról, ahol lényegében az egységes Románia kialakítását végezték. Kevésbé pozitív, hogy az eltérő viselkedés Magyarország kifosztásában is megjelent: egész gyárakat szereltek le és szállítottak Romániába.
A későbbi trianoni határok eddigre nagy vonalakban megszülettek, de bőségesen voltak ezeken túlnyúló elképzelések. A románok a Tiszát tekintették katonailag vállalható államhatárnak, így a Tiszántúlt magukhoz akarták csatolni, a csehek maximális igényei is jóval túlnyúltak a jelenlegi határokon, nem véletlen, hogy Miskolcról verte ki őket először a Tanácsköztársaság, de a déli demarkációs vonalat is úgy húzták meg, hogy két, végül a trianoni Magyarországhoz került nagyváros, Pécs és Szeged jugoszláv ill. francia megszállás alatt volt. Így 1919 augusztusában is volt jelentősége annak, hogy föláll-e magyar vezénylet alatt egy olyan hadsereg, amely az önálló Magyarország alapja lehet.

### Horthy Miklós színre lépése

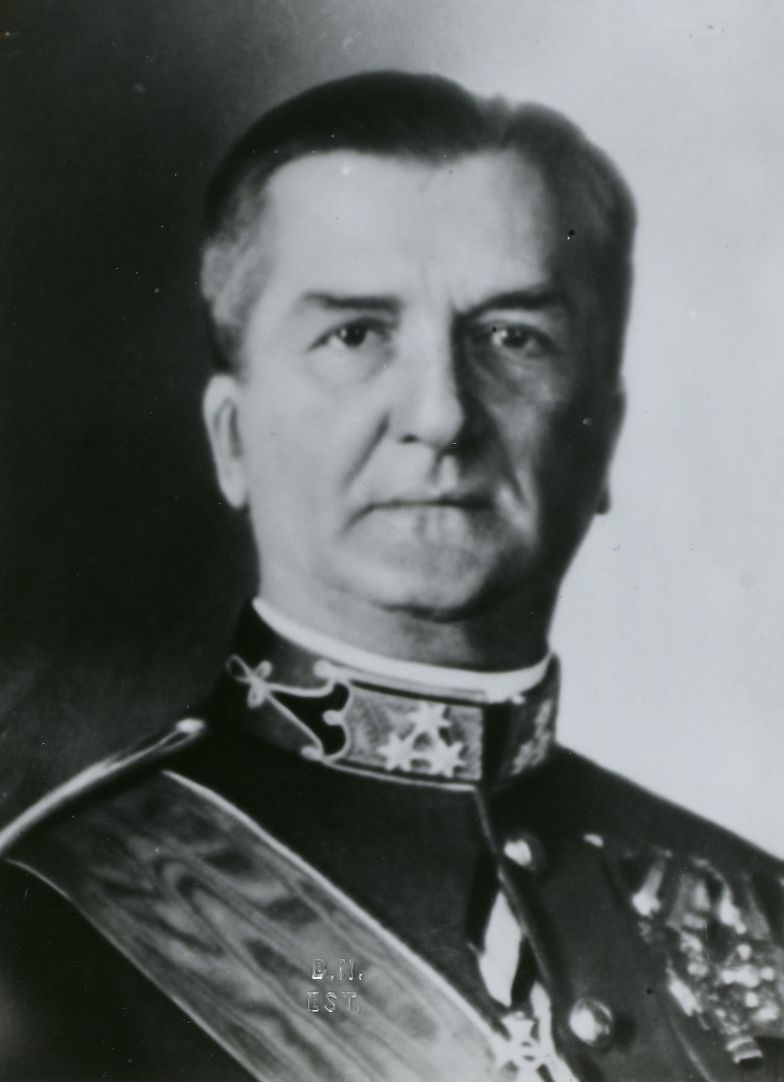
Horthy Miklós, 1920. március 1-jétől a Magyar Királyság kormányzója

Horthy Miklóst leszerelt világháborús katonatisztként, valós magyar társadalmi háttér híján kifejezetten az antant tette Magyarországon a két világháború közötti Horthy-korszak névadó politikusává. Ennek nyitányaként a Tanácsköztársaság idején a francia megszállás alatt álló Szegeden fölállt ellenforradalmi kormány engedélyt kapott egy Nemzeti Hadsereg megszervezésére, és ennek fővezére lett. Ironikus túlzással „kinevezte magát” fővezérré, hiszen magának a szegedi kormánynak is alig volt legitimitása, így nem tudott valamiféle „civil kontrollt” gyakorolni a fővezér fölött. Maga a ténylegesen használt „fővezér” szó, és a később, már kormányzóként használt „legfőbb hadúr” is a civil kontroll elvetését jelzi.
Horthy 1919. augusztusában vált jelentős közszereplővé azzal, hogy a megszálló románokkal fővezérként tárgyalt Budapesten, és biztosította, hogy a Nemzeti Hadsereg harc nélkül vonulhasson a még meg nem szállt Dunántúlra. Fővezérségét a világháború idején szerzett ellentegernagyi rangja alapján elismerte a Lehár Antal ezredes által toborzott ellenforradalmi seregtest is, de elfogadta őt az a Párizsi Békekonferencia által megbízott tábornoki bizottság is, amelynek legismertebb szereplője H. H. Bandholtz tábornok. Horthy ideiglenes főhadiszállását  Siófokon rendezte be.

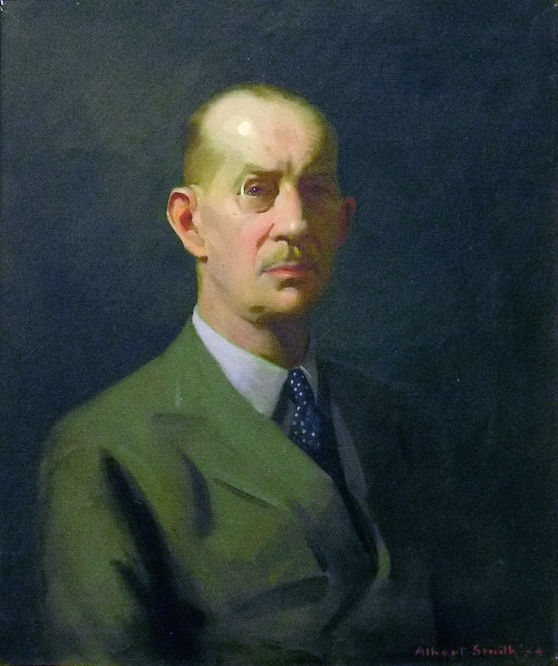
Sir George Clerk (1874–1951) brit diplomata, akivel Horthy megállapodott

Horthy Miklós erősen vitatott alakja a történelmünknek. Két tényeken alapuló megközelítés vele kapcsolatban: egyrészt ő volt az, akit az antant tárgyalópartnerként elfogadott, miután előtte senkit, ezért ő volt az, aki egyáltalán a trianoni határokat biztosítani tudta, és legalább a trianoni Magyarország állami működését meg tudta szervezni. Másrészt fordítva az is egyértelmű, hogy ő a trianoni Magyarországot nem valamiféle személyes államszervező zsenivel szervezte újjá az egész világ ellenében, hanem egyértelmű antant-segítséggel.
Sir George Russel Clerk brit diplomata vele, mint fővezérrel állapodott meg arról, hogy a románoknak ki kell vonulniuk, és ezután az általa vezetett Nemzeti Hadsereg átveszi az ellenőrzést Budapesten. Bár a Nemzeti Hadsereget alaposan beszennyezte a kommunista terrort megbosszulni hivatott ún. „fehérterror”, tény az is, hogy egy sok százezer magyar áldozatot követelő világháború után brutalizálódott társadalmi környezetben mind a Tanácsköztársaság, mind a román hadsereg szintén vérengzéseket vitt végbe, ugyanakkor a Nemzeti Hadsereg legalább a zűrzavar leküzdésének és a magyar állam újraszervezésének a kiindulópontja tudott lenni.
Horthy 1919. november 16-án vonult be Budapestre. Ez szimbolikus dátum volt: egy évvel korábban ezen a napon kiáltotta ki Károlyi Mihály a népköztársaságot. Erre is utal Horthy ikonikussá lett beszéde:

„Polgármester Úr!
Szívből köszönöm szíves üdvözlő szavait. Mondhatom, nem vagyok abban a lelkiállapotban, hogy e percben megszokott frázisokat használjak, igazságérzetem azt parancsolja, hogy minden kertelés nélkül azt mondjam, amit e percben érzek. Mikor még távol voltunk innen, és csak a remény sugara pislogott lelkünkben, akkor — kimondom — gyűlöltük és átkoztuk Budapestet, mert nem azokat láttuk benne, akik szenvedtek, akik mártírok lettek, hanem az országnak itt összefolyt piszkát. Szerettük, becéztük ezt a várost, amely az elmúlt évben a nemzet megrontója lett. Tetemre hívom itt a Duna partján a magyar fővárost: ez a város megtagadta ezeréves múltját, ez a város sárba tiporta koronáját, nemzeti színeit és vörös rongyokba öltözött. Ez a város börtönre vetette, kiüldözte a hazából annak legjobbjait és egy év alatt elprédálta összes javainkat. De minél jobban közeledtünk, annál jobban leolvadt szívünkről a jég, és készek vagyunk megbocsátani. Megbocsátunk akkor, hogy ha ez a megtévelyedett város visszatér megint a hazájához, szívéből, lelkéből szeretni fogja a rögöt, amelyben őseink csontjai porladoznak, szeretni azt a rögöt, amelyet verítékes homlokkal munkálnak falusi testvéreink, szeretni a koronát, a dupla keresztet. Katonáim, miután földjeikről betakarították Isten áldását, fegyvert vettek a kezükbe, hogy rendet teremtsenek itt e hazában. Ezek a kezek nyitva állanak testvéri kézszorításra, de büntetni is tudnak, ha kell. Meg vagyok győződve róla, azaz úgy remélem, hogy erre nem fog sor kerülni, hanem ellenkezőleg, akik bűnösöknek érzik magukat, megtérnek, és hatványozott erõvel segítenek a nemzeti reményekben tündöklő Budapest felépítésében. A mártírokat, az itt sokat szenvedett véreinket meleg szeretettel öleljük szívünkhöz.”

– Horthy Miklós

A Nemzeti Hadsereg ezután is, az antant segítségével folyamatosan vette át a várhatóan Magyarországnak jutó területeket, így a Tiszántúlt is, amit a román hadsereg 1920. márciusára szintén kiürített, utólag végül engedve a Clemenceau-jegyzéknek. Ezzel megnyílt a lehetőség a békekötésre.

## A békeszerződés

### Előkészületek

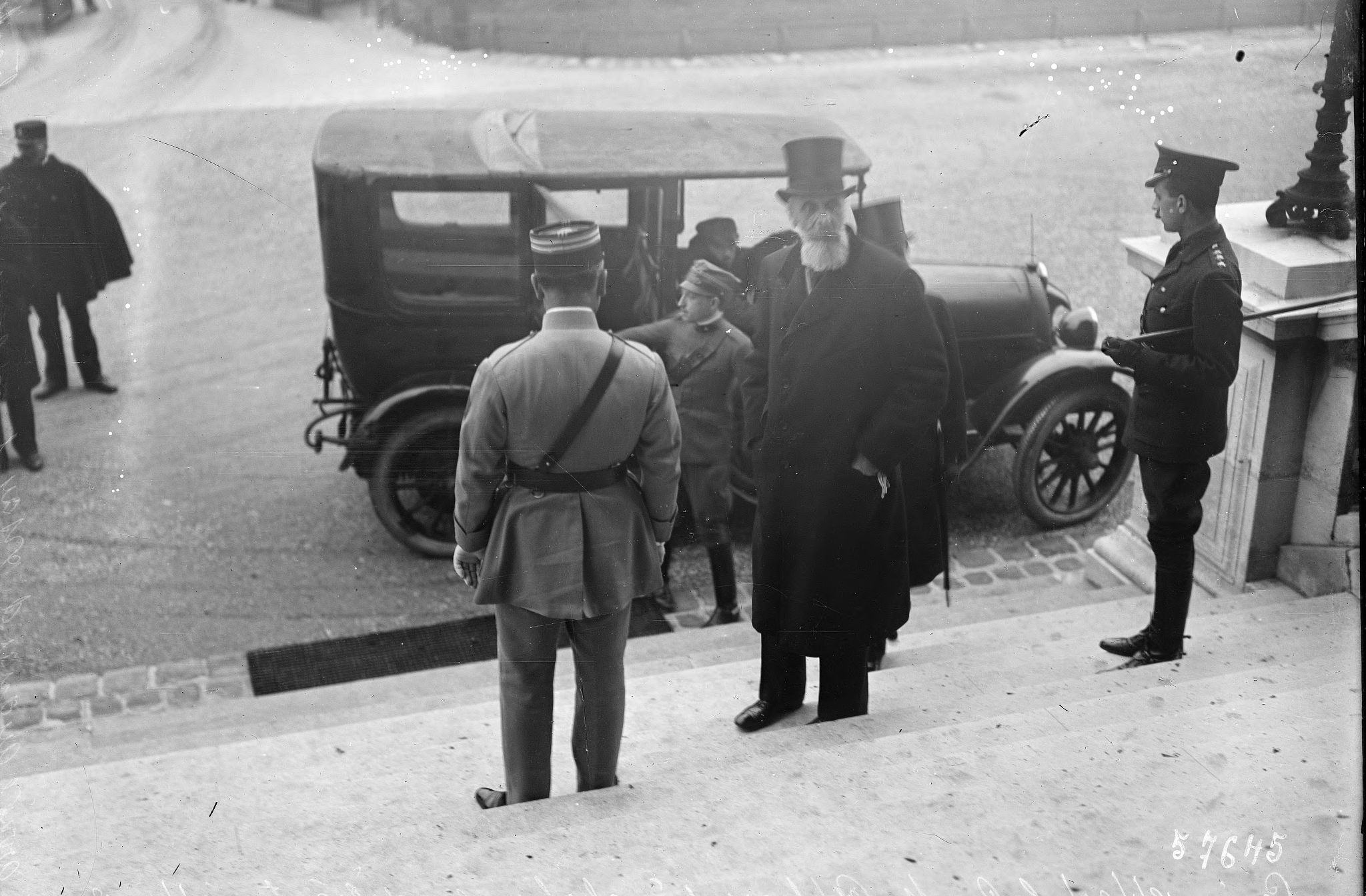
Apponyi Albert 1920. január 15-én megérkezik a francia külügyminisztériumba, hogy átvegye a békeszerződés tervezetét a külügyminisztérium híres óratermében (Salle de l'horloge)

Az első világháborúban győztes antanthatalmak elsődleges célja Németország és a háborúban vele szövetséges országok alapvető meggyengítése volt, ezen felül céljuk volt a jelentős háborús jóvátétel követelése, valamint a soknemzetiségű nagyhatalmak egységének megtörése is, mint amilyen az Osztrák–Magyar Monarchia vagy az Oszmán Birodalom volt. A döntéshozók a magyarokkal szembeni Európa-szerte létező ellenséges hozzáállást sem tudták figyelmen kívül hagyni, sem pedig az előtte megkötött Breszt-litovszki és a Bukaresti béke békediktátum jellegét. Az új határokat elvileg a Thomas Woodrow Wilson amerikai elnök által megfogalmazott nemzeti elv alapján jelölték ki, amelynek alátámasztása érdekében a különböző delegációk számos anyanyelvi, illetve nemzetiségi térképet igyekeztek felvonultatni. Ettől azonban több esetben, stratégiai, gazdasági, közlekedési stb. szempontokra hivatkozva eltértek, például az összes, az új határral párhuzamos út és vasút a határ túloldalára került (főleg katonai okokból). Például az Arad-Nagyvárad-Szatmárnémeti út és vasút. A megmaradt, összekötő utak nélküli sugaras szerkezet máig a magyar közlekedés egyik gondja. Így kerültek egybefüggő magyar lakosságú tömbök is a határ túloldalára (például a Csallóköz, Székelyföld, az egykori Partium és Bácska egyes részei), noha legtöbbször ki lehetett volna jelölni megfelelő határt.

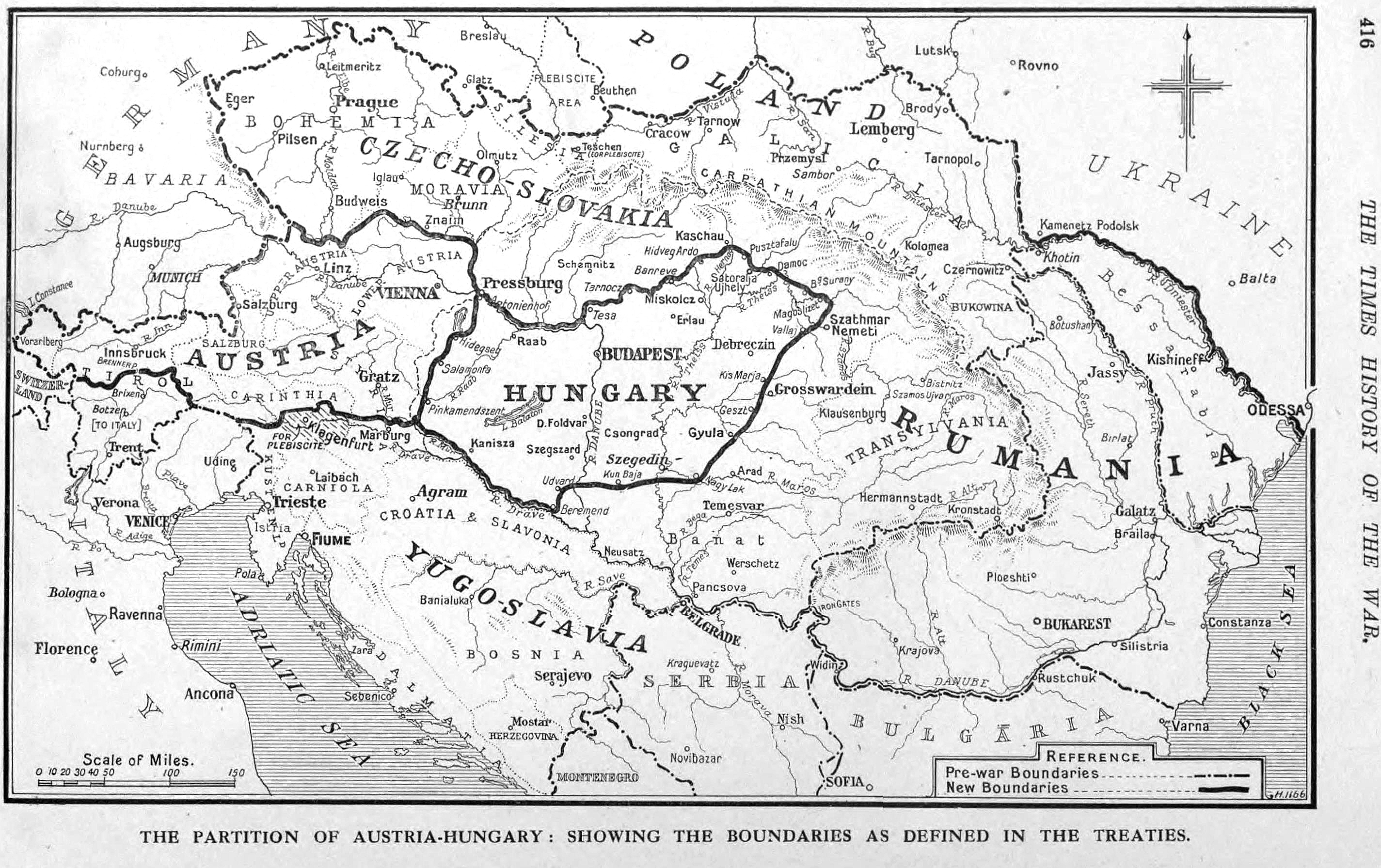
Korabeli nagyvonalú munkatérkép Ausztria és Magyarország területének meghatározásához

Még 1919 elején a béketanács semleges bizottságokat jelölt ki az etnikai határok megállapítására. Ez a Felvidéken például így zajlott: a semlegesnek nevezett delegáció két tagja cseh születésű amerikai állampolgár volt (Jan Karmezin és Robert Kamev). Ők Kassán a Schalkház szállodában hamisított jegyzőkönyveket vettek fel, amelyek később a tárgyalásokon döntő érvként szerepeltek az elcsatolás trianoni törvényesítése mellett. Ugyanakkor a Teleki-féle térképeket nem vették figyelembe.

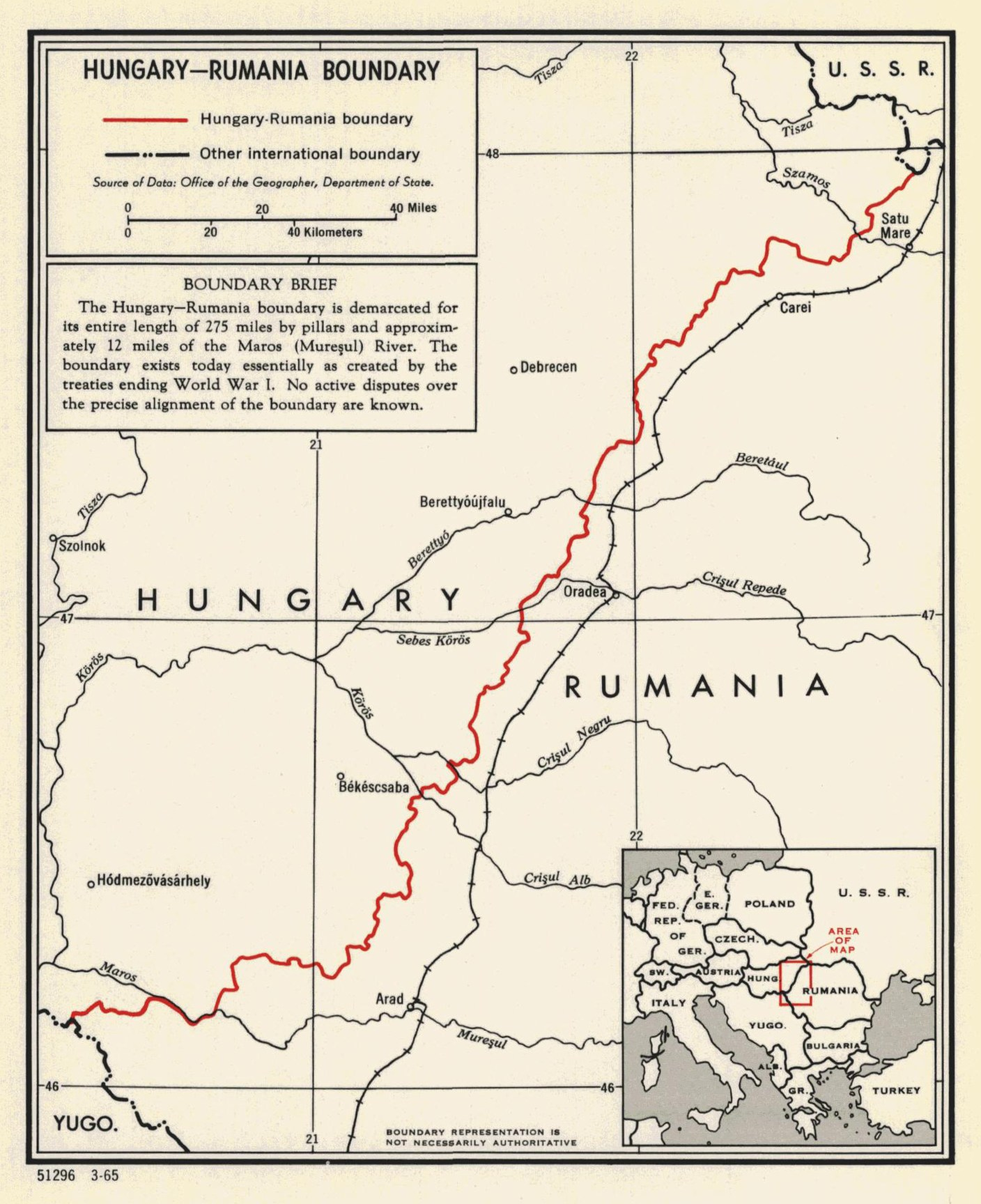
Az új magyar-román határ és az Arad-Nagyvárad-Szatmárnémeti vasút vonala

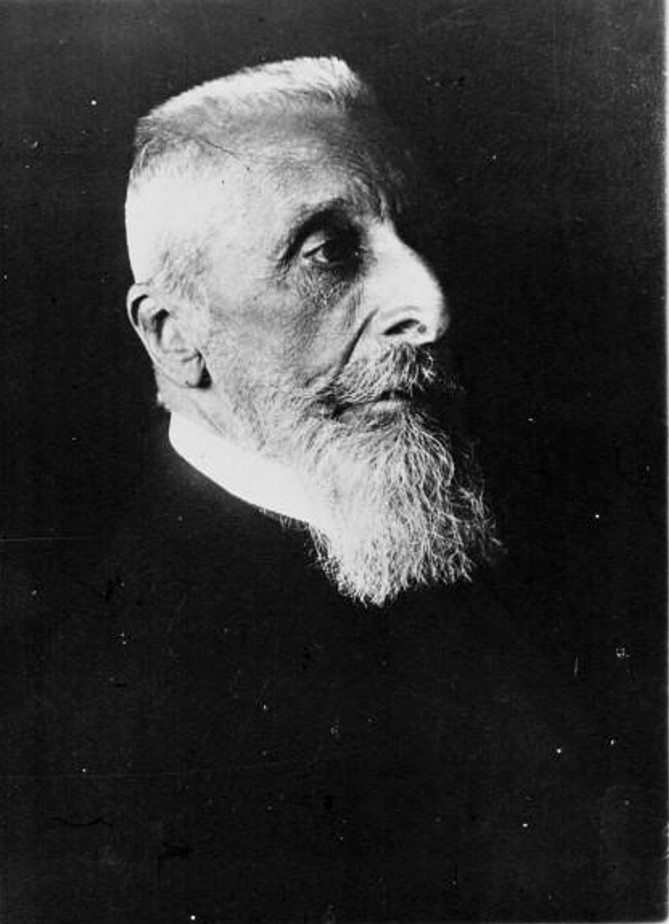
Apponyi Albert, a béketárgyalásokra meghívott magyar küldöttség vezetője

A párizsi békekonferencia 1919 decemberében a békefeltételek átadására delegáció The partition of Austria-Hungary showing the boundaries as defined in the treaties.jpg kiküldését kérte a magyar kormánytól. A magyar küldöttség 1920. január 6-án érkezett Párizsba, gróf Apponyi Albert vezetésével, hét főmegbízottal (gróf Teleki Pál, gróf Bethlen István, Popovics Sándor, Lers Vilmos, gróf Somssich László, Zoltán Béla, Ottlyk Iván), valamint számos más, a magyar állam érdekeinek képviseletére felkért megbízottal, tanácsadóval és szakértővel. A delegáció titkári teendőit Praznovsky Iván követ látta el. Ekkor került elő gróf Teleki Pál híres, a Kárpát-medence etnikai viszonyait ábrázoló térképe, amelyen piros színnel jelölte a magyarságot. Innen az elnevezés: a „vörös térkép”, közkeletű nevén Carte Rouge. A delegációt azonnal a Neuilly-ben lévő Château de Madrid nevű szállóba szállították, és ott házi őrizetben tartották, azaz valójában nem vehettek részt a konferencián. Csak 1920. január 16-án – a béketervezet végleges lezárása után – nyílt lehetőség arra, hogy a magyar küldöttség is előadhassa az álláspontját.
Apponyi levele, melyben nemcsak a békefeltételek írásbeli átadását, hanem tényleges tárgyalásokat kér, éppúgy, mint több más, a Béketanács elnökéhez intézett jegyzékünk és levelünk válasz nélkül maradt, Végül aztán mégis kaptunk egy meghívót a Quai d'Orsayba, a francia külügyminisztérium palotájába a békefeltételek átvételére. Az ülésre, mely a Quai d'Orsay Salle de l'Horloge nevű termében zajlott le csak elnökünk, az 5 fő delegátus, azaz Popovich, Walkó, Bethlen, Teleki és jómagam, meg néhány szakértő volt meghíva. Egy hosszú, nagy terembe vezettek be bennünket, ahol a Béketanács már panoptikumszerű formában az emelvényen ült. Valószínűleg szándékosan igyekezték a „vádlottak a bíróság előtt" pszichózist kelteni.
Ekkor tartotta meg gróf Apponyi Albert a francia külügyminisztérium földszinti dísztermében, a békekonferencia Legfelső Tanácsa előtt, híres „védőbeszédét”.
Igen tisztelt Elnök úr, Uraim!
Engedjék meg, hogy még egyszer megköszönjem, hogy alkalmat adtak nekünk álláspontunk kifejtésére. …
…Ily nehéz és különös helyzet előtt állva, kérdezzük, hogy a fent említett elvek és érdekek mely szempontja váltotta ki ezt a különös szigorúságot Magyarországgal szemben? Talán az ítélkezés ténye lenne ez Magyarországgal szemben? Önök, Uraim, akiket a győzelem a bírói székhez juttatott, Önök kimondották egykori ellenségeiknek, a Központi Hatalmaknak bűnösségét és elhatározták, hogy a háború következményeit a felelősökre hárítják. Legyen így; de akkor, azt hiszem, hogy a fokozat megállapításánál a bűnösség fokával arányban kellene eljárni, és mivel Magyarországot sújtják a legszigorúbb és létét leginkább veszélyeztető feltételekkel, úgy azt lehetne hinni, hogy éppen ő az, aki az összes nemzetek közül a legbűnösebb. Uraim! Anélkül, hogy e kérdés részleteibe bocsátkoznék, hiszen ezt benyújtandó okmányaink fogják megtenni, ki kell jelentenem, hogy ezt az ítéletet nem lehet kimondani oly nemzet fölött, amely abban a pillanatban, amidőn a háború kitört, nem bírt teljes függetlenséggel és legfeljebb csak befolyást gyakorolhatott az Osztrák–Magyar Monarchia ügyeire és amely nemzet ezt, mint a legutóbb nyilvánosságra hozott okmányok bizonyítják, fel is használta arra, hogy helytelenítse azokat a lépéseket, amelyeknek a háborút elő kellett idézniök.…
A magyar tárgyalási stratégia alapvetően Magyarország területi integritásának megőrzését szerette volna elérni. Érveik az ország történelmi, földrajzi és gazdasági egységét igyekeztek alátámasztani.

Voltak, akiket ezek az érvek meggyőztek, de csak az antant-diplomácia alacsonyabb szintjein:
A magyar királyság, bármely európai államnál is – Britannia kivételével – tökéletesebb földrajzi és gazdasági egységet alkot. A magyar állam a Közép-Duna és mellékfolyóinak az ezeket övező dombok és hegyek medencéjében fekszik. Északon, Keleten, Délen, a határokat az erdős Kárpátok és az Erdélyi Alpesek határozzák meg. Ezek Horvátország és Szlavónia elvesztése előtt Délen is kitűnőek voltak.… A termékeny sík vidéket hegyvidék övezi. Minden folyója a Dunába ömlik. … Ez a mellékfolyóinak központi érrendszere. Ez a nagy közös folyórendszer egységes közigazgatást igényel. … A Duna és mellékfolyói vízellátása hirtelen nő és süllyed. Amire szükség van, az egy víztároló rendszer létesítése. Azonban … a létesítéshez központi kormányzat szükséges.

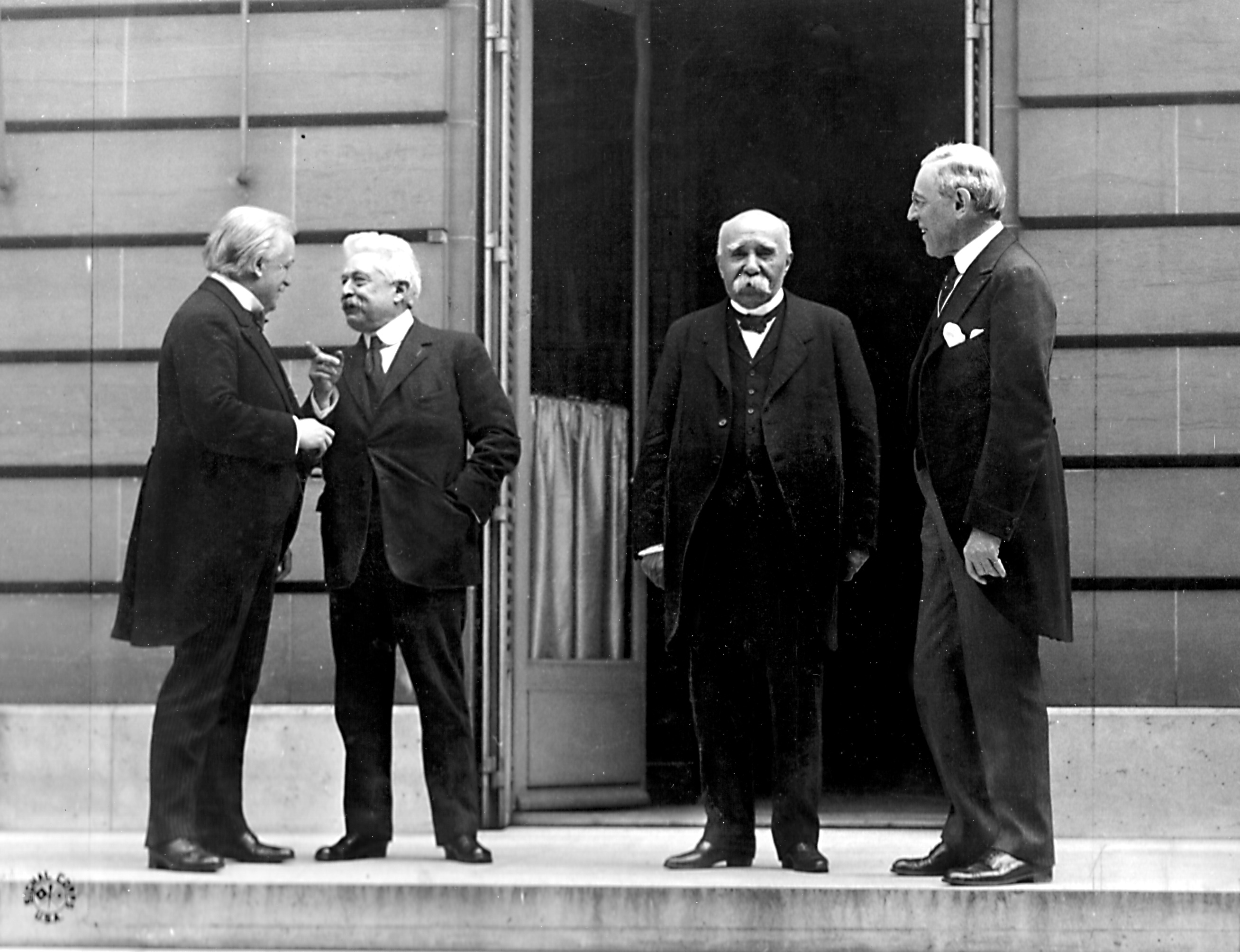
A „Négy Nagy”, akik figyelembe vették a különféle véleményeket, tényeket vagy éppen ferdítéseket és döntöttek, balról jobbra a képen: David Lloyd George, Vittorio Emanuele Orlando, Georges Clemenceau és Thomas Woodrow Wilson

A magyar delegáció kérte a népszavazás lehetőségét is, a szövetségesek által sokat hangoztatott önrendelkezés és nemzetiségi elvre hivatkozva. Apponyi beszéde sokakban nagy hatást keltett, mivel azonban a békeszerződést illetően a döntés már megszületett, érveit nem vették figyelembe.
A konferencia legfelső szervei a magyar felvetéseket meghallgatták, azonban végül érdemi változtatások nélkül hagyták jóvá az év eleji tervezetet.
A békeszerződés 14 részből állt.
Első része a Nemzetek Szövetségének alapokmányát tartalmazta, a második rész Magyarország határait rögzítette, a harmadik Magyarországnak a szomszéd- és a többi országgal szembeni kötelezettségeit, az ötödik a katonai megkötéseket, a hatodik a hadifoglyokkal, a hetedik a háborús bűntettekkel, a nyolcadik és kilencedik a jóvátétellel foglalkozott. Az elkészült végleges szöveget a magyar tárgyalódelegáció átvette, majd 1920. március végén gróf Apponyi Albert vezetésével végleg elhagyta a békekonferencia helyszínét, Versailles-t és hazautazott Budapestre. A küldöttség jelentést készített a tárgyalásokról, de Apponyi nem volt hajlandó a szerződést aláírni, mert a népszavazásra tett előterjesztését nem fogadták el. Apponyi bízott a Millerand-féle kísérőlevélben, az abban megfogalmazott hivatalos francia ígéretben. Millerand azonban a szerződés aláírása után kijelentette, hogy a nagyhatalmak nevében vállalt hivatalos kötelezettségek érvénytelenek.
Az aláírás helyéről és időpontjáról szóló döntést a Nagykövetek Konferenciája május 22-én hozta meg. Május 23-án jegyzéket küldtek a magyar félnek, amely arra is kitért, hogy a békeszerződést a magyar kormány egy avagy több tagjának kell aláírnia, akiknek legkésőbb június 2-án meg kell érkezniük az aláírás helyére Versailles-ba.

### A béke megkötése

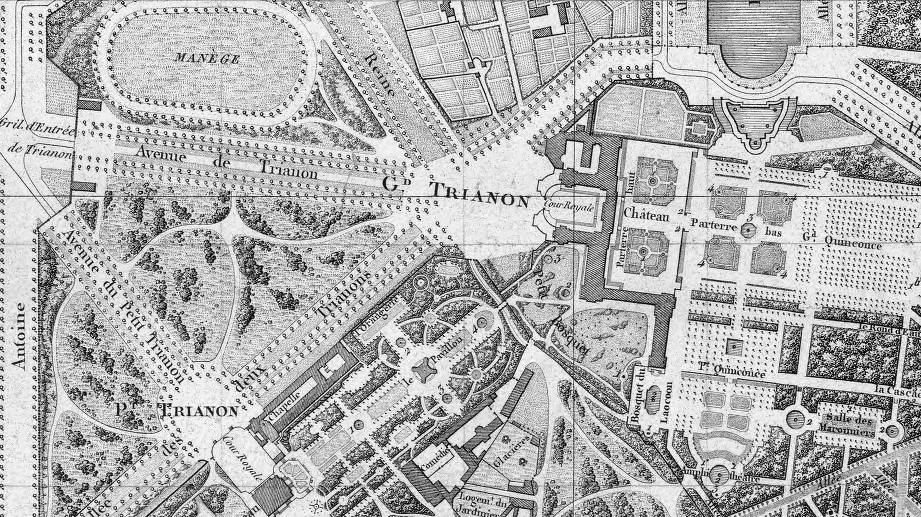
Térképrészlet, a Nagy-Trianon és a Kis-Trianon Versailles-ban, a királyi kastély parkjában

A békekonferencia során megszerkesztett és a győztes hatalmak parancsaként megfogalmazott békeszerződés az Amerikai Egyesült Államok, a Brit Birodalom, Franciaország, Olaszország és Japán, mint a szerződés szövetséges és társult főhatalmai, Belgium, Kína, Kuba, Görögország, Nicaragua, Panama, Lengyelország, Portugália, Románia, a Szerb-Horvát-Szlovén Állam, Sziám és Cseh-Szlovákország, mint a főhatalmakkal együtt a szövetséges és társult Hatalmak és Magyarország között jött létre.

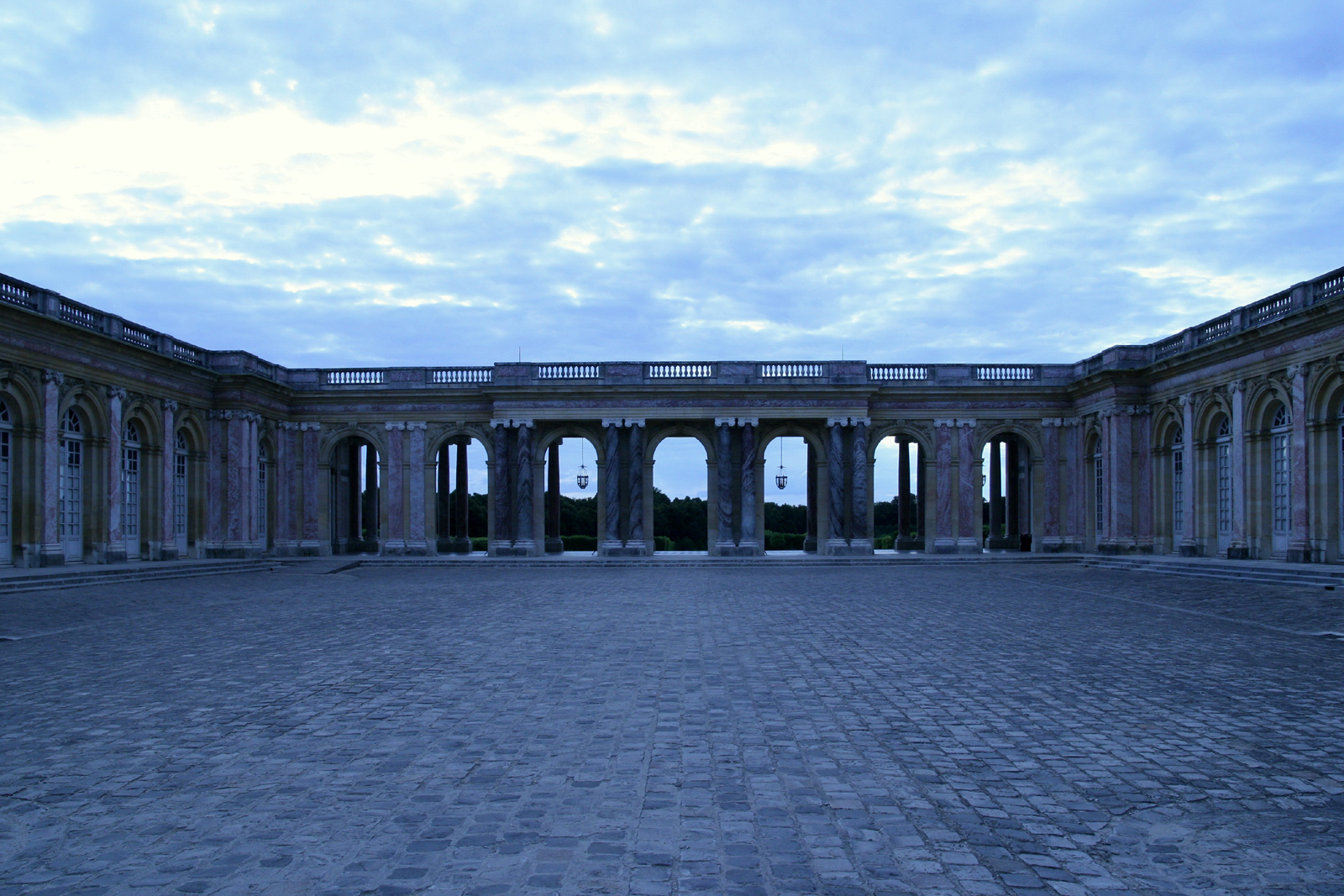
A Nagy-Trianon kastély, ahol a magyar kormány delegációja aláírta a szerződést

A Magyar Királyság nevében az 1920 márciusában Horthy Miklós által kinevezett Simonyi-Semadam-kormány képviseletében és felhatalmazásával Benárd Ágost, a magyar kormány népjóléti és munkaügyi minisztere, a küldöttség vezetője és Drasche-Lázár Alfréd rendkívüli követ és államtitkár írta alá. A választás azért esett rájuk, mivel a rangos és közismert politikusok egyike sem akarta magát kompromittálni a hazánkra nézve végzetes és máig is meghatározó aláírással, ami 1920. június 4-én 16.32-kor történt meg a versailles-i Nagy-Trianon kastély 52 méter hosszú és 7 méter széles folyosóján, a La galérie des Cotelle-ben.

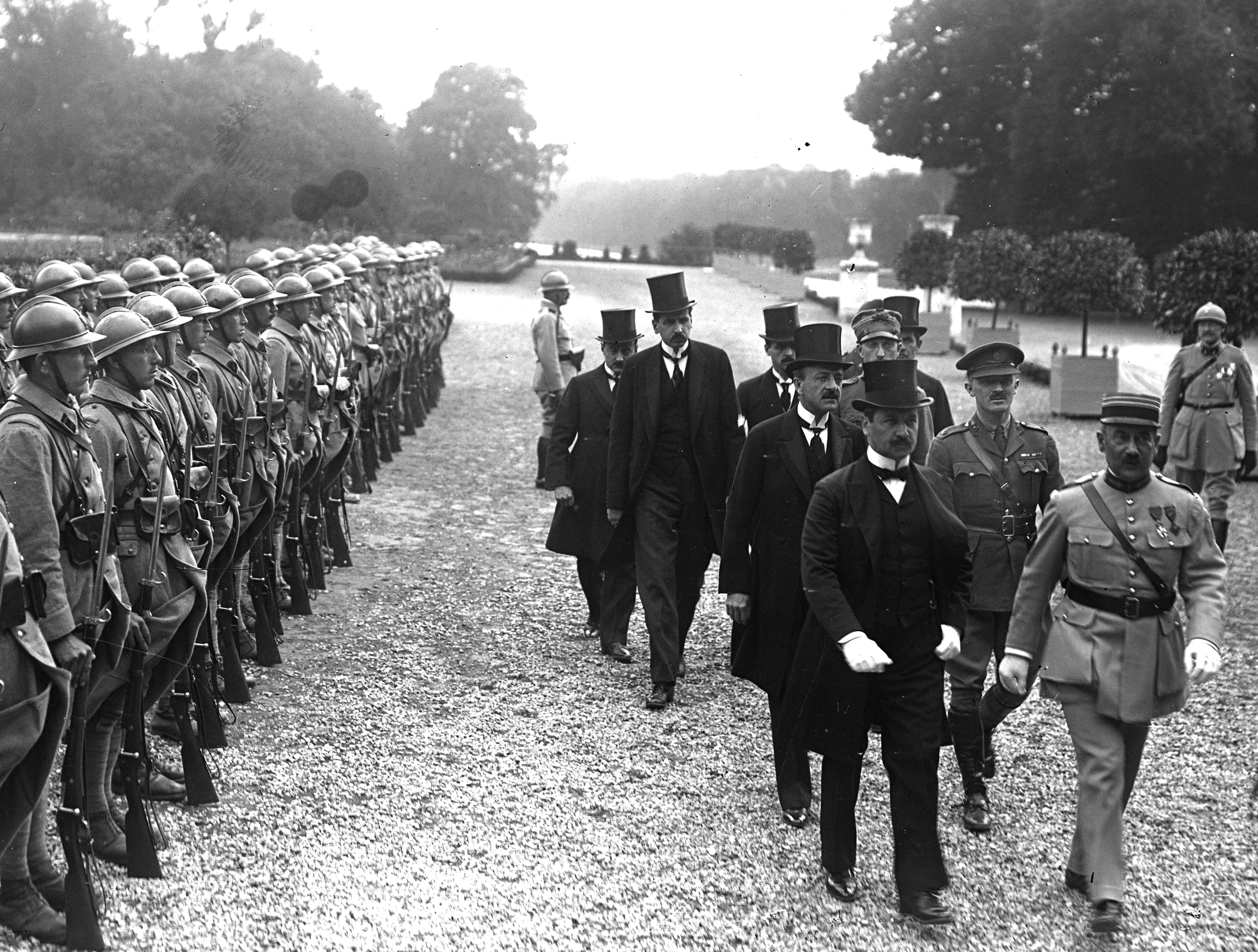
Benárd Ágost és Drasche-Lázár Alfréd, az aláírásra kijelölt két magyar politikus, a nyugat-európai diplomaták hagyományos öltözetében (zsakett, cilinder), megérkezik a békeszerződés ünnepélyes aláírására

A történelmi okirat Magyarország (Magyar Királyság) új határainak megállapítása mellett 35 000 főben korlátozta a magyar hadsereg létszámát, megtiltotta légierő és nehézfegyverek tartását. Tartalmazta az akkor létrejött Népszövetség alapokmányát is. A szerződésben a győztes felek kijelentik, hogy Magyarország felelős a háborúban győztes államoknak okozott károkért (161. cikk), a VIII. rész további cikkeiben és függelékeiben pedig részletesen szabályozzák az ennek következtében teljesítendő jóvátétel feltételeit.
A Szövetséges és Társult Kormányok kijelentik és Magyarország elismeri, hogy Magyarország és szövetségesei, mint e veszteségek és károk okozói, felelősek mindazokért a veszteségekért és károkért, amelyeket a Szövetséges és Társult Kormányok, valamint polgáraik az Ausztria-Magyarország és szövetségesei támadása folytán rájuk kényszerített háború következményeképpen elszenvedtek.

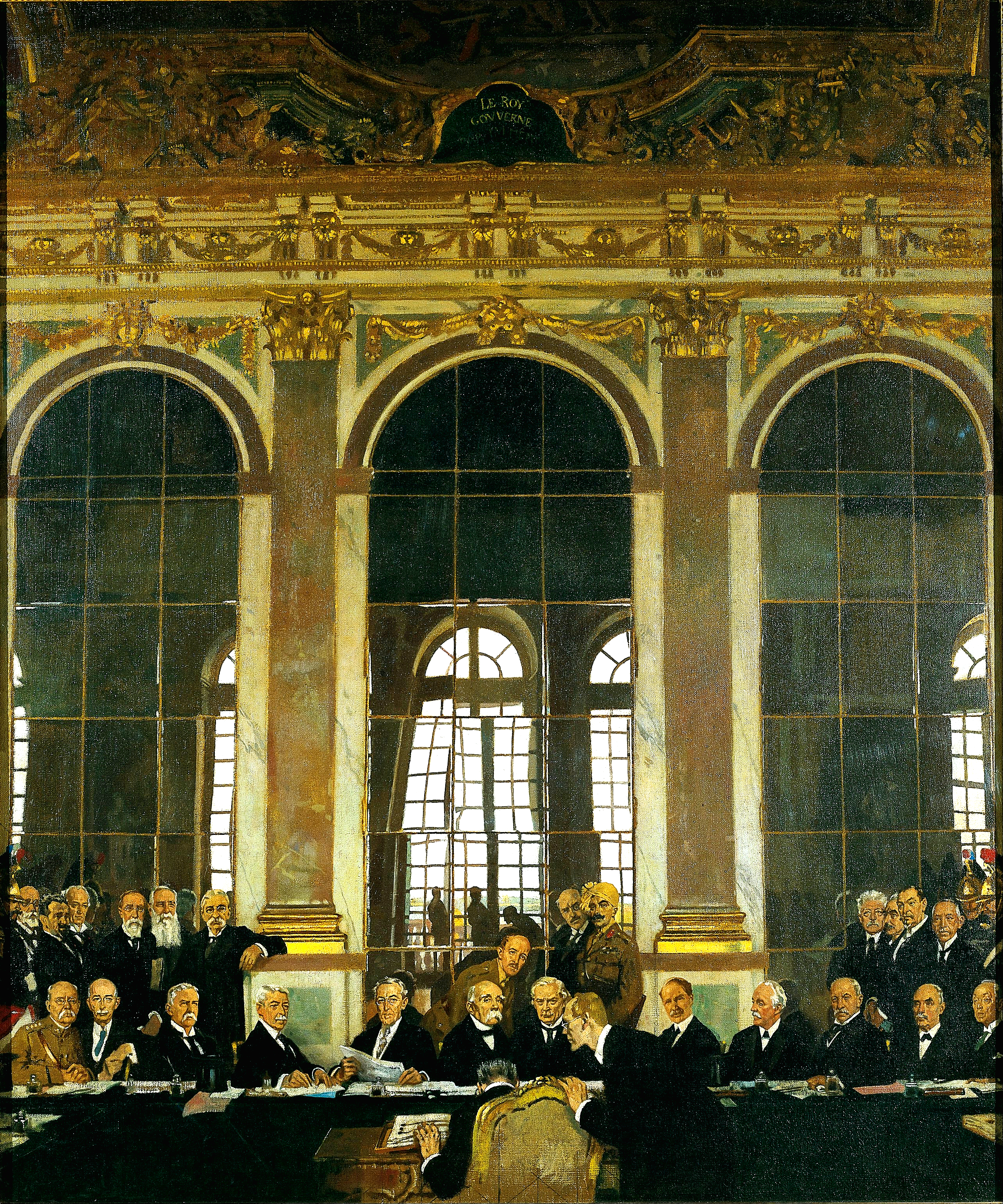
William Orpen: A párizsi békeszerződés aláírása a Tükörgalériában, Versailles, 1919. junius 28., a festményen ábrázolt 'Lloyd George angol, Orlando olasz, Clemenceau francia Miniszterelnök és Thomas Woodrow Wilson amerikai elnök és a többiek, ők szabták meg a békefeltételeket és az új államhatárokat

A szerződésbe foglalt megállapítások megegyeztek az Edvard Beneš cseh politikus által megfogalmazottakkal, aki így vélekedett: „Az egész világ elborzadt ... és megértette, hogy a háborút nem egyedül az egykori Osztrák–Magyar Monarchia végzetes politikája robbantotta ki, hanem sokkal inkább Budapesten, mint Bécsben készítették elő.”
A szerződést, „tekintettel a kényszerhelyzetre, mely Magyarországra nézve a világháború szerencsétlen kimenetele folytán előállott”, az 1921. évi XXXIII. törvénycikkel iktatták be a magyar jogrendszerbe.
A szintén az antanthoz tartozó Amerikai Egyesült Államok, amely akkor nem lett tagja a Népszövetségnek, a szerződést ugyan aláírta, de később nem ratifikálta. Az USA és Magyarország később Washingtonban kötött békét: ez a Népszövetségre vonatkozó cikkelyek kivételével szó szerint megegyezik a trianonival. Lengyelország jóval később, 1930-ban ratifikálta a békeszerződést. Nagy Britanniában és Franciaországban is erős ellenállás kísérte a ratifikációt. A francia parlamentben a békeszerződés ratifikációját előadó Guernier csak azzal ajánlotta a véglegesítést, hogy a Millerand-féle kísérőlevél (amelyet a magyar kormány Fouchet-jegyzék néven kapott meg) lényeges módosításokra és enyhítésekre ad módot. Margain képviselő erre leszögezte, hogy a kísérőlevél önmagában bizonyítja a szerződés megalapozatlan voltát. Briand francia miniszterelnök és külügyminiszter pedig ugyanitt elismerte: a magyar határok meglehetősen önkényesen lettek megvonva. A határ bizonyos érdekeket sért, és bizonyos kiigazításokra lesz szükség.
Az angol parlamentben 1920. március 25-én Captain Elliot, 30-án pedig a felsőházban lord Newton, viscount Bryce, lord Montagu, lord Sydenham, lord Weardale, marquess of Crewe szólaltak fel Magyarország érdekében. 1921 májusában még mindig a ratifikációs viták voltak napirenden, amikor hatvan képviselő petícióban követelte a szerződés ratifikálásának megtagadását. A ratifikáció végül csak a Millerand-kísérőlevél létezése miatt került elfogadásra.
Szovjet-Oroszországot kihagyták a béketárgyalásokból, de a szovjet forradalom vezére, Vlagyimir Iljics Lenin egyértelmű elítélést fogalmazott meg: „A nemzetközi politika a versailles-i szerződésen alapszik. A versailles-i szerződés pedig rablók és útonállók szerződése… Németországra ráerőszakolták a békét, de az a béke uzsorabéke, gyilkosok, mészárosok békéje volt, mert kirabolták és feldarabolták Németországot és Ausztria-Magyarországot. Megfosztották őket az élet minden lehetőségétől, a gyermekeket éhezésre, éhhalálra kárhoztatták. Ez a béke hallatlan rablóbéke, mely az emberek tízmillióit – köztük a legcivilizáltabbakat – rabszolgasorba taszítja. Ez nem béke, ezek olyan feltételek, amelyeket útonállók késsel a kezükben diktálnak a védtelen áldozatoknak.”

## Trianon saját következményei: Burgenland elszakítása; a soproni népszavazás és más kisebb határmódosítások
A Trianoni béke alapjában az 1918-20 közötti hadmozdulatokkal beállt tényleges hatalmi helyzetet véglegesítette a nemzetközi jog szintjén. Burgenland Ausztriához csatolása ugyanakkor a szerződésben előírt új követelés volt, amit az addigi katonai helyzet nem alapozott meg. Trianon utóéletéhez tartozik a soproni népszavazás és a konkrét határvonalak meghúzása is az ahhoz kapcsolódó kisebb korrekciókkal.

### Burgenland elcsatolása
Az 1918-ban megszületett Osztrák Köztársaság kicsit több sikerrel fogadtatta el az antanttal, hogy nem jogutódja a háborús vesztes Osztrák-Magyar Monarchiának, mint a kor magyar kormányzatai. Ez jelent meg abban, hogy bár a Padovai fegyverszünet már kimondta Dél-Tirol elszakítását Ausztriától, és az 1919 évi Saint-germaini béke véglegesítette ezt, de ez maradt az egyetlen érzékeny területi veszteség, amely nagy, osztráklakta területet csatolt egy antant-hatalomhoz, ebben az esetben Olaszországhoz. Utána viszont az osztrákok jobb tárgyalási pozícióba kerültek. Egyrészt Csehországnak a függetlenség kikiáltása után nem maradt területi követelése Ausztriával szemben: az osztrák-cseh tartományi határ történelmi határ volt. Másrészt ezt a tényt élezte ki Beneš azzal, hogy a világháború fő felelőseként Budapestet, a Monarchia magyar felét mutatta be (vö. fönt: „A Szent István egykori koronájához tartozó területek uralkodó osztályai által képviselt magyar népet minden szövetséges egyöntetűen a világháború legfőbb segítőjének, ha ugyan nem az első számú felelősének tartja.”) Harmadrészt Ausztria sikeresen zsarolta az antantot azzal, hogy ha nem teljesítik bizonyos területi igényeit: nem kap Bécs ellátására egy nagyobb mezőgazdasági területet Magyarországból, akkor önálló államként életképtelen, és csatlakoznia kell Németországhoz. Márpedig az antant egyik fő törekvése volt az Anschluss, a nagynémet egység megakadályozása. Negyedrészt az Anschluss-szal való zsaroláshoz Karl Renner kancellár már eredményesen hozzá tudta kapcsolni az etnikai elvre való hivatkozást, ami akárhány magyarlakta terület szempontjából közömbös volt a békekonferenciának.
Mindezek alapján az 1919. szeptember 10-én Ausztriával aláírt Saint germaini béke már kimondta a későbbi Burgenland Ausztriához csatolását, bár a terület tényleges átadását a Magyarországgal kötött trianoni béke utánra hagyta.

### A soproni népszavazás
A trianoni béke aláírása után Magyarországnak is szerződéses kötelessége lett a későbbi Burgenland és Sopron átadása, de Magyarország természetesen nem sietett. Egy ideig tudott arra hivatkozni, hogy a Trianonban Magyarországnak ítélt Pécs pedig jugoszláv megszállás alatt van, de onnan végül 1921. augusztus 19-én kivonultak a jugoszláv csapatok, és a magyar csendőrség másnap bejöhetett a városba.

Lajtabánság bélyege

Ezután viszont nem maradt ürügy a halogatásra, a Magyar Honvédség aug. 28-án kiürítette az Ausztriának ítélt terület ún. "A" zónáját, míg a "B" zóna – Sopron és környéke – továbbra is magyar fennhatóság alatt maradt. A zónák megkülönböztetése egyoldalú magyar döntés volt, de Magyarország nem sietett.
A Magyar Honvédség azonban a Nemzeti Hadsereg jogutóda volt, és a Nemzeti Hadsereg legelszántabb alakulatai „Rongyosgárda” néven nem hivatalosan (de nyilvánvalóan a Honvédség tudtával) ott maradtak, fölkelést robbantottak ki, és Ágfalvánál megfutamították a bevonulni próbáló osztrák csendőröket. Ezután létrehozták a senki által el nem ismert, de a magyar kormány által csöndben támogatott Lajtabánság nevű államalakulatot.
Hogy a Lajtabánság léte Magyarország számára is kényelmetlen, az akkor derült ki, amikor október 20-án legitimista lajtabánsági felkelők támogatásával indult el a második királypuccs. Bár nem minden fölkelő volt legitimista, ez is gyorsította a tárgyalásokat, de az olasz politika is nyitottnak mutatkozott bizonyos magyar igények támogatására. A Kisantant államai is inkább a Habsburg restaurációtól tartottak, és a Lajtabánság gyors fölszámolását követelték, minthogy Ausztriát támogatták volna.
Végülis olasz közvetítéssel létrejött az a velencei megállapodás, amely az "A zóna" avagy a Lajtabánság gyors átadását írta elő Ausztriának, cserében azért, hogy Ausztria beleegyezett egy népszavazásba a "B zóna" területén, azaz Sopron környékén, ahol a magyar közigazgatás folytonos maradt.
Sopron az 1921-ben tartott népszavazás alapján a Magyarországhoz tartozás mellett döntött, ezzel néhány környező település is Magyarországhoz került. Sopron a döntésért a „leghűségesebb város” (Civitas Fidelissima) címet érdemelte ki.
A népszavazás eredményeként 257 km² került vissza Magyarországhoz.
A burgenlandi határ így, a történelmileg is sikeres Soproni revízióval talán a legelfogadottabb az utókor szemében, amit az is mutat, hogy Magyarországon is meghonosodott a terület új osztrák neve, a Burgenland. Magyar oldalról azt is figyelembe kell venni, hogy az etnikailag nagyrészt németajkú lakosság így kerülte el a magyarországi németség nagy részének a sorsát, a II. világháború utáni kitelepítést.

### Kisebb módosítások
- 1920 júniusában, mindössze két héttel az új határok meghúzását követően, visszakerült Magyarországhoz Hollóháza. Magát a települést Csehszlovákiának ítélték, azonban a porcelángyár Magyarországon maradt. A gyárat akkor tulajdonló Károlyi család közbenjárására határkorrekciót végeztek el a területen.[79]
- 1920. augusztus 1-jén az őrségi Kerca határőrei a két falu felkelt népével összefogva kiűzték a szomszédos Szomoróc községet megszálló szerb–horvát–szlovén csapatokat. A fegyverrel kinyilvánított akarat eredményeként – hosszas tárgyalás után – 1922. február 9-én Szomoróc visszatérhetett Magyarországhoz. (A két falu 1943-ban Kercaszomor néven egyesült.)
- A Zala vármegyei Bödeháza és Zsitkóc között található Szentistvánlakot nem is említi a trianoni békeszerződés, valószínűleg tévedésből. Mivel közelebb fekszik a Magyarországnak ítélt Bödeházához, a határmegállapító bizottság döntése alapján Magyarországon maradt.
- 1922-ben Nagylak térségében végeztek határkorrekciót. Ugyan magát a települést Romániához csatolták, de a nyugati részen található tanyák, a vasútállomás és a kendergyár Magyarországon maradtak (egy jókora területen a vasútvonal mellett húzódott a határ), melyekből 1921-ben megalakult a magyar Nagylak község. A kendergyár lentelepe Romániához került, és mivel a gyár tulajdonjoga megmaradt, a munkások határátlépésre jogosító igazolvánnyal mehettek dolgozni. 1922. február 26-án aztán a lentelep és a környező szántók Magyarországhoz kerültek, cserébe Mezőhegyes környékén egy ugyanakkora területet Romániának ítéltek.[80] Érdekesség, hogy a román oldalon található Nagylakig vasútvonal húzódik Aradig, azonban azt csak 1957-ben építették meg, és soha nem volt határátmenet a magyar oldalon található Nagylakig.[81]

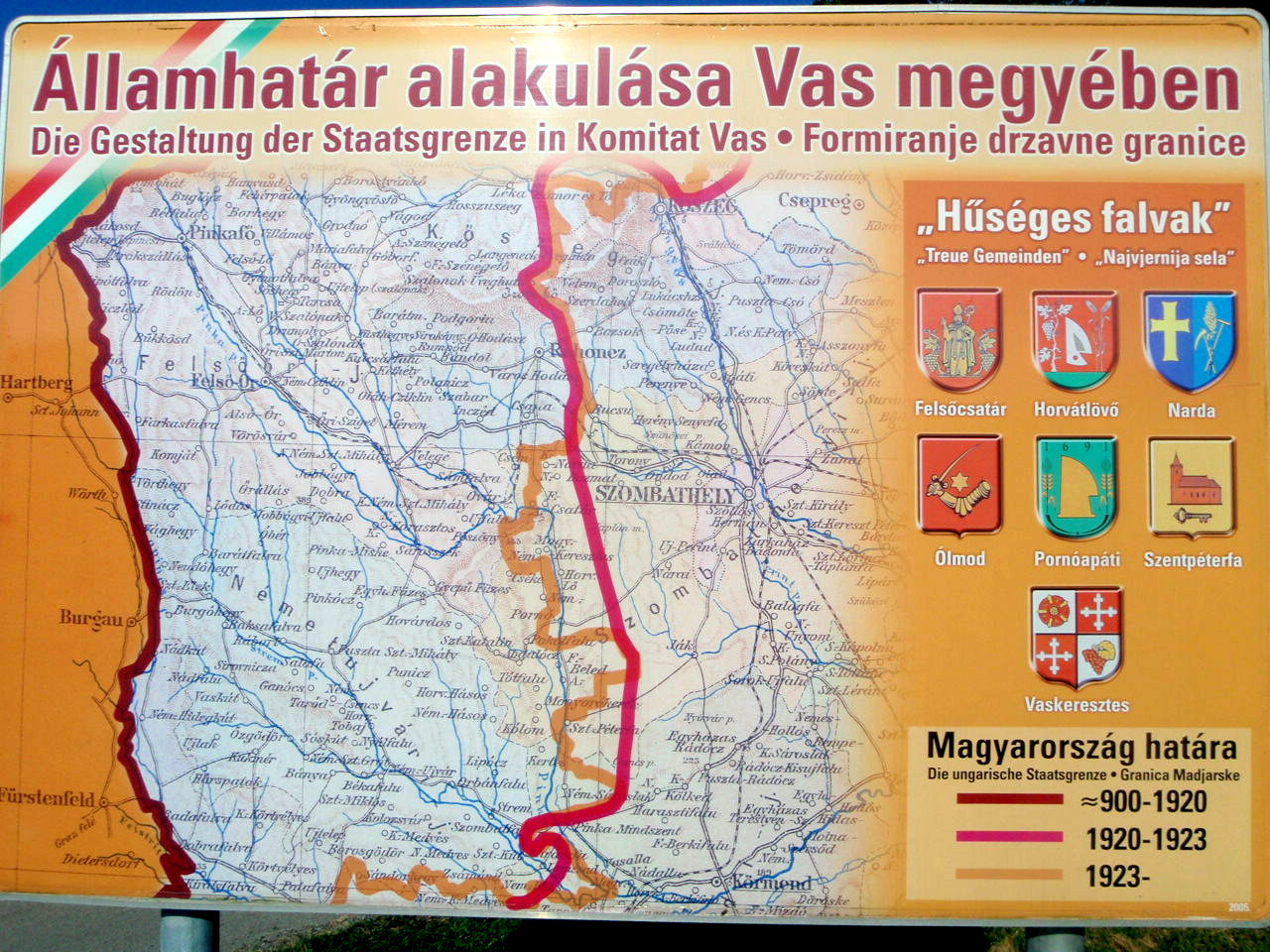
Vas vármegye nyugati határának változása 1922–23-ban, emléktábla a Vas-hegyen

- Vas vármegye nyugati határának változása 1922–23-ban, emléktábla a Vas-hegyenaz Ausztriának ítélt országrészen Vas vármegye szombathelyi járásában kitört zendülés ill. tiltakozás nyomán tíz határmenti, németek és horvátok lakta falu – Felsőcsatár (egykor Alsó- és Felsőcsatár), Horvátlövő, Narda (egykor Kis- és Nagynarda), Ólmod, Pornóapáti, Szentpéterfa, Vaskeresztes (egykor Német- és Magyarkeresztes) – osztrák fennhatóság alatt megtartott népszavazás után 1923. január 10. és március 9. között átkerült Magyarországhoz, Szentpéterfa ezzel kiérdemelte a „leghűségesebb magyar község” címet. Eredetileg Rendek (Liebing) és Rőtfalva (Rattersdorf) kerültek volna Magyarországhoz, de ezen községeket osztrák kérésre elcserélték Szentpéterfa és Ólmod községekre;
- Ausztria mellett nyilatkoztak Nagysároslak (Moschendorf), Karácsfa (Hagensdorf) és Lovászad (Luising) községek (Körmendi járás);
- 1924-ben Somoskőnek és Somoskőújfalunak sikerült kiharcolnia, hogy Magyarországhoz tartozzon. A határt a falu dombján levő várfal alatt húzták meg. (A Magyarországnak ítélt Salgóbányára vezető egyetlen járható út ugyanis a Csehszlovákiának ítélt Somoskőújfalun és Somoskőn keresztül vezet.)[82]
- Egy szatmári falu, Zajta a békeszerződés szerint Romániához tartozott. Gaál Lajos helyi iskolaigazgató, kántortanító észlelte, hogy a kihirdetett szerződés és a megállapodáson megrajzolt térkép nincs összhangban. Az ő diplomáciai készségének, kitartásának és lelki erejének köszönhetően a falu visszakerült Magyarországhoz.[83]

Az 1920 és 1924 között lezajlott területcserék és népszavazások okán Magyarország területe 92952 km²-ről, 93075 km²-re nőtt az 1938-as határváltozásokig.

## A Trianoni Magyarország

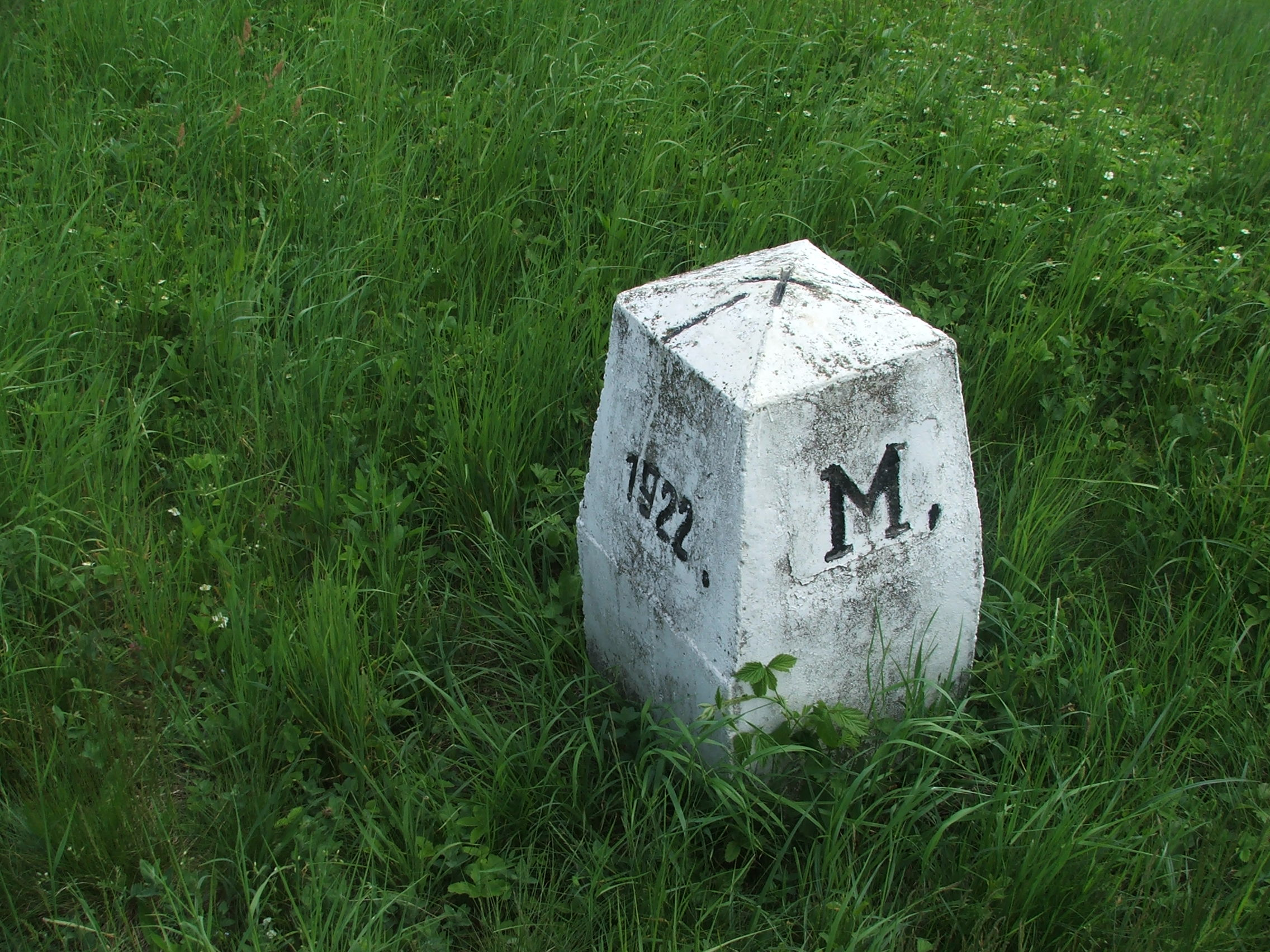
Határkő 1922-ből az új magyar-román határon Csenger mellett

Semmi kétség, hogy Magyarországot igazságtalanság érte, s ez az igazságtalanság olyan természetű volt, amelybe jó lélekkel nehéz volt belenyugodni: a történeti Magyarország területi állományát az etnikai elv alapján bontották széjjel, ugyanakkor azonban ezt az etnikai elvet Magyarország terhére nyilvánvalóan megsértették.

### Magyarország új határai
| Elcsatolt terület                                                                      | Fogadó állam                   | Terület (km²) | Arány (%) | Megjegyzés                            |
| -------------------------------------------------------------------------------------- | ------------------------------ | ------------- | --------- | ------------------------------------- |
| Erdély, Máramaros, Partium és a Kelet-Bánság                                           | Románia                        | 102.813       | 31,78     |                                       |
| Felvidék, Kárpátalja és a Csallóköz                                                    | Csehszlovákia                  | 61.646        | 18,9      | Ma Szlovákia és Ukrajna               |
| Drávaköz, Bácska, Nyugat-Bánság, Vendvidék nagyobb része (ma a Muravidék) és a Muraköz | Szerb–Horvát–Szlovén Királyság | 20.829        | 6,04      | Ma Szerbia, Horvátország és Szlovénia |
| Őrvidék                                                                                | Ausztria                       | 4020          | 1,42      | németül Burgenland                    |
| Szepes és Árva vármegye egyes települései                                              | Lengyelország                  | 589           | 0,20      |                                       |
| Horvát-Szlavónország                                                                   | Szerb–Horvát–Szlovén Királyság | 42 541        | 12,87     |                                       |
| Fiume                                                                                  | független, majd Olaszország    | 21            | 0,0065    | Ma Horvátország                       |

- Az 1920-ban függetlenné vált Fiumei Szabadállamot 1924-ben Olaszországhoz csatolták.
- A békeszerződés eredményeképp a 325 411 km² összterületű Magyar Királyság széthullott. A Horvátország nélküli, 282 870 km² területű Magyarország területének valamivel több mint a ⅔-át – 67%-át, Horvátországgal együtt 71%-át – elvesztette (92 952 km²-re csökkent), lakosságának pedig több mint a felét (az 1910-ben még 18 264 533 fős ország lakossága 7 615 117 főre esett vissza).

### Kettévágott települések
Néhány esetben az új határok belterületen vágtak szét egyes településeket.
- Dél-Komárom és Észak-Komárom
- Nagylak
- Somoskő

Gyakran fordult elő, hogy egyes külterületi részeket vágott el a központi belterülettől az új országhatár, s az elvágott rész önálló községgé szerveződött. Néhány példa:
- Sátoraljaújhely határából Karlatanya, a mai Újhely
- Nagyszalonta határából a mai Újszalonta
- Ottlaka határából a mai Pusztaottlaka
- Szabadka határából a mai Csikéria, Kelebia és Tompa[85]
- Doborgaz, Keszölcés, Süly és Vajka határából a mai Dunasziget
- Balassagyarmat nagyobbik része Magyarországon maradt, csehszlovák oldalra eső részéből jött létre Tótgyarmat.

Ennél is gyakrabban fordult elő, hogy egyes elvágott külterületi részeket az új országhatár miatt más településekhez csatoltak. Példák:
- Pomogy határából a ma Sarródhoz tartozó Mekszikópuszta, mai nevén Fertőújlak
- Féltorony határából az először Hegyeshalomhoz, majd 1946 óta Várbaloghoz tartozó Albertkázmérpuszta
- A Helemba községhez tartozó Helemba-sziget Esztergomhoz került, mert az a Duna sodorvonalától és a hajózási útvonaltól délre fekszik.

A leggyakoribb eset az, amikor nem egy-egy települést vágott ketté a határ, hanem korábban szorosan együtt élő településeket zárt el egymástól.

### Katonai rendelkezések

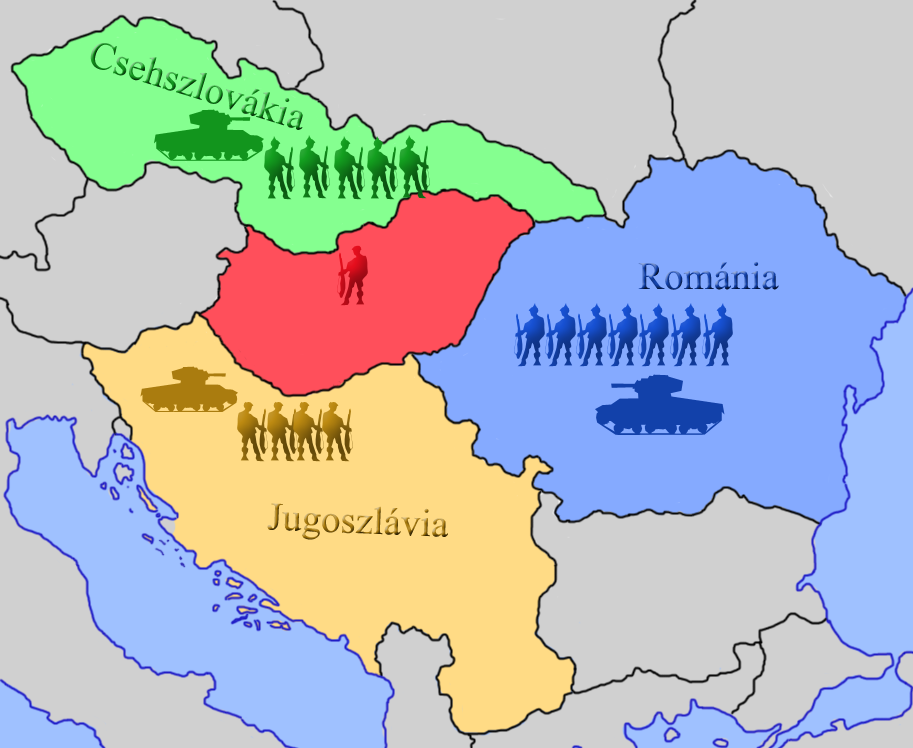
Magyarország és a kisantant haderőinek mérete és felszereltsége az 1920-as években

A békeszerződés katonai rendelkezése szerint Magyarországon meg kellett szüntetni az általános hadkötelezettséget. Csak önkéntes haderő lehetett, összesen 35 000 fővel (1 750 fő tiszt és 1 313 altiszt, a többi sorkatona). A szerződés megtiltotta vezérkar felállítását, hadsereg és hadtest szintek megszervezését. A fegyverzet terén 40 250 puskát, 525 géppuskát, 140 aknavetőt és 105 tüzérségi löveget engedélyeztek. A hadseregnek páncélozott járművei és repülőgépei sem lehettek. A dunai flottilla összesen három felderítő századdal rendelkezhetett. Nem engedélyezték repülőgépek és hadihajók gyártását. Az adriai hadiflottát elkobozták az olaszok részére.
A békeszerződés katonai rendelkezéseinek végrehajtását a Magyarországra delegált Szövetséges Katonai Ellenőrző Bizottság ellenőrizte. Az ország védelméhez szükséges fegyveres erő magvát ezekben az években az úgynevezett „rejtett alakulatok” biztosították: a belügyi, illetve a pénzügyi tárcához tartozó vámőrség, csendőrség, határőrség, folyamőrség és a rendőrtartalékok. 1927-ben a Szövetséges Katonai Ellenőrző Bizottság beszüntette a tevékenységét, enyhültek a békeszerződés szigorú megkötései is; ekkor indulhatott meg a magyar honvédség felfejlesztése.

### Demográfiai következmények

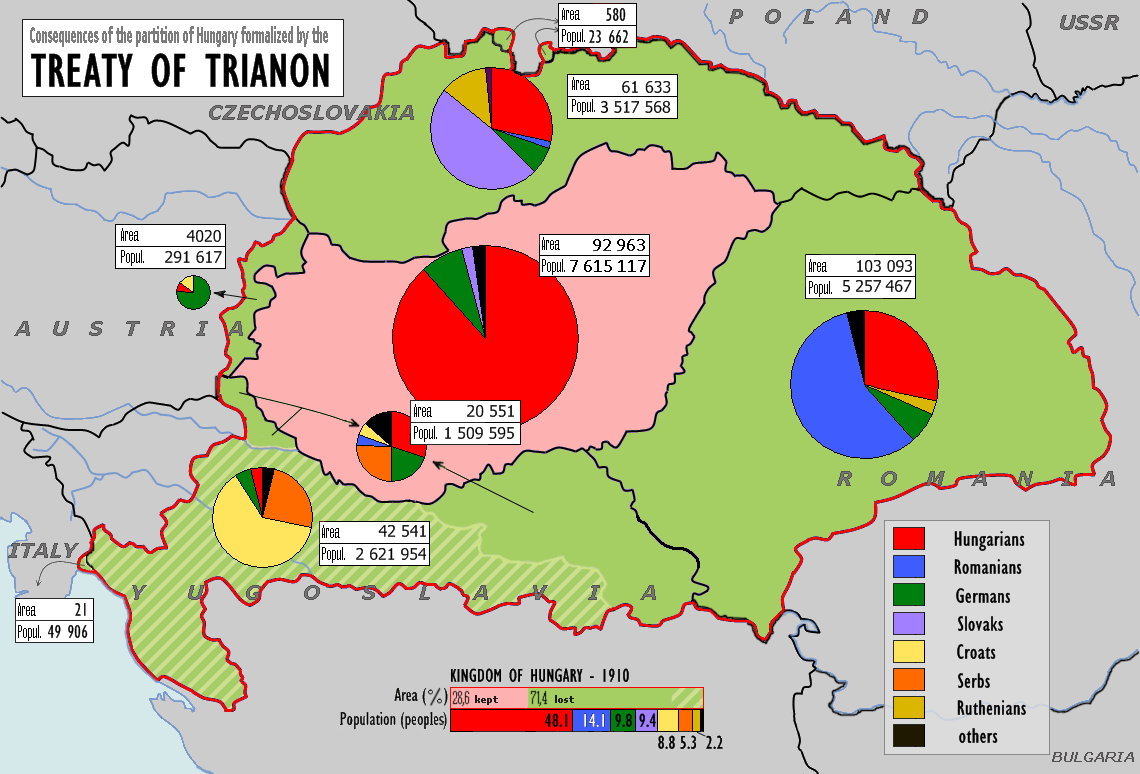
Az utódállamok etnikai összetétele 1920-ban

Az Osztrák–Magyar Monarchia katonai céllal az I. világháború kitörésétől 1918. október 31-ig 8 322 000 főt mozgósított. A világháború után a Magyar Királyság lakóinak száma 20 886 487-ről 7 615 117-re esett vissza. 1910-ben a Magyar Királyságban élő magyar népesség az össznépesség kb. 48,1%-át – Horvát-Szlavónország nélkül 54,6%-át – tette ki. Noha az elcsatolt területeken élők többsége nem volt magyar nemzetiségű, a békeszerződés során az országhatárok megvonása gyakran nem követte a nyelvi vagy nemzetiségi határokat. Sok esetben egységes tömbben élő magyar lakosságú területeket is elcsatoltak. Mintegy 3,3 millió magyar rekedt kívül az új magyar állam határain. A magyar nemzetiségűek lélekszáma az elcsatolt területeken az 1910-es népszámlálás alapján:

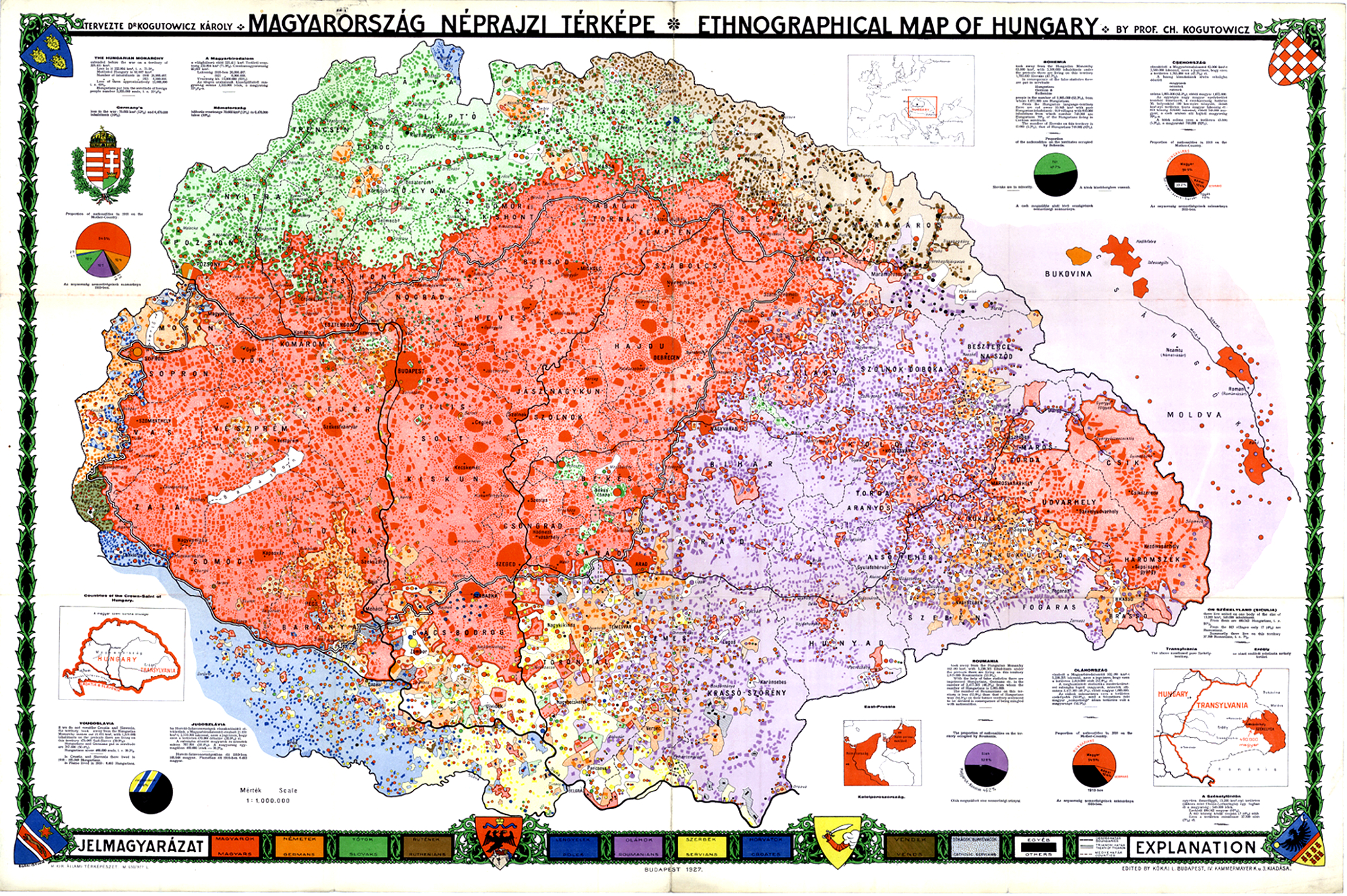
Kogutowicz Károly Magyarország Néprajzi Térképe, 1927

- Kogutowicz Károly Magyarország Néprajzi Térképe, 1927ma Szlovákiához tartozó területen: 884 000 fő, a helyi lakosság 30%-a
- Árva vármegye és Szepes vármegye Lengyelországhoz került részein: 1000 fő, a helyi lakosság 1,2%-a
- ma Romániához tartozó területen: 1 662 000 fő, a helyi lakosság 32%-a
- ma Szerbiához tartozó területen: 420 000 fő, a helyi lakosság 28%-a
- ma Ukrajnához tartozó területen: 183 000 fő, a helyi lakosság 30%-a
- Horvátországban: 121 000 fő, a helyi lakosság 3,5%-a
- ma Szlovéniához tartozó területen: 20 800 fő, a helyi lakosság 1,6%-a
- ma Ausztriához tartozó területen Burgenlandban: 26 200 fő, a helyi lakosság 9%-a
- Fiume városában (ma Horvátország része): 7000 fő, a helyi lakosság 24%-a

### Egyéb hatások

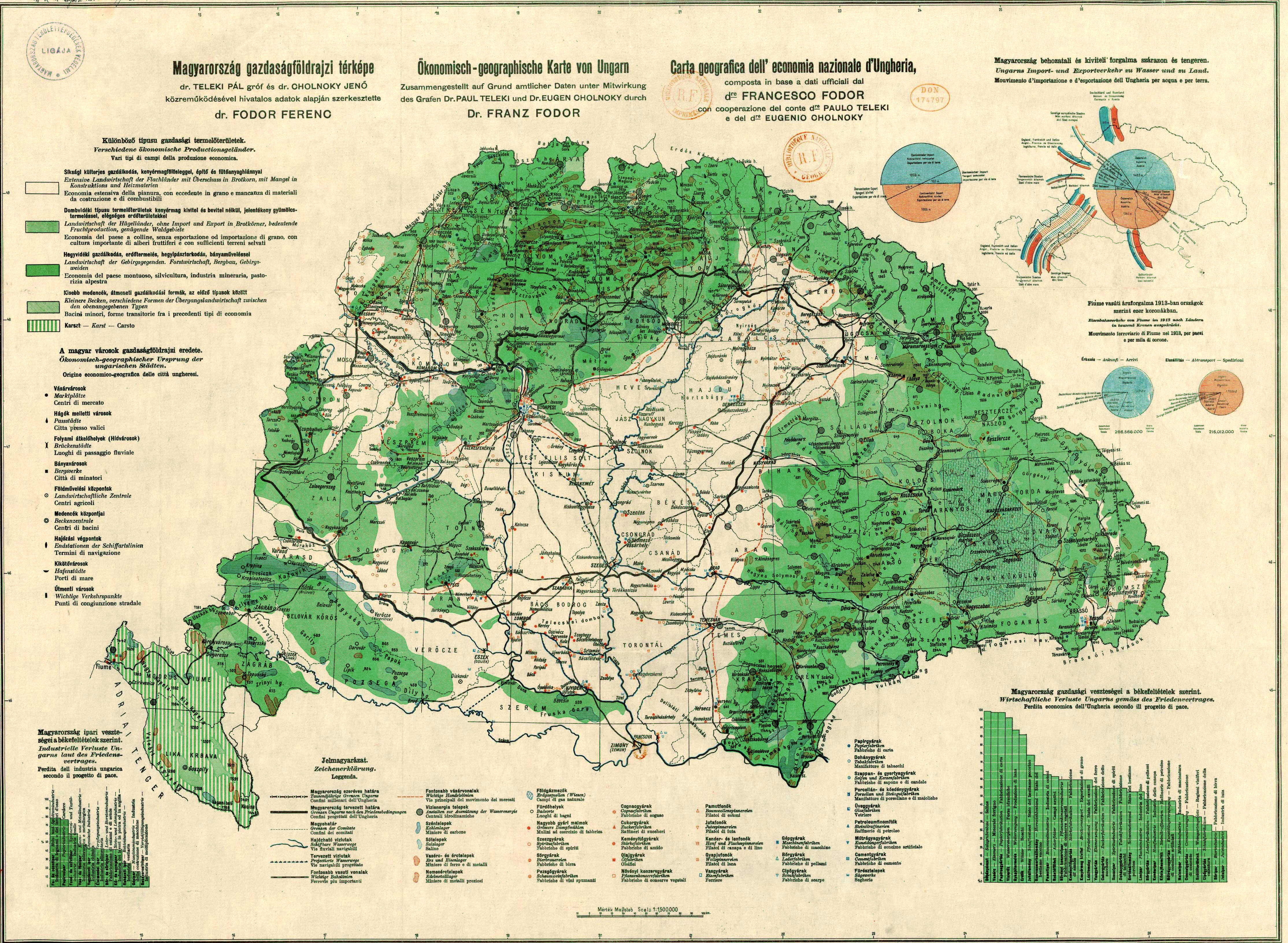
Magyarország gazdaság földrajzi térképe dr. Teleki Pál gróf és dr. Cholnoky Jenő közreműködésével hivatalos adatok alapján szerkesztette dr. Fodor Ferenc, 1920

Ami a gazdaságot illeti, a korábbi Magyar Királyságból a termőföld 61,4%-a, a faállomány 88%-a, a vasúthálózat 62,2%-a, a kiépített utak 64,5%-a, a nyersvas 83,1%-a, az ipartelepek 55,7%-a, a hitel- és bankintézetek 67%-a került a szomszédos országok birtokába. Ugyanakkor az ország fejletlenebb, inkább mezőgazdasági területeit csatolták el (kivéve Burgenlandot), ezért relatíve iparosodottabbá vált. Romániának és Jugoszláviának részt kellett vállalnia Magyarország anyagi tartozásainak rendezésében a fennhatóságuk alá került területek miatt.
A további intézkedések közé tartozott, hogy nem épülhet Magyarországon vasút egynél több sínpárral. Mivel a Magyar Királyság belső vasúti körgyűrűje gyakorlatilag teljes egészében az utódállamok területére került, így számos, azokhoz kapcsolódó vasútvonalat vágott ketté (extrém esetben több részre), ellehetetlenítve további működésüket, ilyetén létükben ugyanis életképtelenné váltak. Ilyen lett a Szerencstől Sátoraljaújhelyen át egészen az egykori galíciai Łupkówig húzódó vonal, mely valamikor egy forgalmas, kétvágányú nemzetközi fővonal volt, azonban az új határok miatt szép lassan egy egyvágányú mellékvonallá degradálódott. Még ennél is rosszabbul járt a Szeged-Temesvár vasútvonal, amely egy forgalmas, kétvágányú, nemzetközi forgalmat is ellátó fővonal volt, de a határok egyes darabjait Magyarország, a Szerb-Horvát-Szlovén Királyság és Románia között osztották el, így eredeti szerepe megszűnt, a vonalszakaszokat egyesével megszüntették, és mára gyakorlatilag teljesen eltűnt. A vasúti körgyűrű elcsatolásának közvetlen negatív hatása volt az is, hogy elvágta a magyar oldalon maradt településeket a határ azoktól, melyekhez szervesen kapcsolódtak. Ily módon a határmenti magyar települések sok helyen perifériává züllöttek, melynek máig tartó hatása van. Volt, ahol megpróbálták ezt pótolni, ilyen volt a Kassa-Ágcsernyő-Csap vasútvonal pótlására létrejött Hegyközi Kisvasút, mely idővel hálózattá fejlődött.

Magyarország azokról az Európán kívüli területi előjogokról is lemondott, amelyek a korábbi Osztrák–Magyar Monarchia területéhez tartoztak.

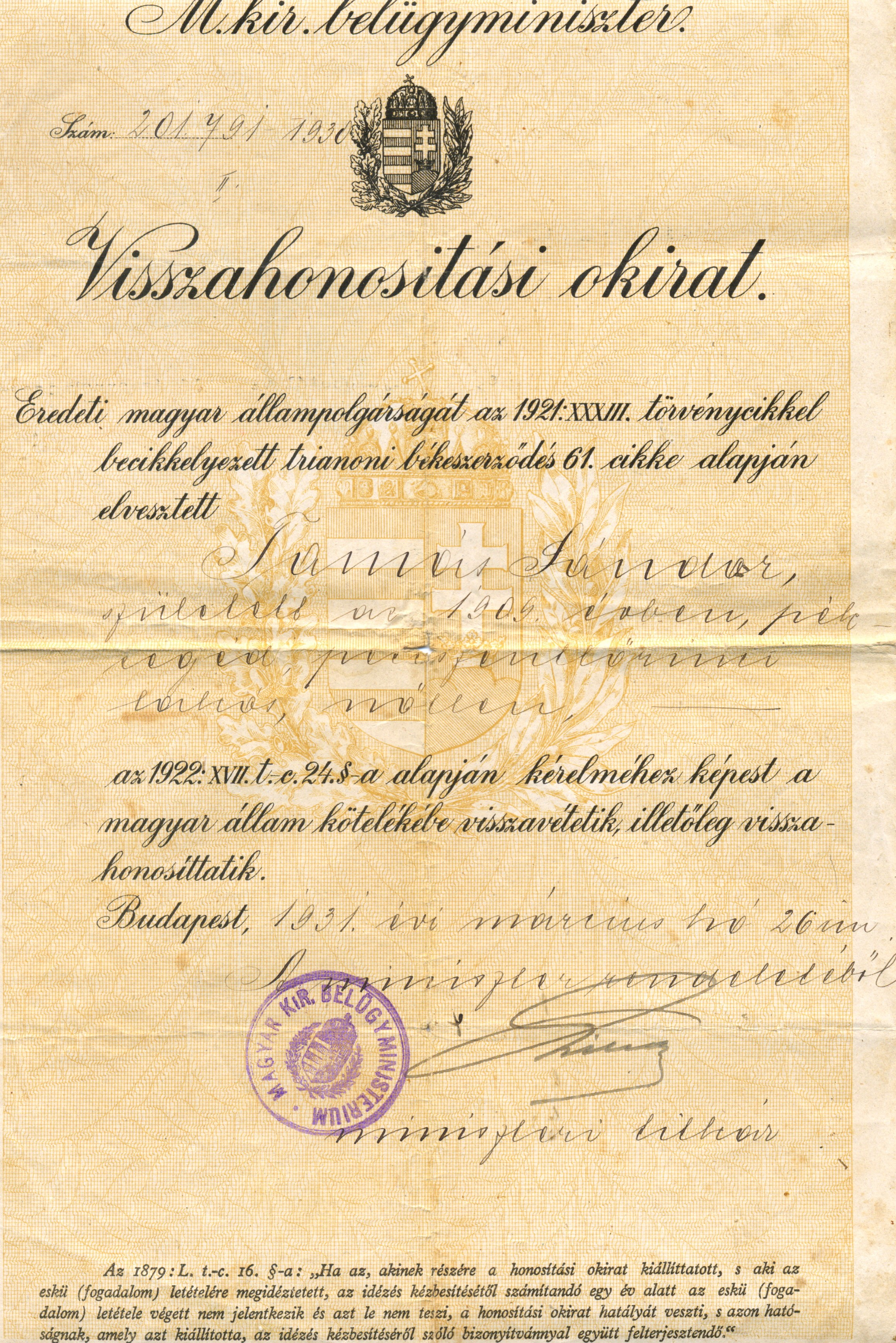
Visszahonosítási okirat az 1931. évből

Az elcsatolt területeken az új rezsimek megbízhatatlannak tartották a korábbi, többnyire magyar nemzetiségű értelmiségi, hivatalnoki réteget, és sokukat elbocsátották. Nagy részük az 1920-as években Magyarországra települt át, ahol komoly nélkülözések után is csak részben találtak munkát. Mindez belpolitikai feszültségeket keltett, felerősítette a magyarországi antiszemitizmust.[forrás?]
A Magyar Katolikus Egyháznak csak négy egyházmegyéje maradt meg érintetlenül Magyarország területén: a veszprémi, a székesfehérvári , a váci és az egri érsekség.
A magyar közvélemény így látta Trianont:
Felbontották Ausztriát, hogy ne tűrjenek Európában sok nemzet felett zsarnokoskodó egy államot. És egy Ausztria helyett csináltak csehekből, morvákból, szlovákokból, lengyelekből, magyarokból, németekből, kisoroszokból álló Csehszlovákiát; csináltak románokból, németekből, szerbekből, bulgárokból, törökökből, tatárokból, cigányokból álló Romániát; csináltak szerbekből, bosnyákokból, horvátokból, szlovénekből, törökökből, montenegróiakból, vendekből, románokból, albánokból, olaszokból, cincárokból álló Jugoszláviát. Vagyis csináltak egy Ausztria helyett négyet.

## A revizionizmus
A magyar külpolitikát a második világháború végéig egyértelműen a határrevíziós törekvéseknek rendelték alá, a vezető politikában a „mindent vissza” hívei többségben voltak a kompromisszumra is hajlandókhoz (például a székely-magyar korridort követelőkhöz) képest. Horthy azonban óvatosan közelítette a kérdést, és az apró lépésekben, de mindenekelőtt Anglia segítségében bízott. Az ország hangulatának felidézésére: „...Megnyomorították a németet, a bolgárt és törököt is. De... azoknak levágták egy-egy ujját, a magyarnak pedig kezét, lábát.”

Több magyarországi szervezet, mozgalom is alakult a trianoni szerződés felülvizsgálatára.

„Kialakult a magyar irredentizmus (revizionizmus) kultusza is. Az értéktételezés, a megalapozás időszaka 1918–1920 közé esett, ekkor a Károlyi Mihály vezette Nemzeti Tanács által megszervezett Országos Propaganda Bizottság, majd – más hangsúlyokkal – a Magyarország Területi Épségének Védelmi Ligája, a Magyar Nemzeti Szövetség, az Ébredő Magyarok Egyesülete, a Magyar Országos Véderő Egyesület, a Magyar Külügyi Társaság és más társadalmi szervezetek, s természetesen maguknak az ellenforradalmi kormányoknak a tevékenysége nyomán alakult ki az az alapelv, amely szerint az ideális természeti és politikai egységet képező történelmi Magyarország felbomlasztása igazságtalan és az egész emberiségre nézve káros cselekedet, a régi határok lehetőség szerinti teljes visszaállítása pedig a magyar társadalom legszentebb célja.”

– Zeidler Miklós: A magyar irredenta kultusz a két világháború között

A Magyarország Területi Épségének Védelmi Ligája, vagy rövidebben (Magyar) Területvédő Liga (TEVÉL) az első világháború végén a Károlyi Mihály-kormány segítségével alakult országos politikai propagandaszervezet volt, amely a történelmi Magyarország területi egységének megóvását tűzte zászlajára. Első elnöke lóci Lóczy Lajos, akinek a lemondását követően gróf széki Teleki Pál a második, majd Urmánczy Nándor lett a harmadik elnöke, míg az 1920-as évek közepén a központosítás és az átszervezések jegyében be nem olvasztották a Magyar Nemzeti Szövetségbe. 1921. szeptember 16-án megalakult a szintén irredenta Honvédelmi Párt, melynek az elnöke Urmánczy Nándor, a korelnöke Persay Ferenc lett; mindkettő jeles tagja volt a megszűnt TEVÉL-nek.
A kampány elért bizonyos nemzetközi eredményeket.
Théophile Delcassé, aki már 1898 óta volt francia külügyminiszter, így nyilatkozott Trianonról: „Egy nemzet sincs megalázva azzal, hogy legyőzték, vagy ha aláírt késsel a torkán egy végzetes békeszerződést. Becstelenné válik azonban, ha nem tiltakozik, ha tönkretételéhez maga is hozzájárulását adja. Nem a vesztés a bukás, hanem a lemondás”.
Nagy Britanniában már a húszas évek elején kampány indult a revízió érdekében. Ennek első számú szószólója Lord Rothermere volt. „Magyarország nagy barátja, aki először irányította rá a világ figyelmét Trianon igazságtalanságára, és aki lankadatlanul küzd a magyar revízióért.” De Rothermere nem rendelkezett elegendő befolyással a nagypolitikában, azonban kitartó kampánya az 1938-as első bécsi döntés idején hozta meg a gyümölcsét, amikor az angol politika nem tiltakozott a határrevízió ellen.

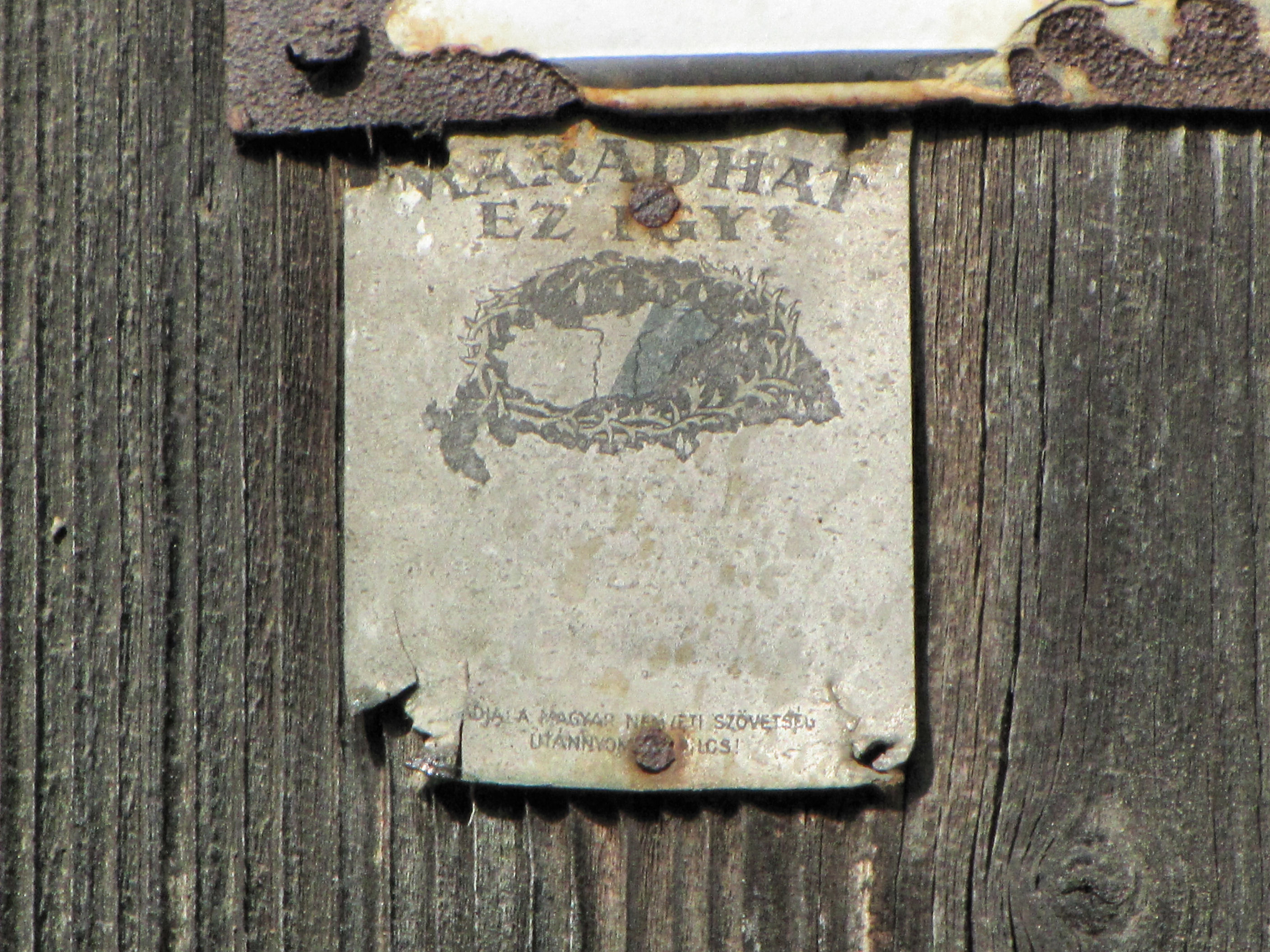
A trianoni döntésre emlékeztető házjegy a húszas évekből

A fegyverkezési és egyéb korlátozásokat 1937-ben felmondta a magyar kormány, lényegében visszhang nélkül.
Vegyék tudomásul, ha ezúttal is kitartanak függetlenségük mellett, ha ellenállnak a német nyomásnak és háború esetén igyekeznek Lengyelországgal és az Önökkel szomszédos kis nemzetekkel együtt megakadályozni, hogy a németek elárasszák Közép- és Kelet-Európát, Magyarország revíziós igényei bőkezűen fognak kielégítést nyerni. Ha arra kerül a sor, emlékeztessenek erre a kijelentésemre. Ha Magyarország megint a németek oldalán harcolna, ne csodálkozzanak, ha a legrosszabb vár Önökre.

## A trianoni határok megszilárdulása a II. világháború után

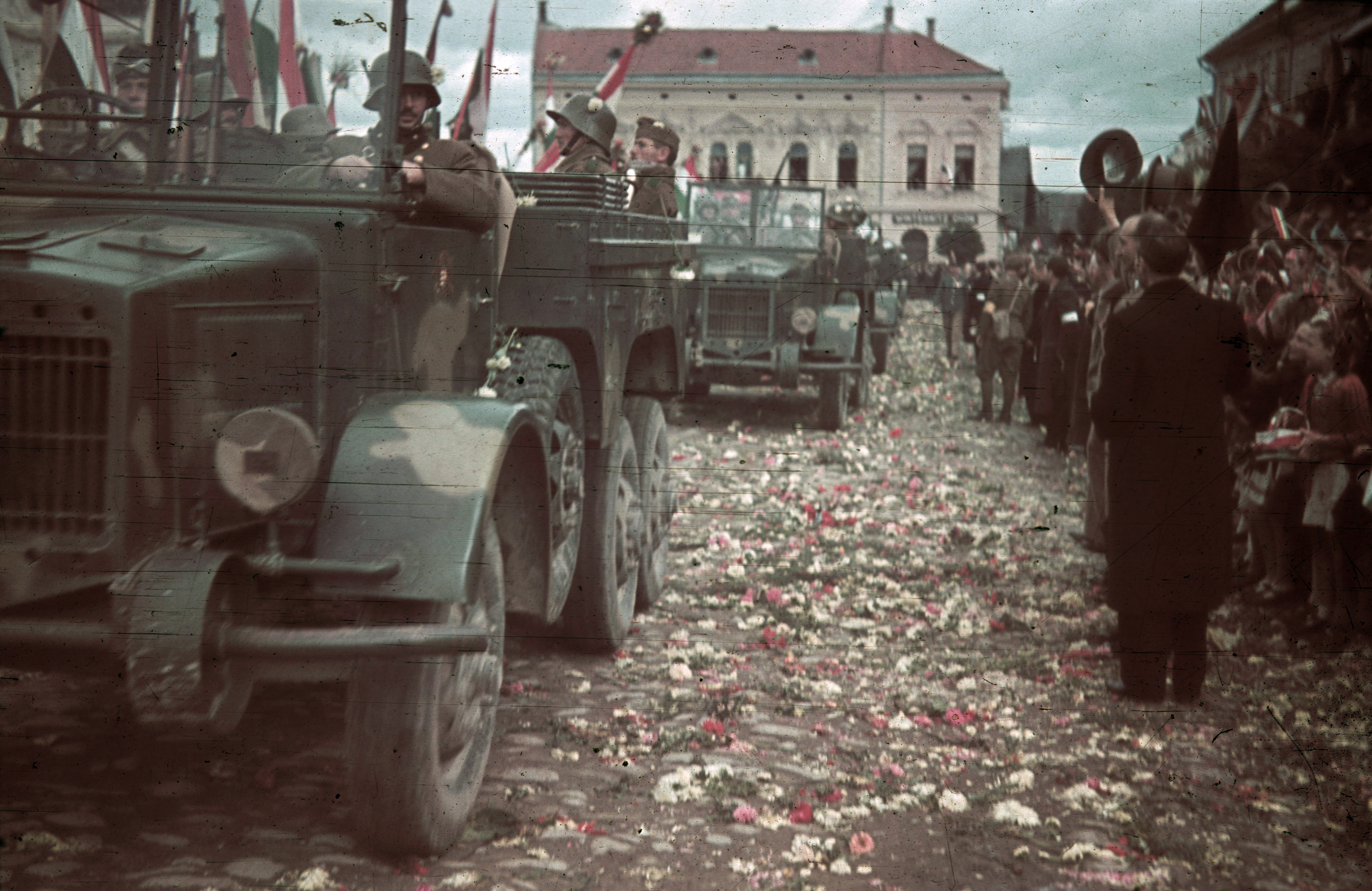
Kézdivásárhely felszabadítása, 1940

Az elveszített területek egy részét a második világháború előtt és alatt a bécsi döntésekkel (1938 és 1940), illetve német szövetségben fegyveres akciókkal az ország visszaszerezte. Az első bécsi döntéssel a Felvidék és Kárpátalja déli többségében magyarlakta részét, Csehszlovákia német elfoglalásakor Kárpátalját, a második bécsi döntéssel Észak-Erdélyt, Jugoszlávia német lerohanását követően pedig Muraközt, Muravidéket, Dél-Baranyát és a Bácskát.

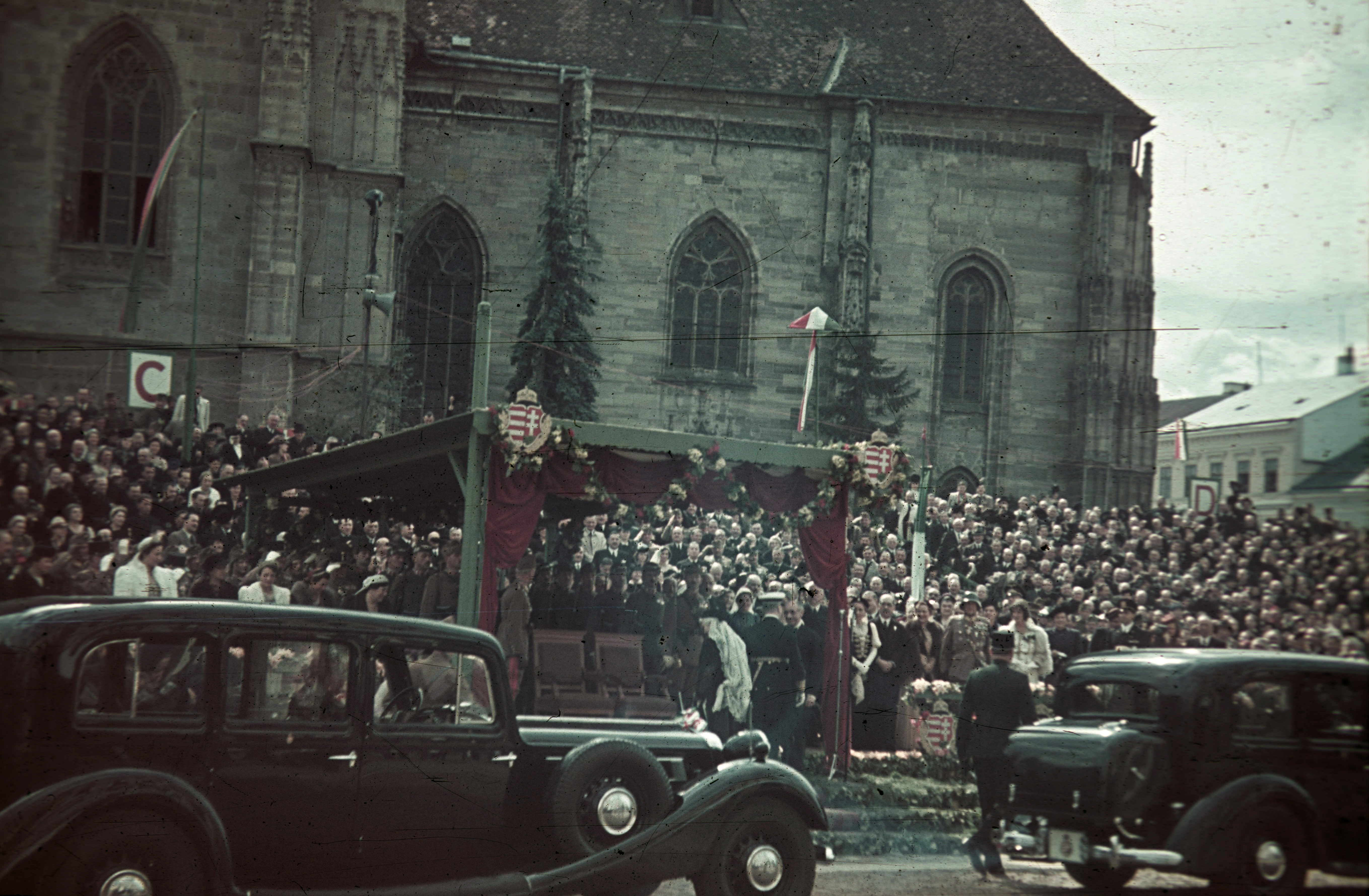
Kolozsvár, Fő tér a magyar csapatok bevonulása idején, a Szent Mihály-templom előtti emelvénynél Horthy Miklós. A felvétel 1940. szeptember 11-én készült. Fortepan 92490.jpg (leírólap)

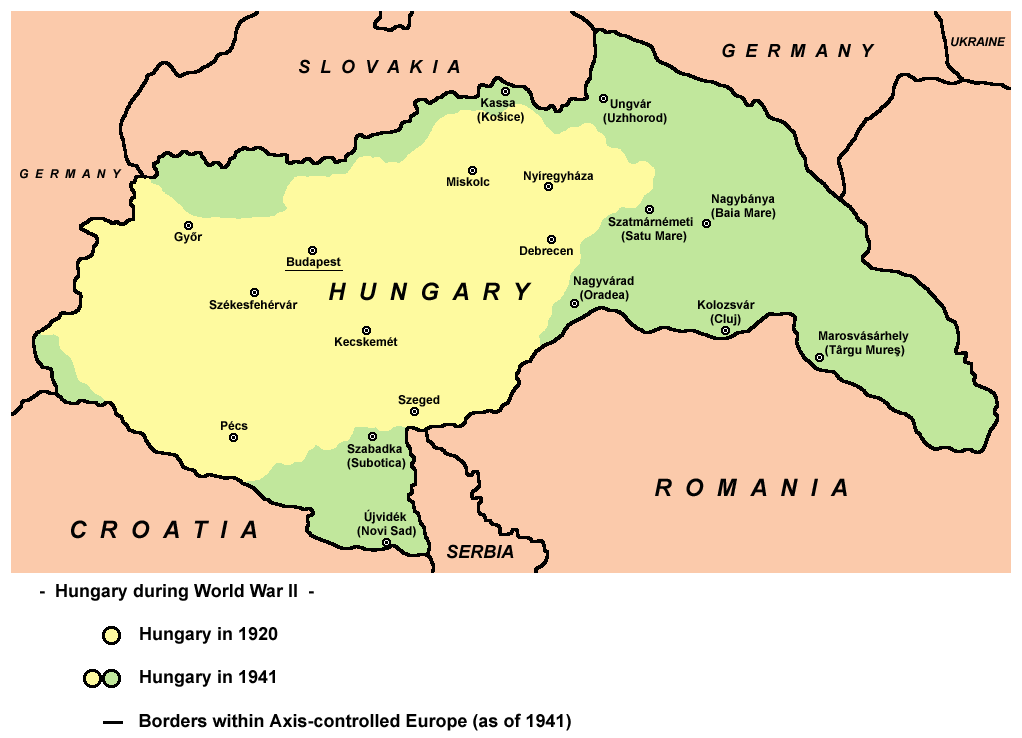
Magyarország területi változásai 1938 és 1941 között

Magyarország etnikai térképe (1941)

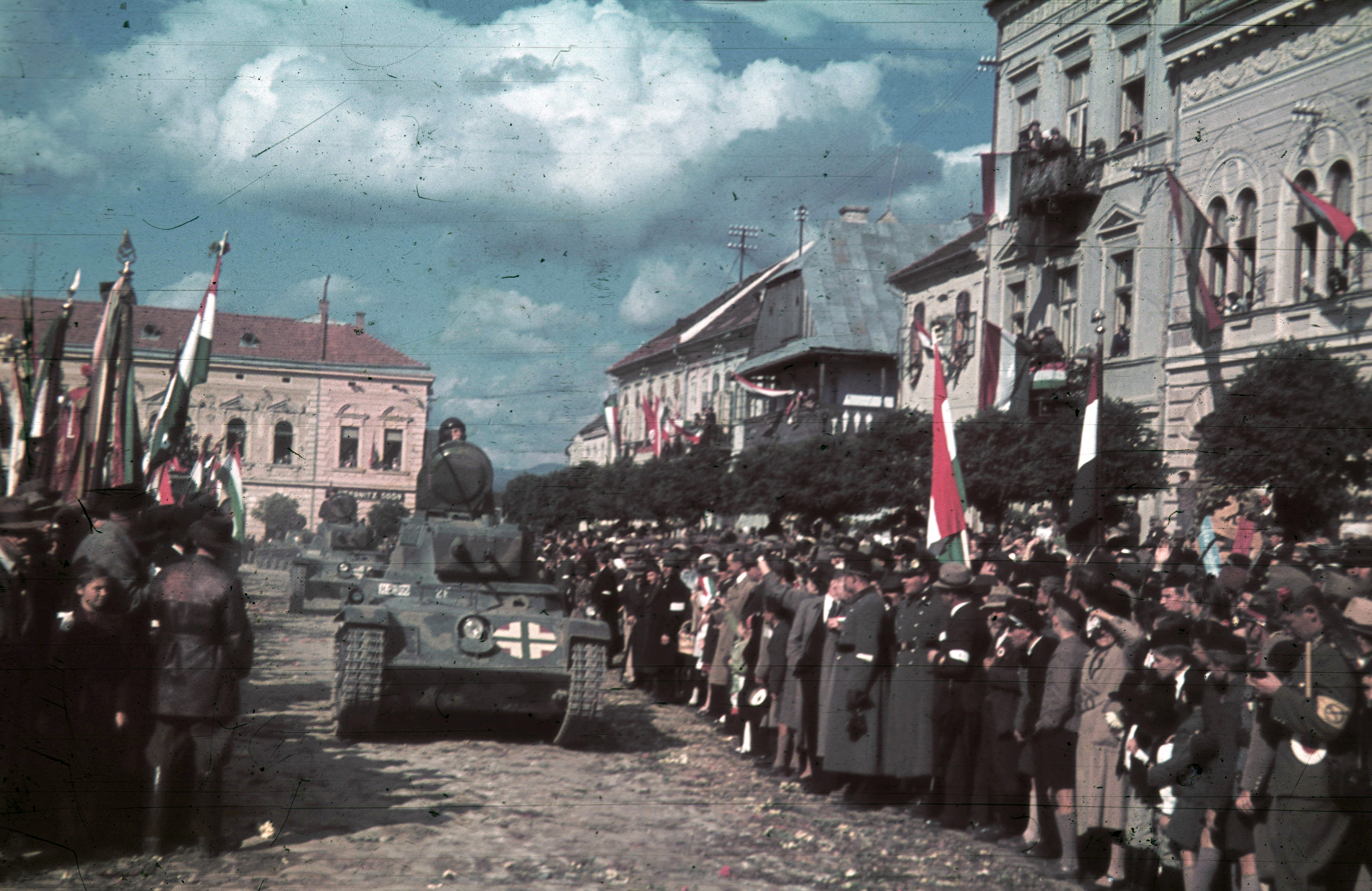
Kézdivásárhely visszafoglalása, 1940

Mindezek azonban a náci Németországgal szövetségben elért eredmények voltak, és így a náci Németországgal együtt buktak. Az, hogy Magyarország német szövetségben kiszolgálta a holokausztot, és – igaz német megszállás alatt, 1944-ben – támogatta az ekkori országterületen mintegy 600 000 zsidó származású állampolgárának deportálását, erkölcsileg tarthatatlanná tette a náci szövetséghez vezető világháború előtti revizionizmus folytatását. Ugyanakkor a világháború befejezésekor a győztesek akárhányszor etnikai tisztogatásokkal igyekeztek a megszerzett területek birtokát véglegesíteni. Legsúlyosabbak a délvidéki vérengzések voltak, amelyeknek összesen százezernél is több sváb és magyar áldozata volt, de a Szovjetunió is a „málenkij robot” gúnynevet kapott tömeggyilkossággal biztosította Kárpátalja tartós birtokbavételét, és elcsatolását Csehszlovákiától is.

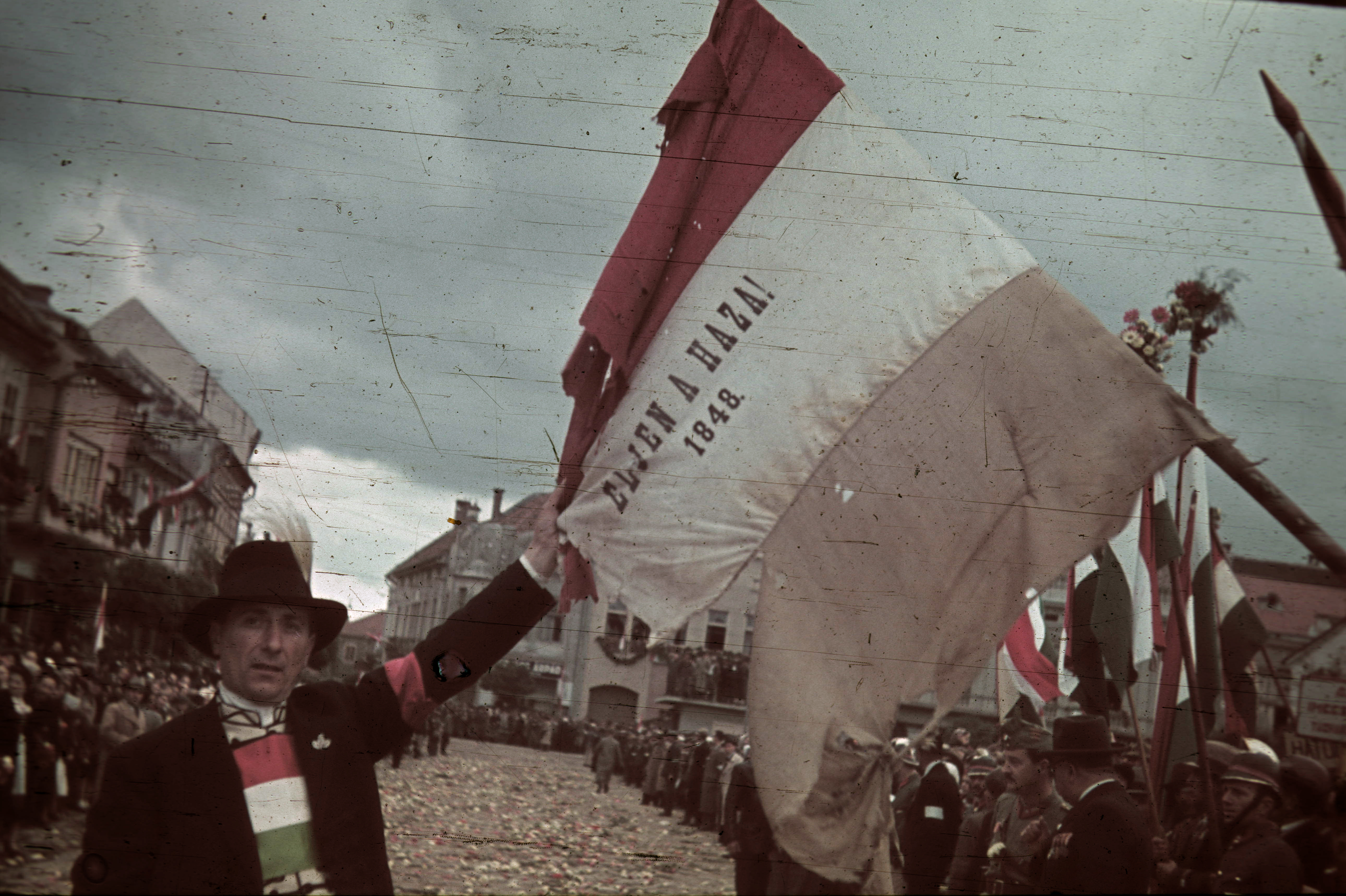
Kézdivásárhely visszatérte, 1940

A második világháborút lezáró szerződésekhez nem társultak kisebbségvédelmi jegyzékek. Csehszlovákiában a magyar ajkú lakosságot a kollektív bűnösség elve alapján kezelték, és lakosságcserével jelentős részüket vagyonuktól kifosztva Magyarországra száműzték. Magyarország erre hivatkozva részben kérte is, részben tudomásul vette a magyarországi németek kitelepítését.
Az 1947-es párizsi békeszerződés visszaállította az 1937-es határokat, de három Pozsonnyal szemben lévő falu, Oroszvár, Horvátjárfalu és Dunacsún, az ún. pozsonyi hídfő átkerült Csehszlovákiához, azzal az indoklással, hogy Pozsony további fejlődéséhez, illetve növekedéséhez elegendő terület legyen a Duna déli partja mentén. (Ez tette később lehetővé a Bős–nagymarosi vízlépcsőnél a Duna egyoldalú szlovák elterelését.) Azóta Magyarország területe – apróbb kölcsönös területi kiigazításoktól eltekintve – nem változott.
Tény azonban, hogy Trianon súlyos, Jugoszlávia esetében háborús válsághoz is vezetett a rendszerváltás után. A békeszerződéssel létrehozott állam széthullott, és az új államhatárok ma is instabilak, az egykori ország területén nemzetközi békefenntartó csapatok állomásoznak. Szétesett a trianoni Csehszlovákia is. Kárpátalját már a II. világháború után a Szovjetunióhoz csatolták, és 1991 óta a jogutód Ukrajna része, Csehország és Szlovákia pedig 1992-ben vált szét.
Magyarországon ma hivatalosan nincsen revizionizmus, irredentizmus, ezeket a nézeteket jellemzően a nemzeti radikális és szélsőjobboldali politikai pártok képviselik. A hivatalos politika egyrészt az Európai Unióban bízik, és az országhatárok "légiesítésében" – ebből a szempontból fontos eredmény, hogy a Schengeni övezet országaiban, így Magyarország, Ausztria, Szlovákia, Horvátország és Románia közötti határokon útlevél és rendszeres határellenőrzés nélkül lehet utazni, továbbá a kettős állampolgárság széleskörű biztosításával kívánja megteremteni a magyarság nemzeti öntudatának és identitásának jogilag elismert formájú, határokon átívelő egységét.

## Megjelenése a művészetben

### Szépirodalom
- Andróczky Lászlóné
  - Adósunk Európa
- Áprily Lajos
  - A legyőzöttek strófája
- Babits Mihály (Szekszárd, 1883. november 26. – Budapest, 1941. augusztus 4.) magyar költő, író.
  - Áldás a magyarra (1938)
  - Csonka-Magyarország (1923)
  - Erdély
  - Hazám! (1925)
- Csernok Attila
  - A komáromi pontonhíd (2007)
  - A valóság erejével (2009)
  - Legendák rabjai (2011)
- Dobos János, írói álneve John P. Drummer, sci-fi író
  - A Trianon-küldetés  (2021)
- Emilius (Az utódállami megtorlás lehetősége miatt álnéven alkotó szerző kilétét a Magyar Könyvészet című kiadvány sem oldja fel.)
  - Ezer év vagy a magyar nemzet tragédiája. Harminckét képben. (színmű, 1929) Színre alkalmazta, zenéjét szerezte és az énekek szövegét írta: Török I. Lajos.
- József Attila (1905. április 11. – 1937. december 3.) huszadik századi magyar költő.
  - Nem, nem, soha! (1922) (1945 és 1990 között nem jelent meg)
  - Pogányos hitvallás magyarul (1922)
  - Juhász Gyulához (1922)
  - Bús magyar éneke (1922)
  - Magyarok (Minek magunkat lassan ölni?) (1923)
  - Áldott légy, jó Magyarország! (1923)
  - (Ó jaj, mi igazán tiszták vagyunk) (1924)
  - Egyszerű ez (1924)
- Juhász Gyula (Szeged, 1883. április 4. – Szeged, 1937. április 6.) költő
  - A békekötésre  (1920)
  - A szeri pusztán  (1924)
  - A tápai Krisztus  (1923)
  - A Tiszánál  (1923)
  - Arad  (1920)
  - Emese álma  (1923)
  - Halottaink  (1922)
  - Máramarossziget 
  - Nagyvárad 
  - Nefelejcs 
  - Pozsony 
  - Prológus szól:  (1924)
  - Szabadka 
  - Trianon 
  - Testamentom
- Kosztolányi Dezső (Szabadka, 1885. március 29. – Budapest, 1936. november 3.): író, költő, műfordító, újságíró, a Nyugat első nemzedékének tagja.
  - Magyar költők sikolya Európa költőihez 1919-ben  (1919)
  - A magyar romokon  (1919)
  - Csáth Gézának  (1920)
  - Gyászkar 
  - Még büszkén vallom, hogy magyar vagyok 
  - A bús férfi panaszai (részlet)  (1924)
  - Ó, szép magyar fejek… [halott link] (1924)
  - Rabszódia  (1920)
- Lajta Erika (1964-) 
  - Trianon-csonk (elbeszélés, kötetben megjelent a Pompadour szocialista brigád című elbeszéléskötetben; Korona Kiadó, 2005)
  - Igen, igen, mindig (dráma a Trianon miatt hazájukból elűzöttek újrakezdéséről)
- Raffay Ernő
  - Trianon titkai (1990)
  - Raffay Ernő – Szidiropulosz Archimédesz (szerk): Trianon átírta Európát. Trianon Kutatóintézet – Kairosz 2008 128 p. ISBN 978-963-662-132-2
- Reményik Sándor írói álnevén Végvári (Kolozsvár, 1890. augusztus 30. – Kolozsvár, 1941. október 24.) erdélyi magyar költő.
  - Nem nyugszunk bele!
  - Gyűrűt készíttetek…
  - A csonka test
  - Eredj, ha tudsz!
- Sajó Sándor (Ipolyság, 1868. november 13. – Budapest, 1933. február 2.) költő, drámaíró, műfordító, tanár, az MTA levelező tagja
  - Magyar ének 1919-ben
  - Szülőföldem szép határa…
  - Nagyapám
  - Magyar fiú éneke
  - A drégelyi várromon
  - Selmecbánya (1930)
  - Az Ipoly (1930)
- Sértő Kálmán (Bisse, 1910. szeptember 29. – Gyalu, 1941. június 15.) költő, író, újságíró
  - Magyar imádság a pusztán
  - Utolsó roham
- Vitéz Somogyváry Gyula, írói nevén Gyula diák (Füles, 1895. április 21. – ? , 1953. február 12.) író, újságíró, országgyűlési képviselő
  - Dal, amelyet nem daloltak végig (kisregény, 1922)
  - És mégis élünk (regény, 1936)
- Szép Ernő
  - Felhő
- Szidiropulosz Archimédesz
  - Trianon utóélete. Válogatás a magyar nyelvű irodalom bibliográfiájából 1920-2000. Bp., XX. Század Intézet – Kairosz 2002, 360 p. ISBN 963-940-63-76
  - Trianon utóélete. Házból, hazából kirekesztett. Irodalmi szemle. Bp., XX. Század Intézet – Kairosz kiadó 2003, 372 p. ISBN 963-948-45-71
  - Trianon utóélete. A magyar társadalom Trianon-képe az ezredfordulón. Bp., Kairosz kiadó. 2004, 453 p. ISBN 963-956-85-89
  - Raffay Ernő – Szidiropulosz Archimédesz (szerk): Trianon átírta Európát. Trianon Kutatóintézet – Kairosz 2008 128 p. ISBN 978-963-662-132-2
- Tábori Piroska: Üzenet Erdélyből
- Tóth Árpád: Arad
- Wass Albert (Válaszút, 1908. január 8. – Astor, Florida, 1998. február 17.) erdélyi magyar író és költő.
  - Adjátok vissza a hegyeimet!  (regény, 1949)
  - Ébredj magyar! (1995)
  - Jönnek! (regény, 1940)
  - Üzenet haza (1948)
  - Tizenhárom almafa (regény, 1953)

### Megjelenése a zeneművészetben
- Ábrányi Emil, ifj.: Trianon. Szimfonikus költemény (1933)
- Dohnányi Ernő: Magyar hiszekegy (1920)(több változatban, http://www.zti.hu/mza-dohnanyi/docs/evkonyv/Kiszely_2007.pdf)
- Hubay Jenő: Végvári dalok op. 113 (1920) bariton hangra, zongorakísérettel

### Képzőművészet
Nagyszámú köztéri műalkotást föl lehet sorolni, egyik legikonikusabb az Összetartozás Emlékhelye a Parlament előtt.

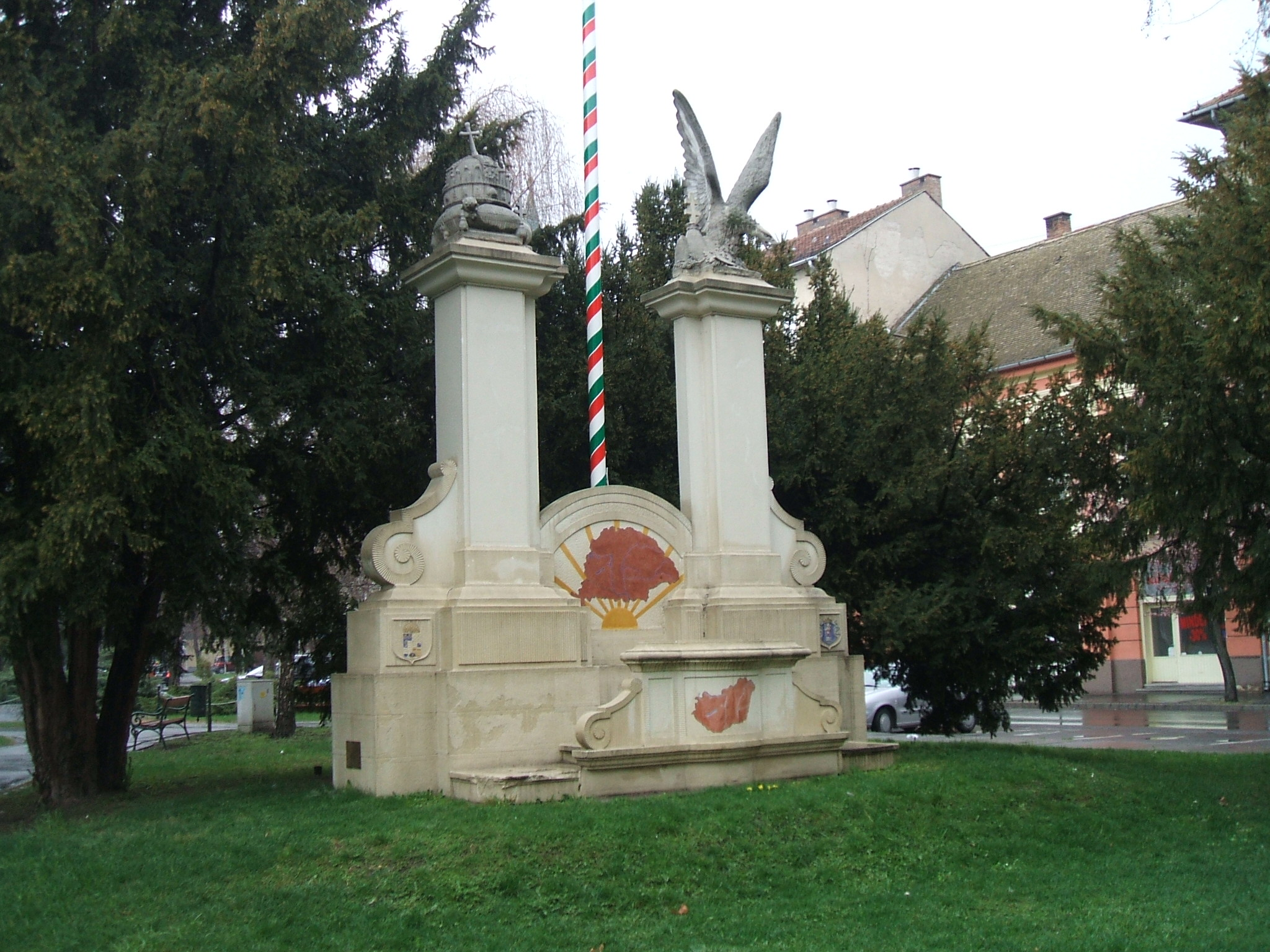
Trianon-emlékmű, Kiskunhalas

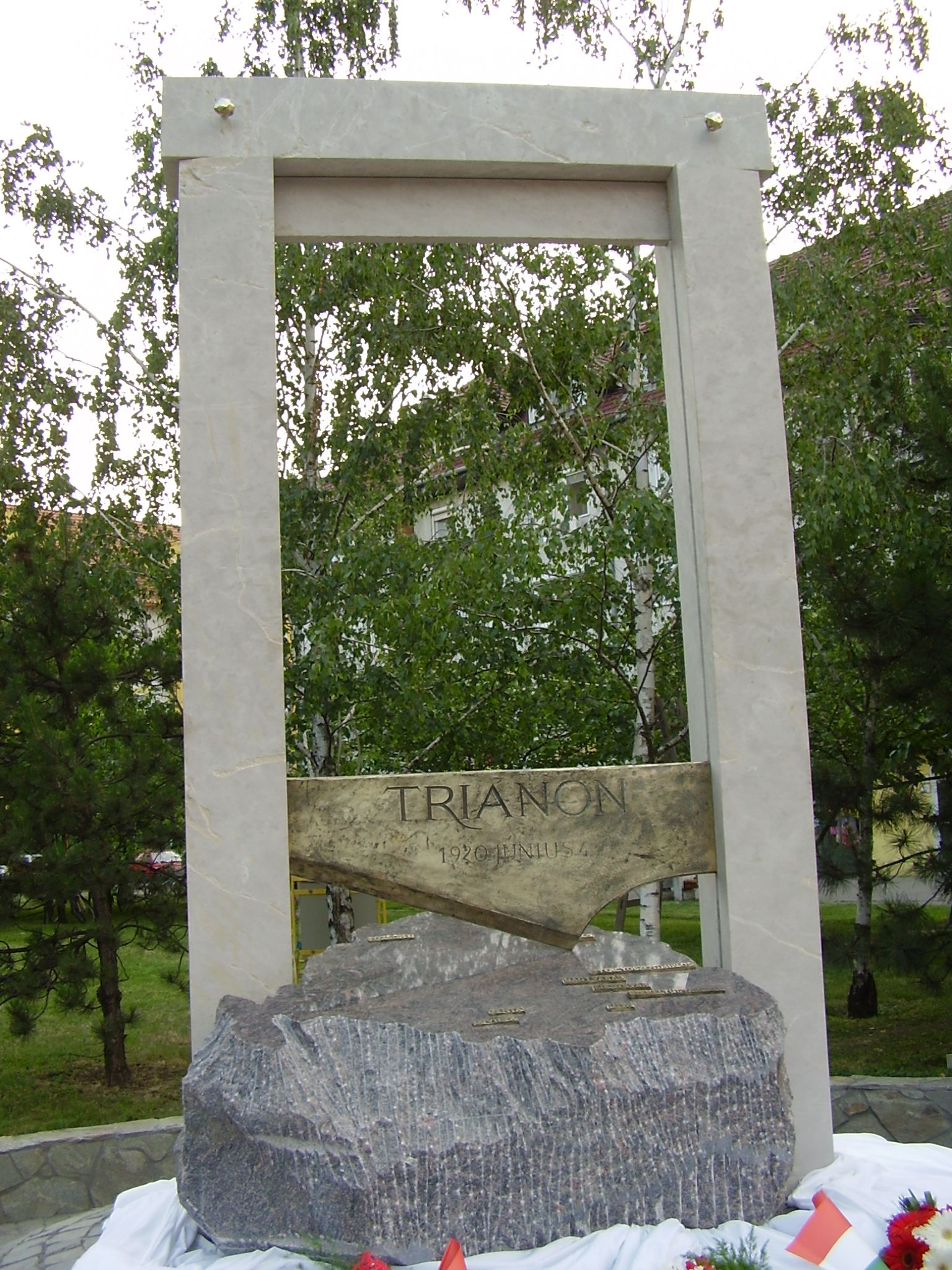
Trianon-emlékmű, Békéscsaba

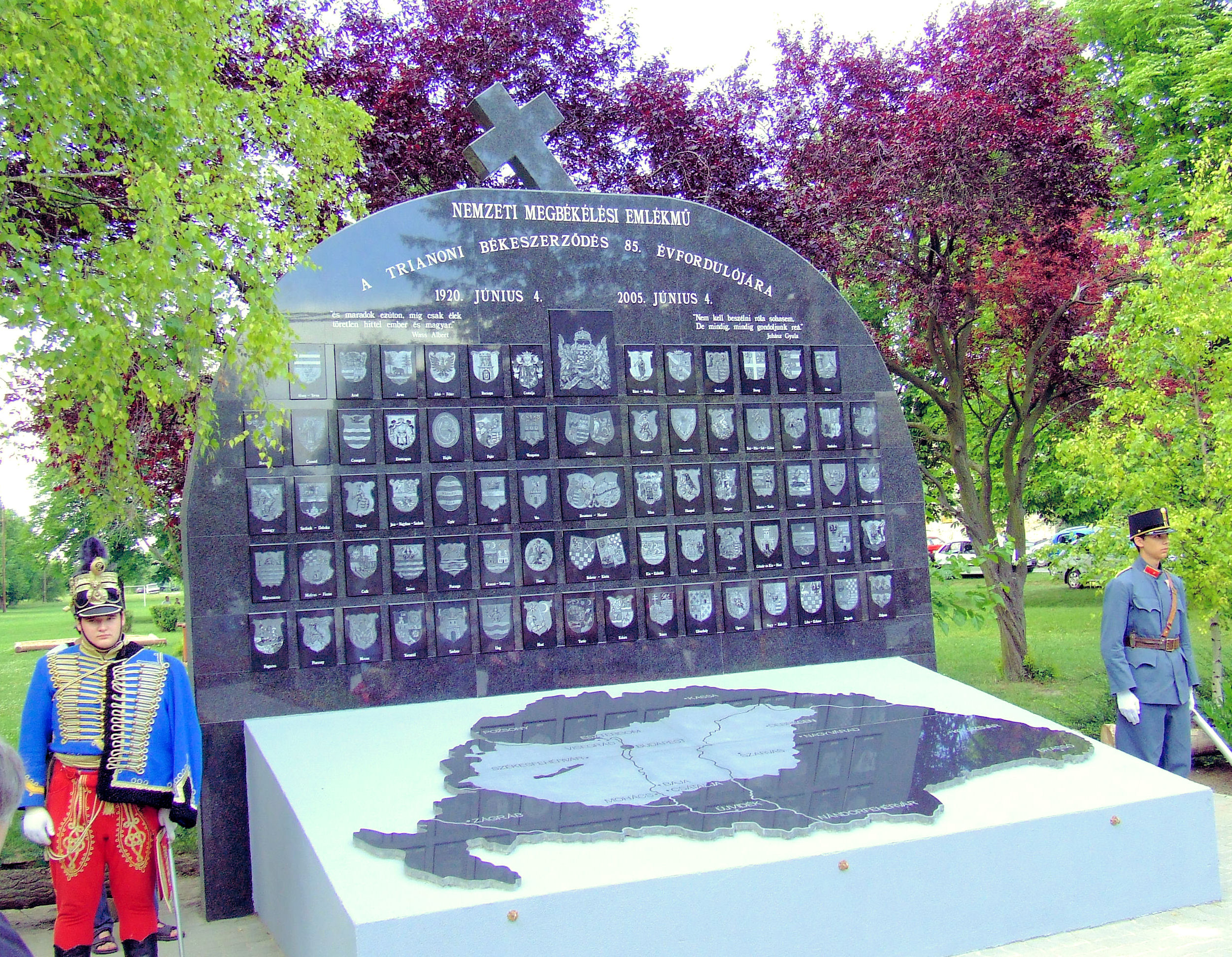
Trianon-emlékmű, Csátalja

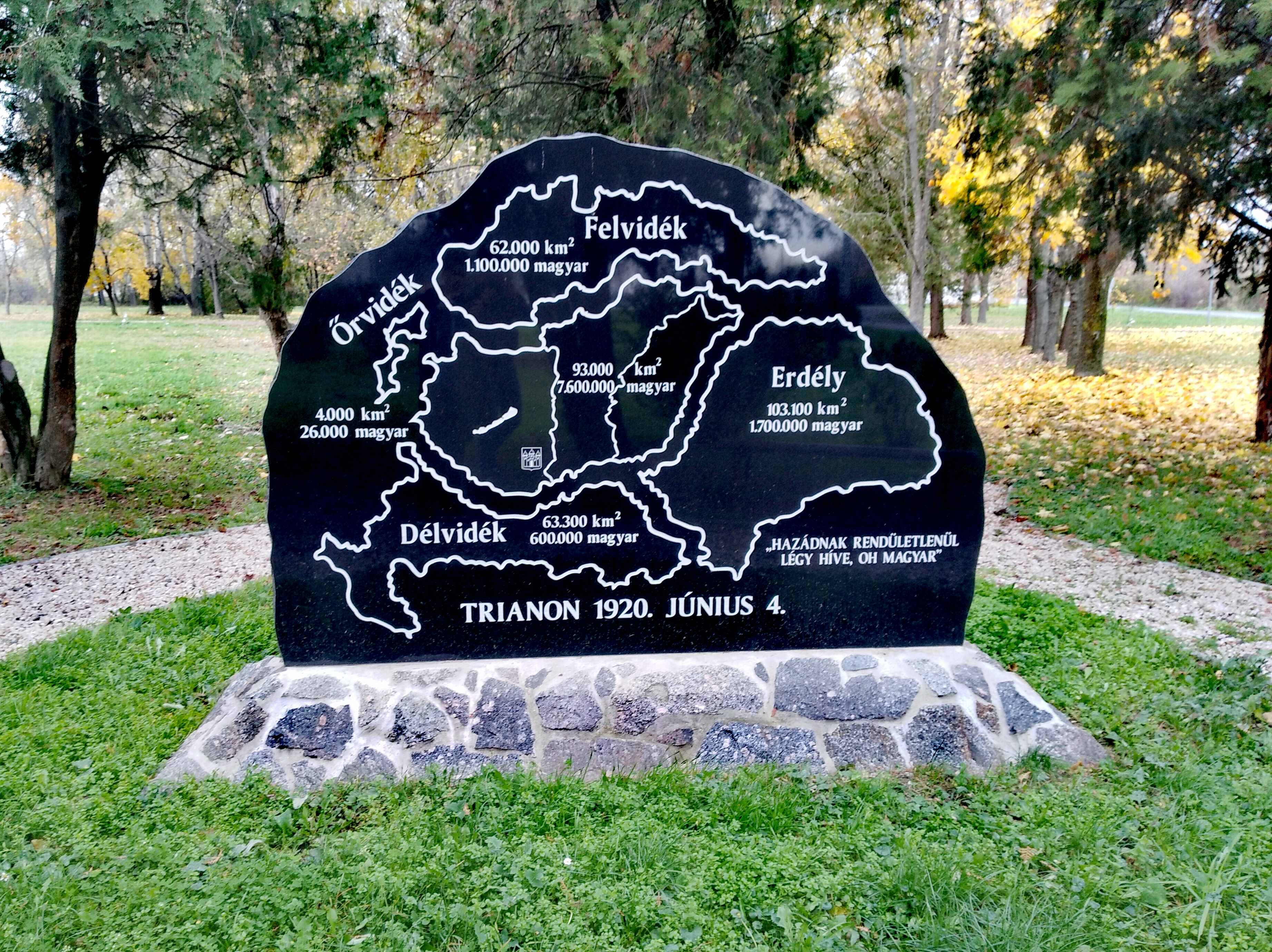
Trianon-emlékmű, Bátaszék

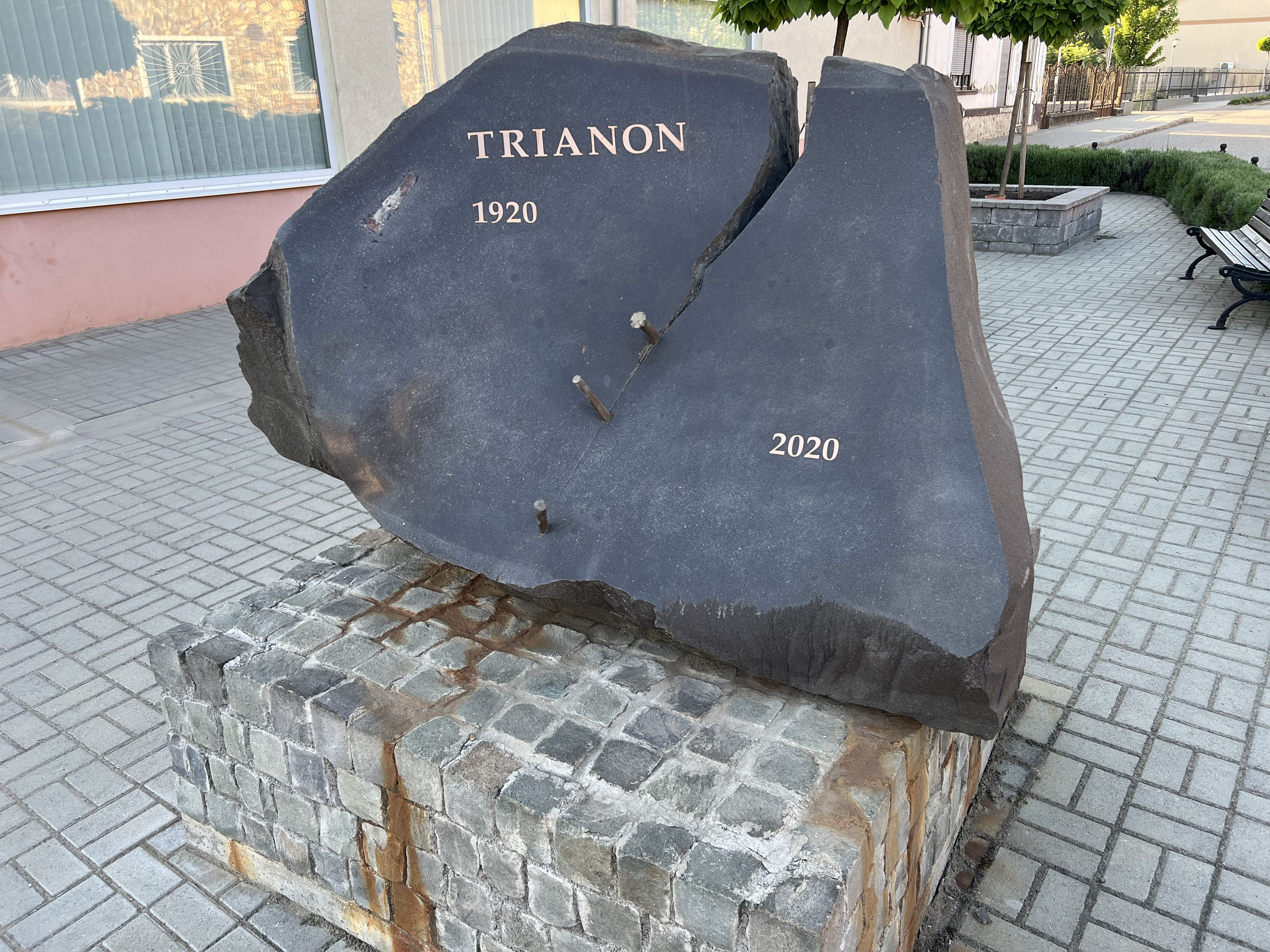
Trianon-emlékmű, Balkány

Néhány további alkotás: